# Paesaggio culturale di Aranjuez
Il paesaggio culturale di Aranjuez è un insieme monumentale che si trova nella località omonima, nella Comunità autonoma di Madrid, in Spagna, e comprende diversi elementi: il palazzo reale e i giardini ornamentali (giardini del Principe, dell'Isola, del Parterre, del Re e di Isabella II), orti storici, viali alberati e zone verdi lungo il fiume (Pico Tajo, Doce Calles, Legamarejo, El Rebollo), opere idrauliche, zone agricole e il centro storico. È stato dichiarato Patrimonio dell'umanità dall'UNESCO nel 2001.

## Introduzione

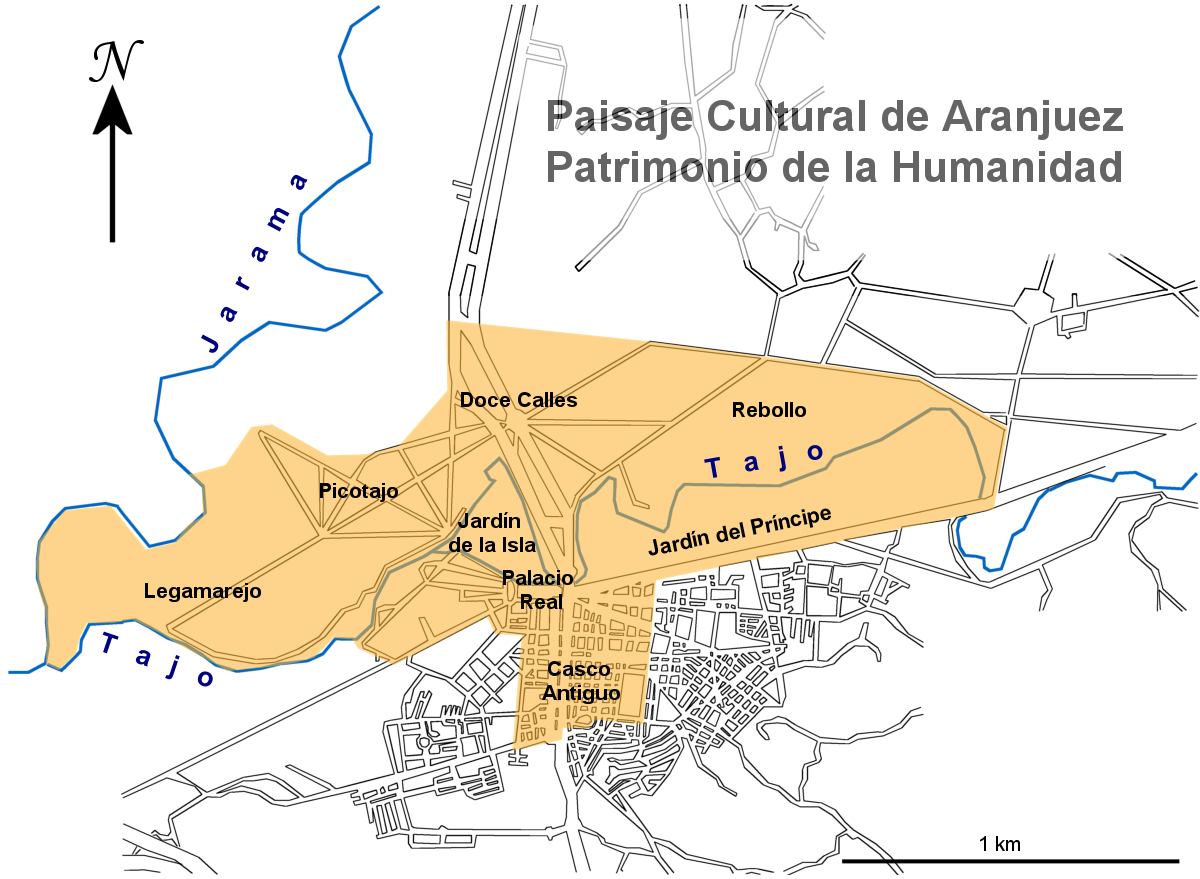
Zona delimitata

Il paesaggio culturale di Aranjuez è un'entità singolare di relazioni complesse e storiche tra la natura e l'attività umana, i sinuosi corsi d'acqua dei fiumi e il disegno geometrico del paesaggio, la vita urbana e quella rurale, e tra la fauna forestale e l'architettura raffinata. I fiumi Tago e Jarama sono le due arterie principali di questo paesaggio culturale, una zona estesa 2047,56 ettari nel sud della Comunità autonoma di Madrid. La zona di protezione circostante si trova dentro i limiti del municipio di Aranjuez (16 604,56 ettari). 
Aranjuez è testimone di diversi scambi culturali lungo i secoli che hanno influenzato in maniera significativa lo sviluppo dei suoi siti e la creazione del suo paesaggio, divenendo così un modello di utilizzo del territorio da parte della cultura. Il processo di trasformazione risale al regno di Filippo II quando, con l'influsso della Corona e la ricchezza della natura come elementi determinanti, Aranjuez divenne un sito Reale nel XVI secolo. I regni di Ferdinando VI, Carlo II e Isabella II videro la sua evoluzione nel XVIII e XIX secolo. Questo paesaggio è sopravvissuto durante il XX secolo quando venne aperto al pubblico.
La dichiarazione dell'UNESCO comprende diversi elementi che formano le differenti zone: orti storici, viali alberati e lungo fiume (Legamarejo, Picotajo, El Rebollo), il Palazzo e i giardini ornamentali (giardini del Principe, dell'Isola, del Parterre, del Re e di Isabella II) e il centro storico del XVIII secolo. La combinazione concettuale di queste zone crea una serie di paesaggi che costituiscono il "Paesaggio culturale di Aranjuez". Questo include il paesaggio acquatico (fiumi, stagni, dighe e fossati), il paesaggio agricolo (frutteti e vivai, allevamenti di bestiame e prati), il paesaggio del tempo libero (giardini ornamentali), il paesaggio ordinato (la geometria delle strade e delle piazze che delimitano lo spazio naturale) e il paesaggio costruito (il palazzo, la città pianificata, le strade e gli edifici agricoli).

## Elementi singolari dentro la delimitazione

### Palazzo Reale

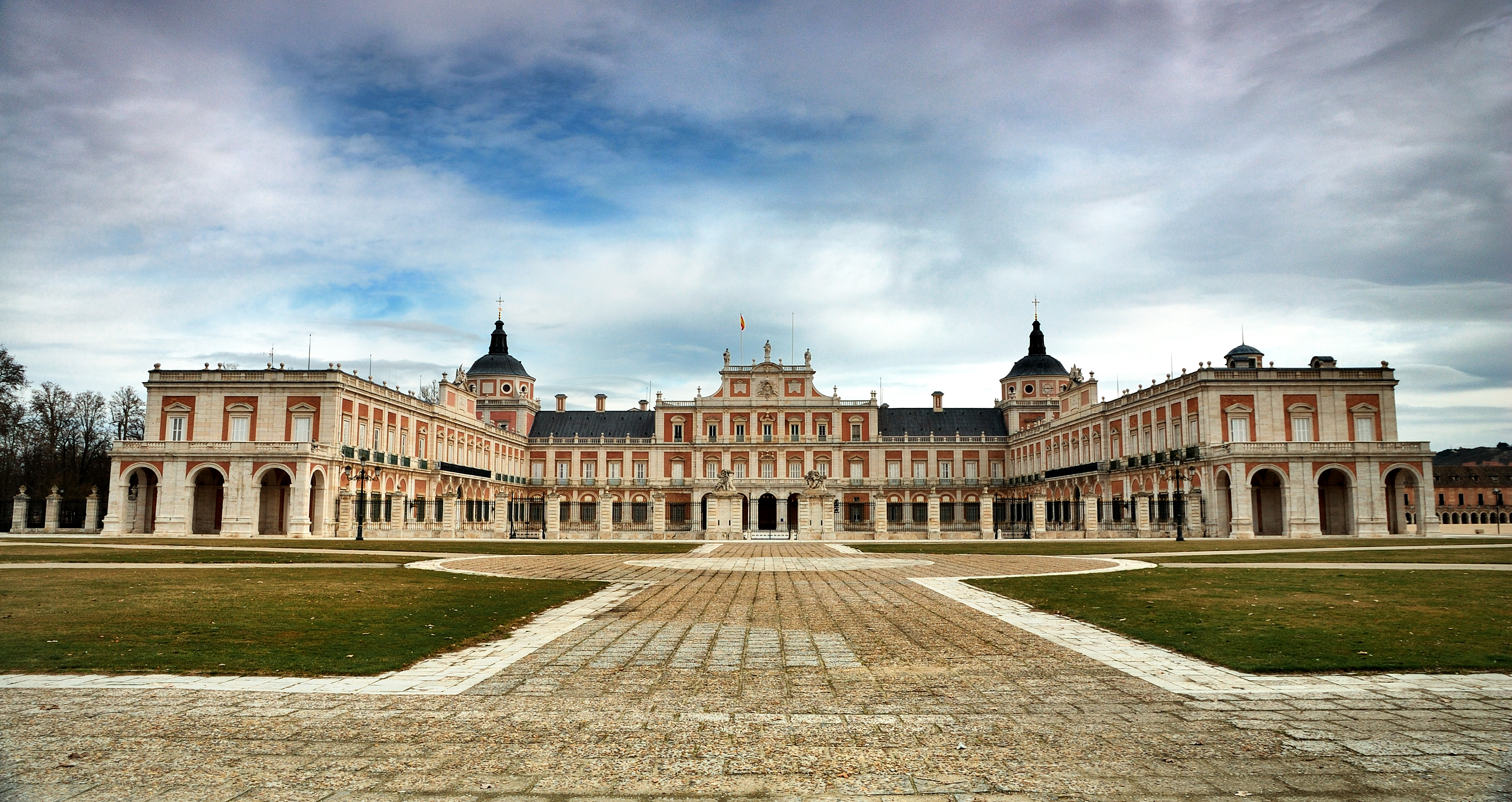
Facciata principale del palazzo

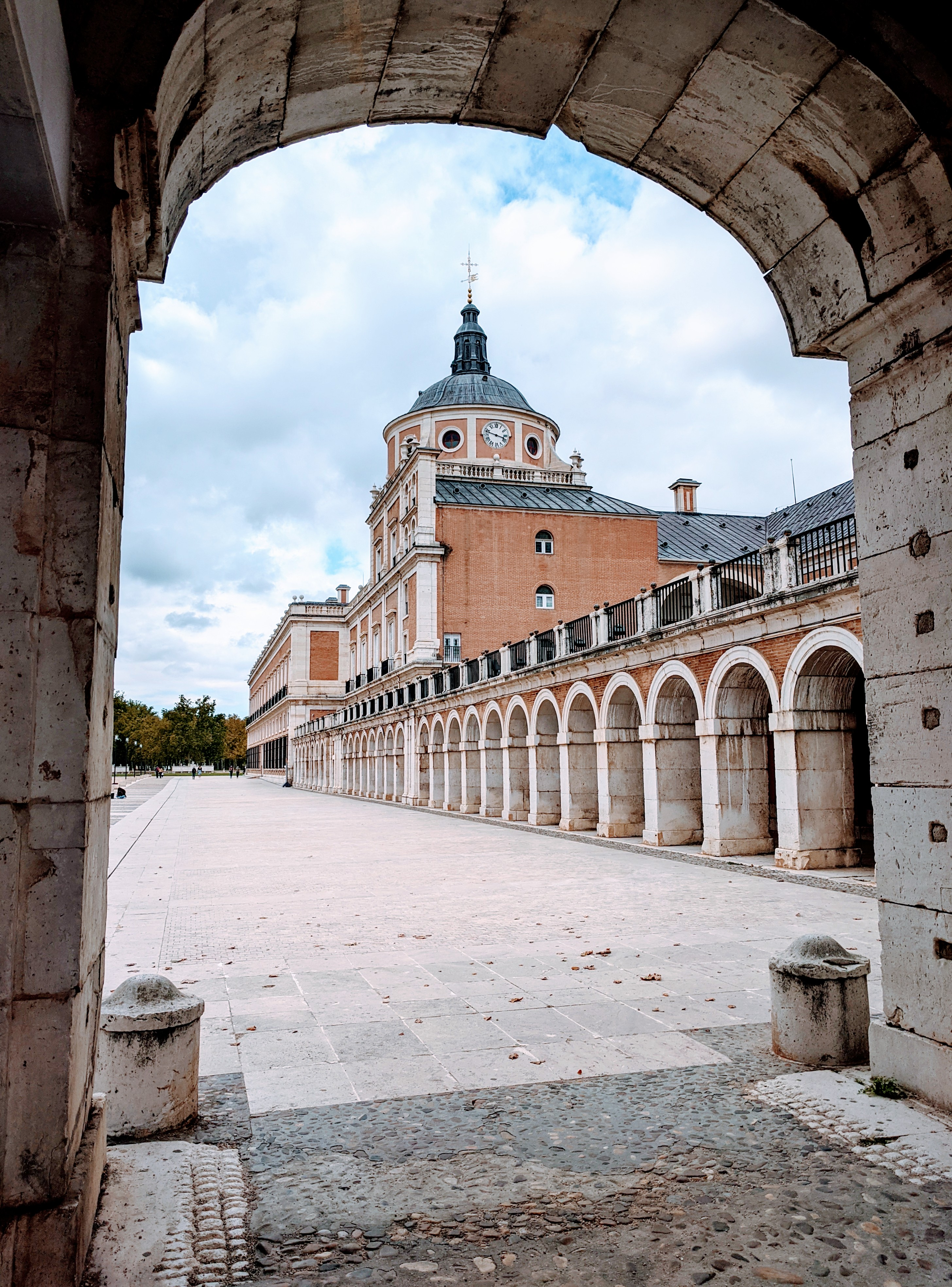
Facciata sud del palazzo

Costruito sul luogo dove esisteva una casa dei maestri dell'Ordine di Santiago, la sua edificazione ebbe luogo lungo distinte tappe. Il progetto iniziale consisteva in un edificio quadrato, di due piani con cortile interno, la cui facciata principale venne completata con due ali, terminanti in torri, che si sovrapponevano ai giardini del Re e della Regina. La prima fase costruttiva ebbe luogo durante il regno di Filippo II; le opere vennero completate tra il 1565 e il 1586, secondo il progetto di Juan Bautista de Toledo, e continuate da Jerónimo Gili e Juan de Herrera. Consistettero nella costruzione della torre della Cappella, parte della facciata e l'ala meridionale. FIlippo V ordinò di continuare i lavori e così, tra il 1715 e il 1733, venne realizzata l'ala orientale e parte di quella settentrionale, oltre ad una grande scalinata, su progetto di Pedro Caro Idrogo.
In 1741 Santiago Bonavía si fece carico delle opere e, fino al 1749, sostituì la scalinata principale con una nuova, concluse l'ala settentrionale e il settore nordoccidentale e ristrutturò il tetto con due livelli di soppalchi. Successivamente (1750-1751), sotto il regno di Ferdinando VI, venne realizzato il settore centrale della facciata. Per ultimo, e per ordine di Carlo III, Francesco Sabatini ampliò il palazzo, tra il 1771 e il 1778, con due ali ad ovest della facciata principale. La sua costruzione in mattoni e calcare di Colmenar, creò il bicromatismo che è stato una costante nelle costruzioni che vennero realizzate ad Aranjuez da quel momento.

### Giardino del Re

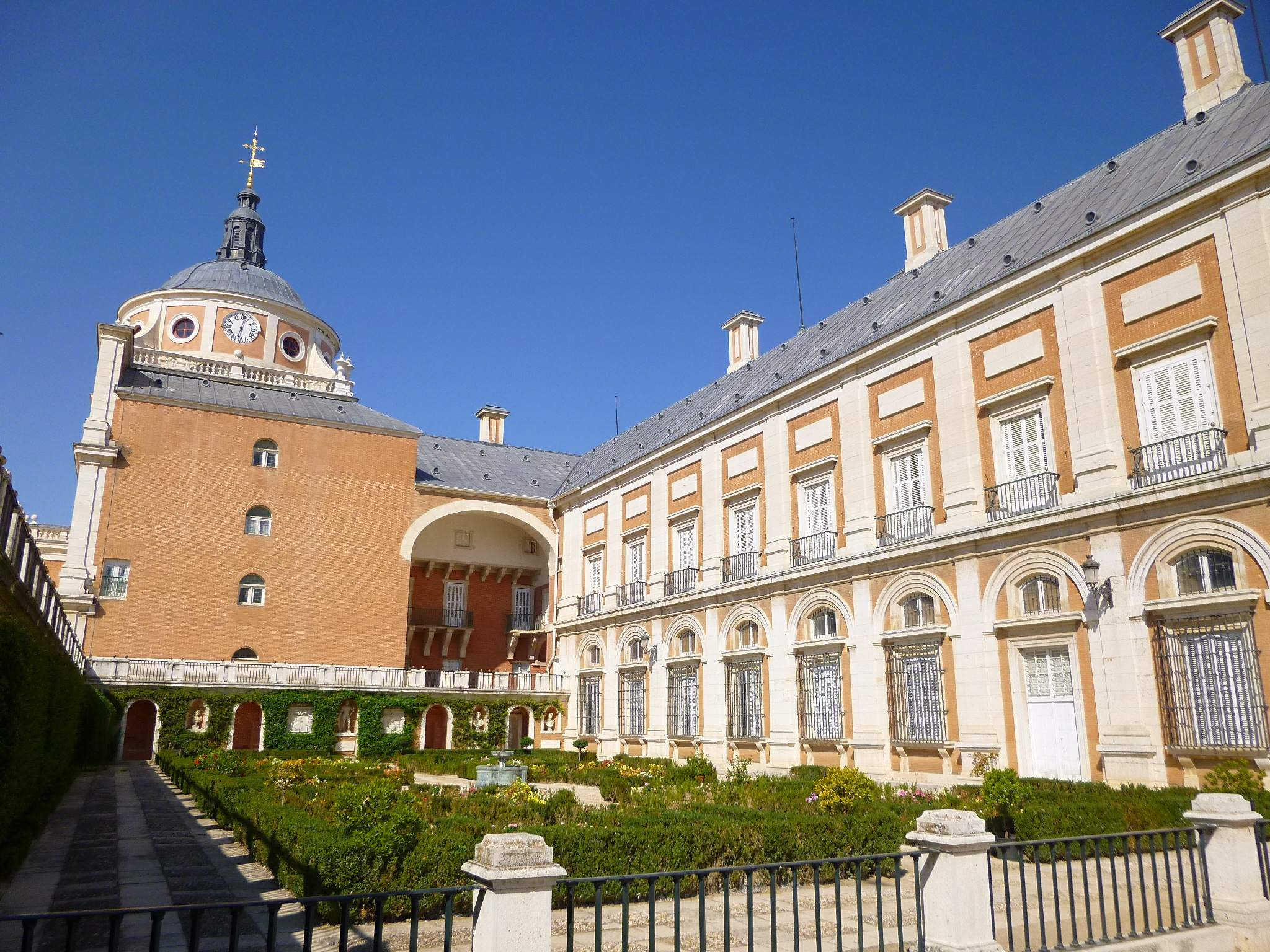
Giardino del Re, accanto all'ala meridionale del palazzo

Si trova accanto all'ala sud del Palazzo. È stato progettato come un elemento in più dell'insieme del palazzo da Juan Bautista de Toledo, nel 1561, e realizzato da Juan di Herrera tra il 1577 e il 1582. Tra il 1622 e il 1623 venne ristrutturato da Juan Gómez de Mora, con l'inserimento di sculture, la cui iconografia venne sostituita con un'altra riguardante gli imperatori romani e gli antenati del monarca. Successivamente, nel 1733, in occasione della realizzazione del giardino del Parterre, venne eliminato il muro che chiudeva il suo lato orientale, e in epoca contemporanea esiste una cancellata in ferro.
Presenta una pianta cruciforme composta da due assi perpendicolari, il cui incrocio forma una piazza quadrata, e da altri due assi trasversali, che creano otto zone piantate a bosso. Nella piazza centrale esiste una fonte di diaspro verde con pianta mistilínea realizzata da Roque Solario nel 1580, mentre nei muri di delimitazione sono presenti busti che rappresentano i dodici cesari romani e panchine in pietra. Nel muro occidentale si trova una statua di Filippo II, opera di Pompeo Leoni del 1568, e ad entrambi i lati della stessa due medaglioni che rappresentano Carlo I e Isabella del Portogallo, opera dello stesso Leoni.

### Giardino del Parterre

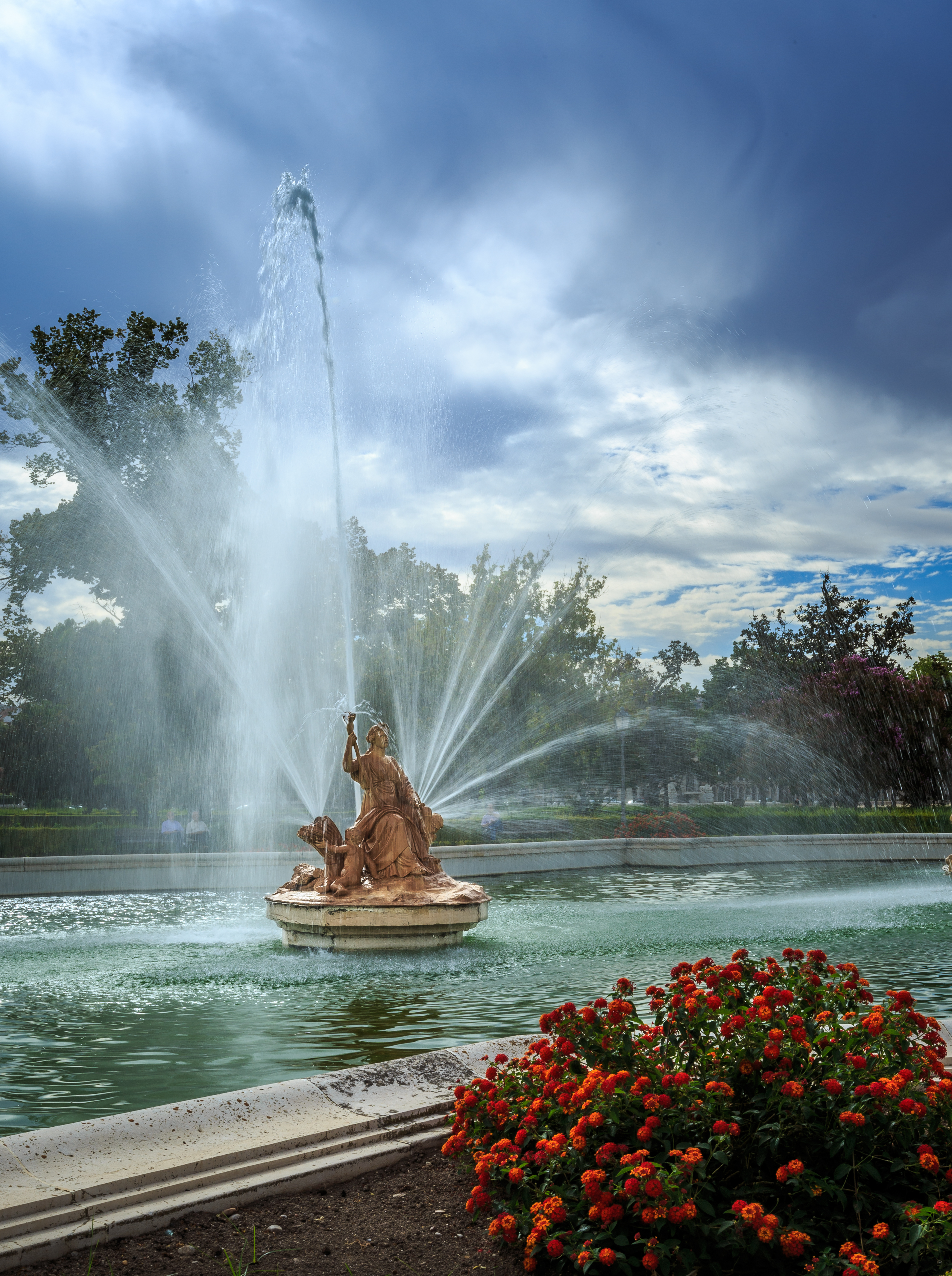
Giardino del Parterre - fontana di Cerere

Il giardino si trova nella parte posteriore del palazzo. Venne realizzato, tra il 1728 e il 1735, secondo un progetto di Esteban Marchand, secondo il modello del giardino alla francese. È composto da tre grandi gruppi, organizzati intorno a quattro fontane. Il primo gruppo presenta due fontane, quelle delle Nereidi, situate simmetricamente dentro due zone di prato bordate da siepi di bosso, e tra queste ci sono due piazzole: una ovale, con la figura di una corona nel suo interno, e un'altra circolare, con una rosa dei venti realizzata con siepe di bosso. Il secondo gruppo si trova intorno allo stagno della fontana di Cerere, in senso transversale rispetto all'asse principale del giardino e incorniciato da un prato fiorito e da una siepe di bosso. All'interno dello stagno sono presenti tre gruppi scultorei.
Per ultimo, il terzo gruppo, dentro il semicerchio che chiude il giardino ad est; vi si trova la fontana circolare di Ercole e Anteo e zone a prato. Tra i tre gruppi ci sono aiuole triangolari di prato, il cui interno sono presenti cespugli e alberi ornamentali e sono bordati con siepi di bosso. In origine, il giardino era chiuso da un muro nei suoi margini sud e est; ma nel 1751 Santiago Bonavía lo sostituì con una cancellata in ferro con pilastri di pietra di Colmenar e, tra il 1760 e il 1763, su progetto di Jacques Marquet, venne realizzato un fosso perimetrale, di tipo ha-ha, nel quale scorre dell'acqua.

### Giardino dell'Isola

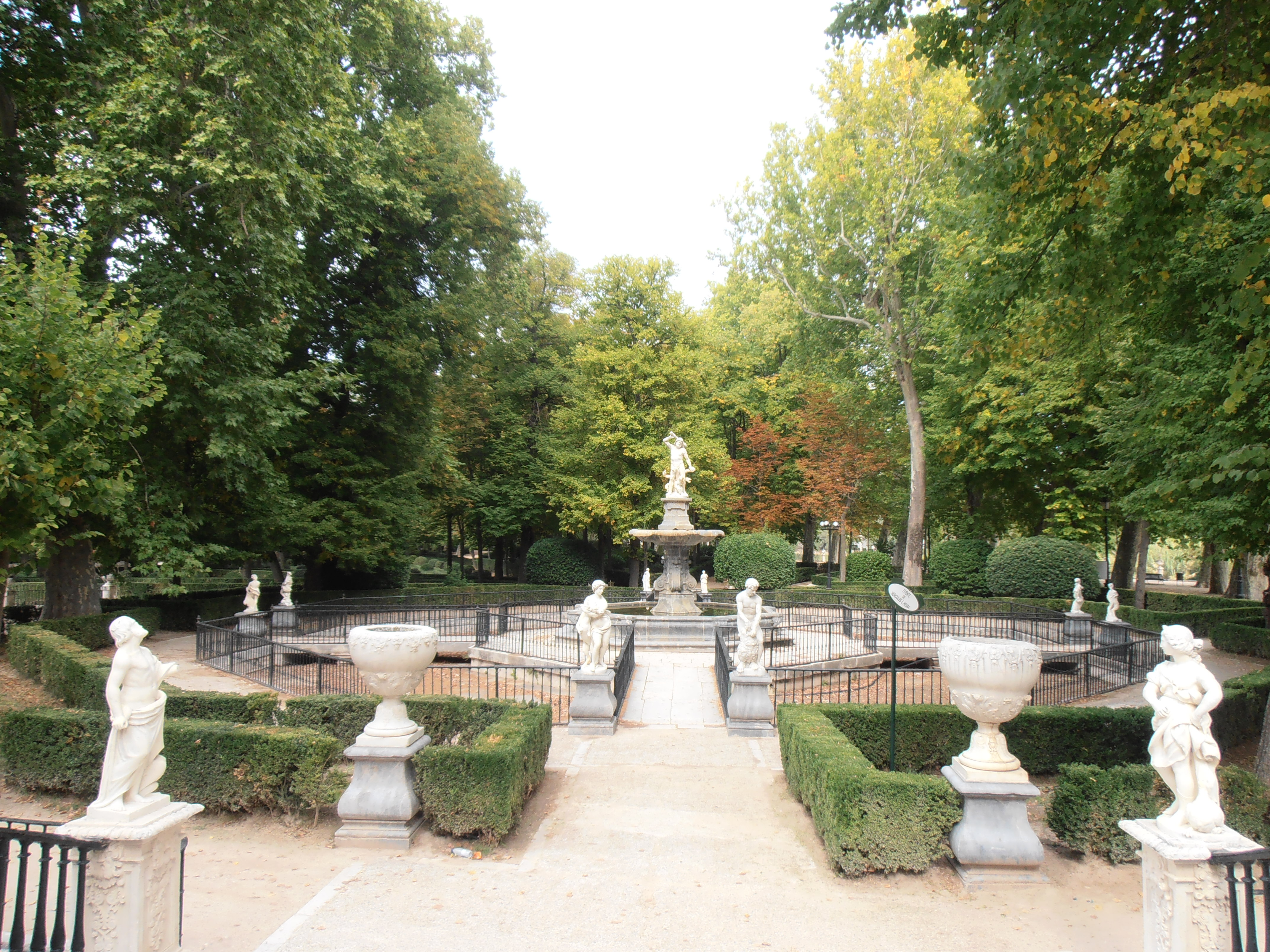
Giardino dell'Isola; fontana di Ercole e Anteo

Si trova a nord del palazzo, in una isola artificiale di circaa 25 ettari, tra il fiume Tago (dalla diga del Palazzo a dove si trovava il Ponte Verde) e un fiume o canale. Venne realizzato su iniziativa di Filippo II, come una rappresentazione del paradiso o locus amoenus, e tracciato da Juan Bautista de Toledo nel 1561; le opere si prolungarono fino al 1564, e continuarono con Juan di Herrera, con l'ordinazione delle fontane nel 1582. Fu proposto un asse centrale principale, seguendo la linea più lunga dell'isola, in cui si sarebbe collocato un insieme di fontane e attorno al quale si sarebbe sviluppata una disposizione ortogonale di quattro rettangoli, con la simmetria come protagonista. Alla sua estremità occidentale, l'asse si spezza di 120º in direzione sud-ovest verso il ponte del Tago.
Filippo III avviò una riforma della sua iconografia e il suo successore, Filippo IV, continuò il lavoro, secondo l'indirizzo di José di Villarreal. Dopo il gruppo scultoreo del ponte del Canale, si trova la fontana di Ercole e Idra. Seguono, lungo l'asse principale, la fontana di Vertumno, la fontana dell'Anello, la fontana delle Arpie, la fontana di Venere, la fontana di Bacco e la fontana di Nettuno. Altri spazi del giardino, al margine del tracciato originale e realizzati nel XVIII secolo, sono il Salone dei Re Cattolici, al cui inizio si trova la fontana della Boticaria, e il giardino di Diana, con la fontana omonima.

### Giardino del Principe

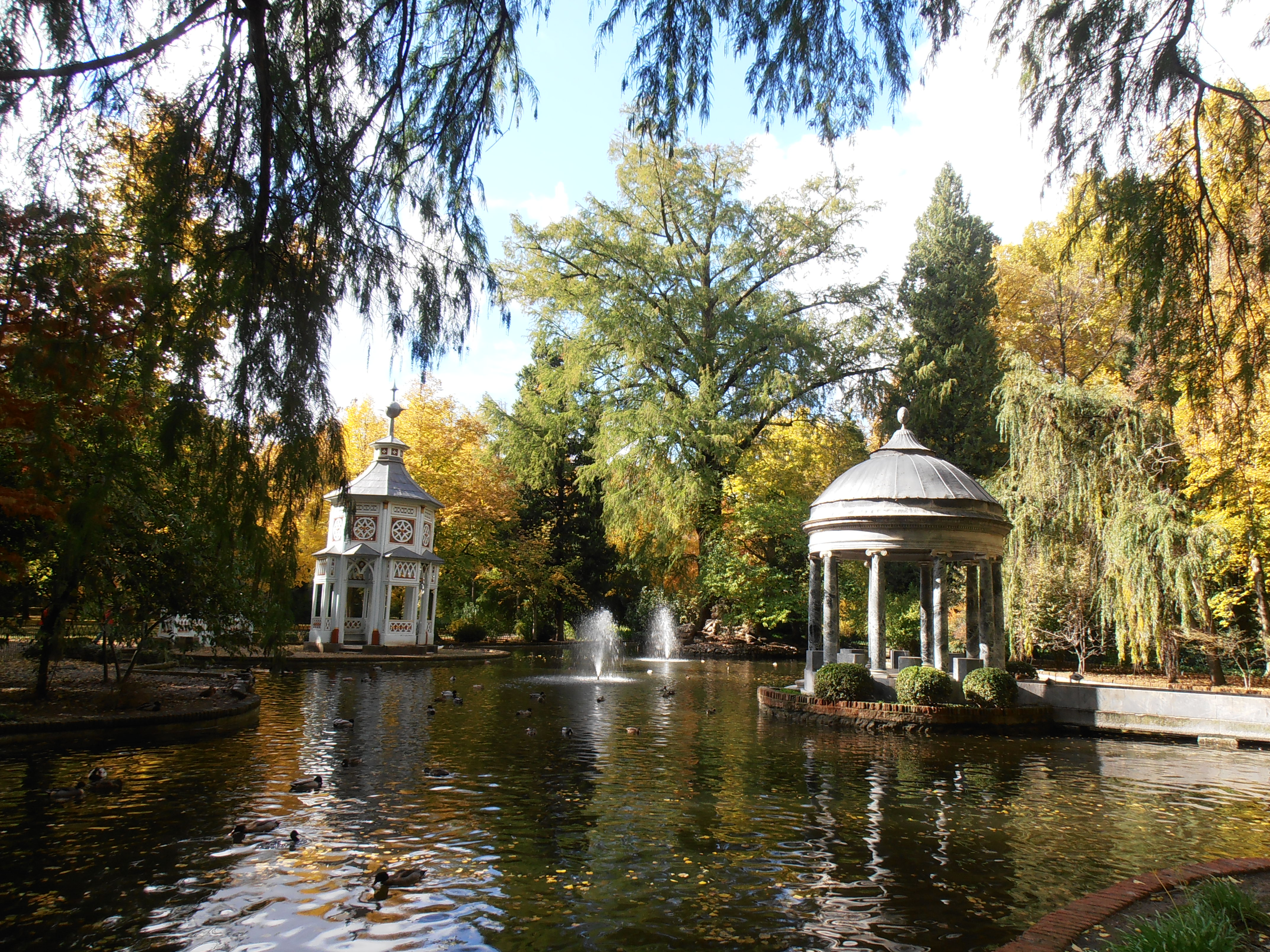
Giardino del Principe - stagno cinese

Situato a nord della calle della Regina, e delimitato dal fiume Tago, la sua realizzazione ebbe luogo nell'ultimo quarto del XVIII secolo con l'intenzione di unire diversi spazi precedenti con altri nuovi disegnati secondo il concetto di giardino paesaggistico. Questi lavori prevedevano l'organizzazione dei giardini fatta tra il 1553 e il 1561 da Jerónimo de Algora e Juan Bautista de Toledo, durante il regno di Filippo II, e la costruzione del molo e della strada omonima durante il regno di Ferdinando VI. Questi lavori vennero realizzati sotto Carlo III e, infine, Carlo IV avrebbe terminato gli ultimi quattro giardini. Pablo Boutelou lavorò alla loro esecuzione, tra il 1775 e il 1784, e lui stesso e Juan de Villanueva tra il 1785 e il 1808.
Il giardino è lungo, tra un estremo e l'altro, approssimativamente tre chilometri. Il suo recinto iniziò ad essere innalzato tra il 1758 e il 1759, per mano di Santiago Bonavía, e i lavori continuarono dal 1785. Dopo l'interruzione dovuta alla guerra d'indipendenza, venne completato nel 1845. L'accesso da Calle de la Reina avviene attraverso 15 porte, alcune delle quali monumentali, delle quali la principale è quella più vicina al palazzo. Negli otto spazi che lo compongono sono notevoli le fontane di Narciso e Apollo, le isole americane e asiatiche, lo stagno cinese e la Casa del Labrador.

### Casa del Labrador

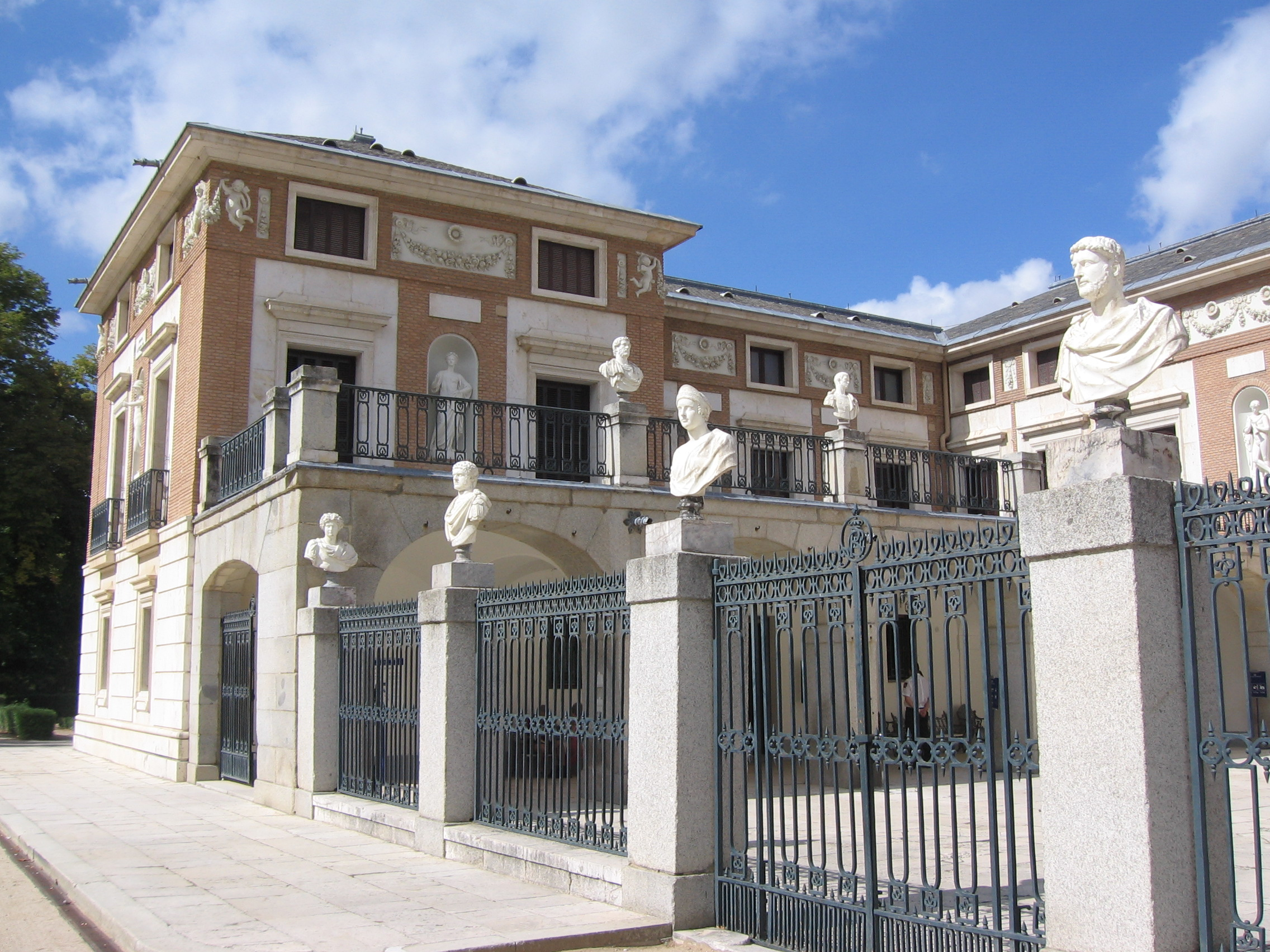
Casa del Labrador

Ubicata nell'estremità orientale del giardino del Principe è un esempio dell'architettura neoclassica. Si tratta di un capriccio destinato alla ricreazione e al divertimento di Carlo IV, lontano dal protocollo di Palazzo. La casa ebbe due fasi costruttive. Una prima, tra 1794 e 1796, su progetto di Juan de Villanueva, nella quale venne realizzato un edificio rettangolare, con piano terra, piano nobile e attico, realizzato in mattoni e senza decorazione esterne. Sembra una tipica casa di lavoro, di lì il suo nome ("labrador"="lavoratore"), come complemento al paesaggio del giardino.
La seconda fase, tra 1798 e 1804, è consistita in un ampliamento e ristrutturazione dell'edificio ad opera di Juan di Villanueva e Isidro González Velázquez, con la costruzione di due ali laterali, l'aggiunta di un cortile d'onore chiuso e l'arricchimento della sua decorazione tanto interna quanto esterna. Così, nella facciata, l'intonaco è protagonista e presenta fregi al piano terra, nicchie per statue e cornici di balconi al piano nobile, e zone con frutti e fiori nel sottotetto. Figure in gesso, opera di Joaquín Arali, furono collocate nelle nicchie e venti busti di imperatori romani furono installati sui piedistalli della porta e sulle balaustre delle terrazze nel 1805.

### Viali alberati, orti e cespugli lungo il fiume

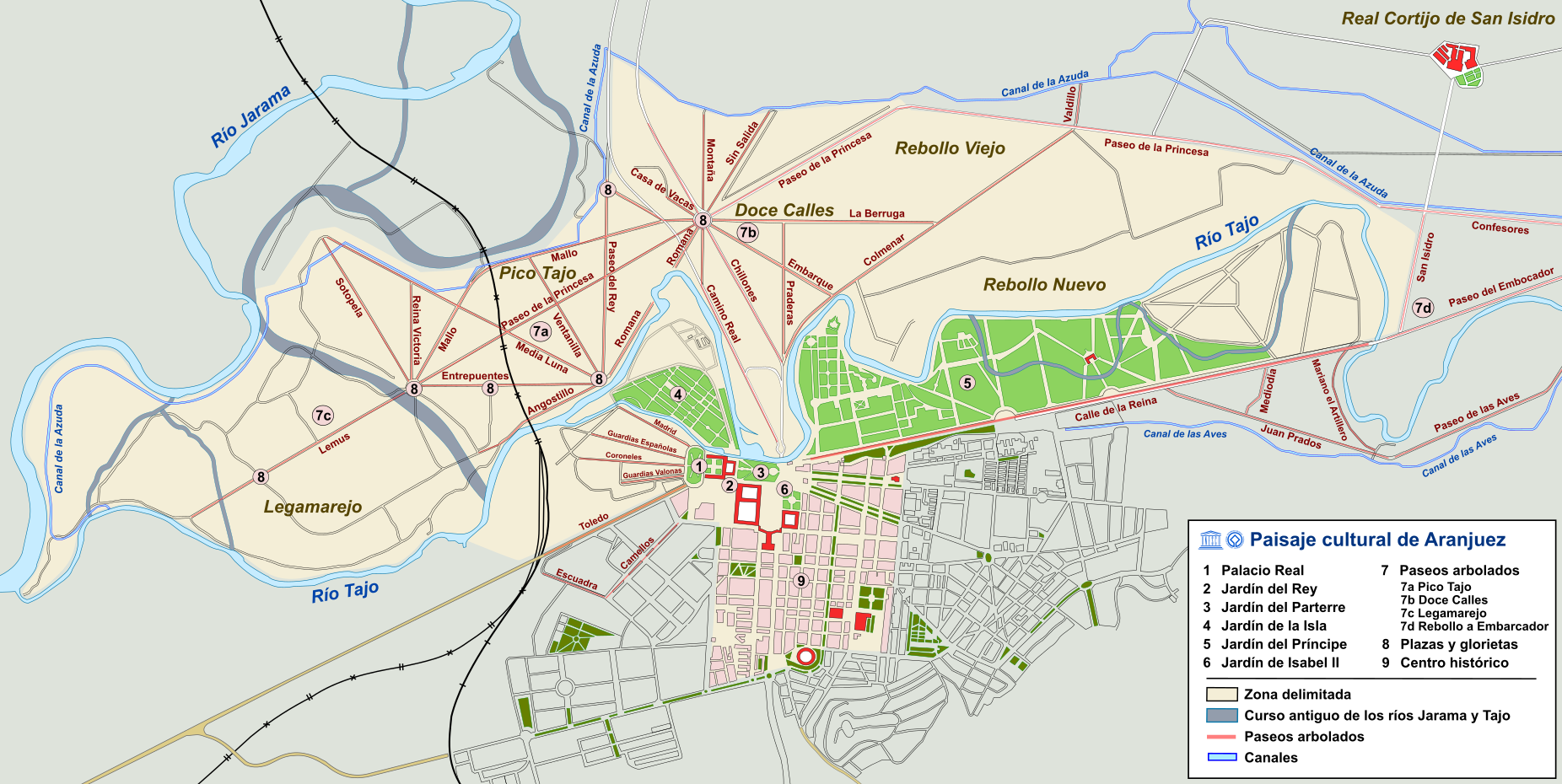
Mappa del Paesaggio culturale di Aranjuez con la condivisione dei distinti passeggi alberati

Tra la diga dell'Embocador, a est, e gli alvei del Tago e del Jarama, a ovest, si estende un'ampia area di terreno caratterizzata dalla sua ricchezza naturale e dalla perfetta pianificazione. L'elemento più singolare sono le passeggiate alberate, costituite da un percorso fiancheggiato da filari di alberi ai margini; oltre ad abbellire gli ingressi ad Aranjuez e a servire per le passeggiate di corte, avevano la funzione di strutturare e urbanizzare l'insieme di frutteti, prati e boschetti attraverso un appezzamento nel cui impianto iniziale venivano applicate risorse estetiche rinascimentali, quali simmetria, proporzionalità, geometria e prospettiva. Può quindi essere considerato come il primo caso di pianificazione territoriale nell'Europa occidentale, con un dominio dell'architettura del paesaggio che ha fatto di Aranjuez una pioniera.
La zona di Picotajo fu quella dove venne avviata questa sistemazione ai tempi di Filippo II. Aveva due ponti, uno sull'antico alveo del Jarama e l'altro sul Tago, che facevano parte dell'antico itinerario dei Re, da Madrid al Palazzo. La strada tra i due, detta Entrepuentes, fu la prima ad essere sistemata, nel 1553, e già sette anni dopo aveva filari di alberi, una piazza centrale e il progetto per la costruzione di altre piazze semicircolari accanto a entrambi i ponti. Nel 1561, quando Juan Bautista de Toledo progettò la rete di passeggiate a partire da queste piazze, tracciò calle de la Ventanilla, dalla Plaza del Tajo, che in seguito servì da asse di simmetria per localizzare la rotonda delle Dodici Calles equidistante dalla Plaza del Jarama. Il livellamento delle strade fu accompagnato dalle opere necessarie per l'attacco irriguo, tra cui archi, cateratte e fossati, grazie ai quali furono messi a coltura i terreni tra le strade, con alberi da frutto.
Sebbene nelle prime due piazze potessero convergere solo cinque cammini per il corso dei fiumi, nella rotonda delle Dodici Calles quel problema non esisteva e si tracciarono dodici cammini orientati verso i punti cardinali. La realizzazione della spianata e gli alberi sono attribuiti a Filippo III, nel 1613, sebbene fossero già menzionati negli anni settanta del XVI secolo, e i terreni circostanti furono utilizzati, in principio, come pascolo. A ovest di Picotajo si trova il boschetto di Legamarejo, alla confluenza dei fiumi; le inondazioni di questi e il limo che depositavano ne modificavano l'estensione e la configurazione e quindi, all'inizio, per accedere si doveva attraversare un ponte sul Jarama. Dal XVIII secolo era dedicato al pascolo dei cavalli della scuderia reale e alle colture, e qui, all'inizio del XX secolo, si trovava l'Ippodromo Reale di Legamarejo. Infine, ad est delle Dodici Calles si trova il bosco del Rebollo, il cui nome deriva dall'esistenza di un vecchio querceto. La sua terra venne utilizzata come terreno di caccia fino a quando vi venne trasferita la Real Yeguada nel 1839 e dal XX secolo è stata utilizzata come terreno agricolo. 
| Calle                       | Lunghezza (m) | Specie                                                | Anno | Calle                        | Lunghezza (m) | Specie                       | Anno |
| --------------------------- | ------------- | ----------------------------------------------------- | ---- | ---------------------------- | ------------- | ---------------------------- | ---- |
| De los Tilos (Entrepuentes) | 760           | pioppo del Canada                                     | 1553 | Del Embarque                 | 690           | platano ispanico             | 1613 |
| De la Ventanilla            | 680           | pioppo nero, noce da frutto, gelso bianco             | 1561 | De Chillones                 | 1200          | platano ispanico             | 1613 |
| De Madrid                   | 390           | platano occidentale, pioppo nero                      | 1564 | De la Casa de Vacas          | 150           | platano ispanico             | 1613 |
| De la Princesa              | 5340          | platano ispanico, acero do monte, sofora del Giappone | 1592 | Camino Real                  | 265           | platano ispanico             | 1637 |
| De la Romana                | 450           | tiglio nostrano, pioppo nero                          | 1592 | Del Angostillo               | 470           | tiglio nostrano, pioppo nero | 1737 |
| De la Reina Victoria        | 490           | pioppo nero                                           | 1592 | De Lemus                     | 1200          | platano ispanico, fotinia    | 1756 |
| Del Mallo                   | 1745          | bagolaro, albero dei rosari, olmo campestre           | 1592 | De Colmenar                  | 1890          | platano ispanico             | 1770 |
| Del Rey                     | 880           | platano ispanico                                      | 1592 | De las Praderas              | 680           | platano ispanico             | 1773 |
| Del Bonetillo (Media Luna)  | 1430          | quercia, pioppo nero                                  | 1592 | De las Guardias Españolas    | 470           | platano ispanico             | 1773 |
| De Sotopela                 | 810           | platano ispanico                                      | 1592 | De las Guardias Valonas      | 385           | platano ispanico             | 1773 |
| De la Montaña               | 480           | tiglio nostrano                                       | 1613 | De los Coroneles             | 550           | platano ispanico             | 1773 |
| Sin Salida                  | 600           | platano ispanico                                      | 1613 | Al este de la plaza Cirigata | 220           | platano ispanico             | 1775 |
| De la Berruga               | 1100          | noce da frutto, pioppo bianco                         | 1613 | De Toledo                    | 8580          | platano ispanico             |      |

Dall'altro lato, lungo il Tago si trovano le foreste a galleria, comunità vegetali composte da specie favorite dalla vicinanza all'acqua. Anticamente coprivano un'estensione maggiore, a modo di foresta, ma a seguito dell'azione antropica venne eliminata dalla riva sud del Tago. Nella riva nord, la sistemazione fu meno aggressiva e la sua vegetazione tipica mantenne alberi di una certa entità accanto al fiume che sono un rifugio idoneo per l'avifauna, oltre ad avere effetti sugli elementi climatici come il vento e le gelate. Tra questi spicca El Rebollo; è il meglio conservato del corso medio e inferiore del Tago e ospita specie vegetali come vimini bardaguera, liquirizia, esparcilla, erba dello scorbuto, lepidium cardamines, brachyapium dichotomum e animali come genetta, martora o ghiro oltre a numerosi rettili, anfibi e uccelli. El Rancho Grande, nella zona di Legamarejo, è costituito principalmente da pioppi bianchi e presenta un fitto sottobosco di rovi, oltre a periploca graeca. Infine, nella Junta de los Ríos, sempre a Legamarejo, si possono trovare tamarix gallica, tamarix africana, canne e rovi.

### Piazze e gloriette
Parte dell'insieme di elementi che formano e configurano le foreste a galleria storiche, sono le graziose piazze o gloriette. La più emblematica è la gloriette delle Dodici Calles, che risulta fondamentale nella configurazione di tutto lo spazio. Concepita per Juan Bautista de Toledo, si hanno sue notizie dagli anni 1570. È costituita da una piazza circolare, con impianto di alberi in tutto il suo perimetro, che dal XVIII secolo ha un diametro di 73 metri ed è delimitata da un muro basso di pietra di Colmenar, interrotto da dodici varchi in corrispondenza delle dodici strade, con pilastri e lesene in mattoni, e recinzioni in legno di tiglio (di iroko nella sua ristrutturazione del 2011). Le lesene sono rifinite con coppe, mentre i pilastri hanno un ornamento ovale. Un'altra delle piazze è quella della porta di Cirigata, posta a nord della precedente, che in epoca borbonica costituiva l'ingresso al Sito Reale. A pianta circolare, ha un recinto simile a quello delle Dodici Calles, sebbene risalga alla metà del XIX secolo, e al posto della pietra di Colmenar è stata utilizzata la pietra artificiale.
A sud-ovest delle Dodici Calles, alla fine di Calle de la Princesa, si trova Plaza de Legamarejo. Situata vicino al punto in cui c'era un ponte sull'antico alveo del Jarama, presenta una porta realizzata da Santiago Bonavía nel 1756; faceva parte del muro di pietra che, sin dai tempi di Ferdinando VI, chiudeva i frutteti del Picotajo, ed è costituita da quattro lesene in laterizio, simili a quelle della Cirigata e delle Dodici Calles. A sud di Legamarejo, all'altra estremità di Calle de Lemus, c'è la rotonda dei Mosquitos. Nel XVIII secolo il Tago la costeggiava e da quel punto partiva un'altra strada verso l'allora Junta de los Ríos, dove c'era un belvedere. Infine, in Calle de los Tilos si trova la Plaza del Bonetillo, originariamente a pianta quadrata, e in fondo ad essa la Plaza de la Isleta, dove un tempo si trovava il ponte sul Tago per accedere all'Isola e al Palazzo.

### Opere idrauliche e sistemi di irrigazione

#### Canale dell'Azuda

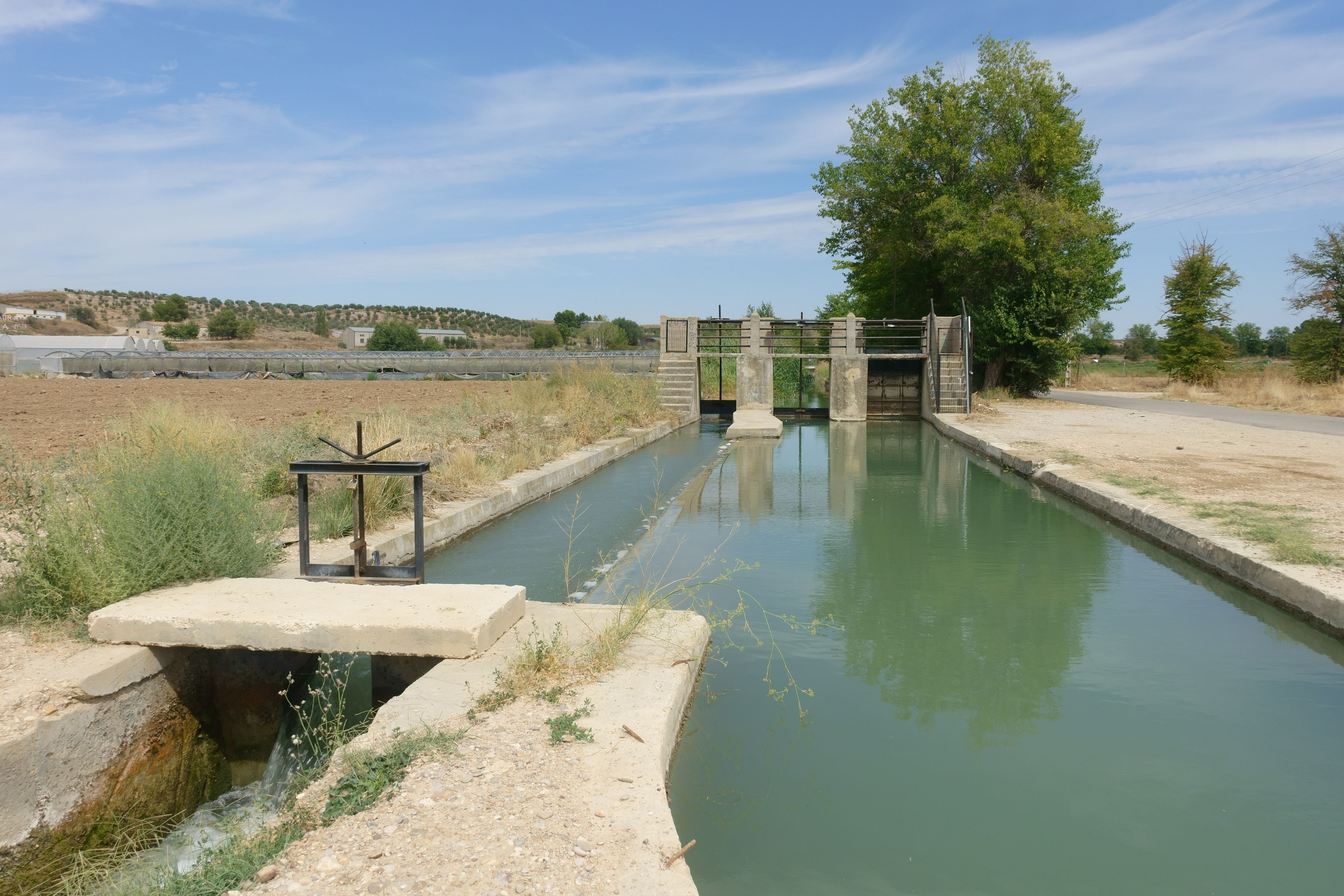
Diga del canale dell'Azuda

Il canale dell'Azuda fu tracciato nella riva destra del Tago ed è lungo quasi otto chilometri. Venne fatto costruire da Filippo II in data ignota, anche se diverse teorie datano la sua costruzione tra il 1535 e il 1572. Inizia 350 metri a monte della diga di Embocador e dopo aver irrigato le colture e i frutteti del Cortijo, Rebollo, Las Tejeras e Picotajo, dove l'acqua viene prelevata tramite delle rogge, sfocia nel fiume Jarama. All'altezza del Cortijo riceve le acque dei canali Cola Alta e Cola Baja, il cui inizio è nel canale del Tago.

#### Diga del palazzo, cascata ed estuario

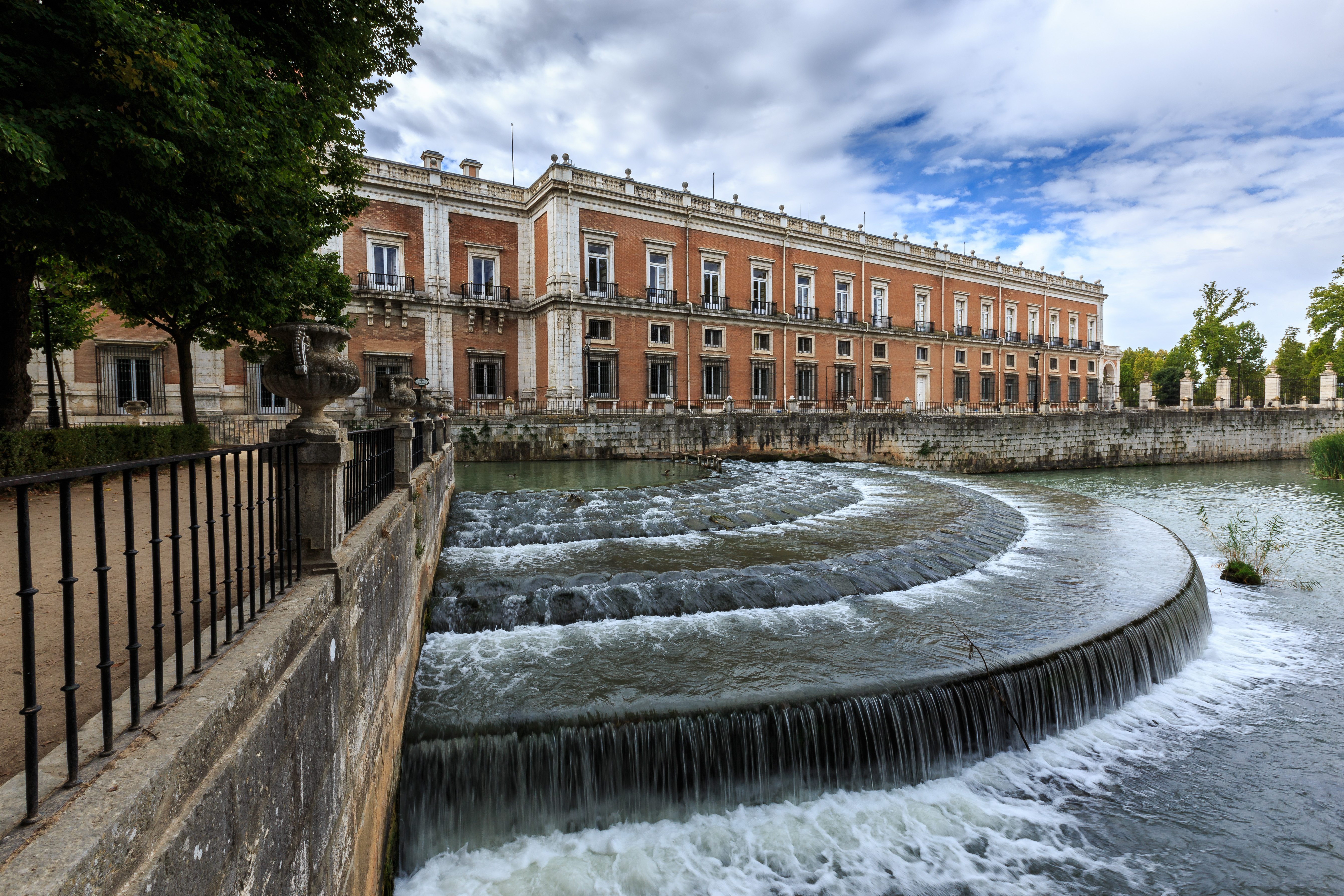
Cascata delle Castañuelas

La diga fu costruita con una triplice funzione: consentire la navigabilità del Tago, filtrare l'ingresso dell'acqua nell'estuario e formare un salto d'acqua che consentiva l'installazione dei mulini. Esistono notizie di queste opere dal XVI secolo, e la diga dell'estuario risale a quell'epoca o addirittura alla fine del XV secolo, anche se la struttura venne modificata da Di Witte e Bonavía nel 1751.
L'estuario ha il suo antecedente nel canale dei mulini esistente dal XIV secolo, e grazie ad esso il braccio di terra dovuto al meandro del Tago divenne un'isola. Nel tratto accanto al palazzo, Carlo III fece costruire una cascata ornamentale, la cascata delle Castañuelas, il cui progetto venne realizzato da Caro Idrogo e la sua costruzione terminò nel 1753; si tratta di un insieme di piattaforme semicircolari, a diversi livelli, con due serie di pietre che producono l'encrespamiento dell'acqua.

#### Mulino
Dopo la concessione fatta da Fernando VII a un'impresa privata, a valle della diga del Palazzo, nello stesso luogo in cui prima si trovava un mulino, fu costruito un edificio per la produzione di farina (El Puente) con sei macine. Fu inaugurato nel 1830 e i suoi dintorni vennero trasformati in giardino. Successivamente subì varie modifiche fino alla demolizione definitiva nel 2001.

#### Ponte della Regina

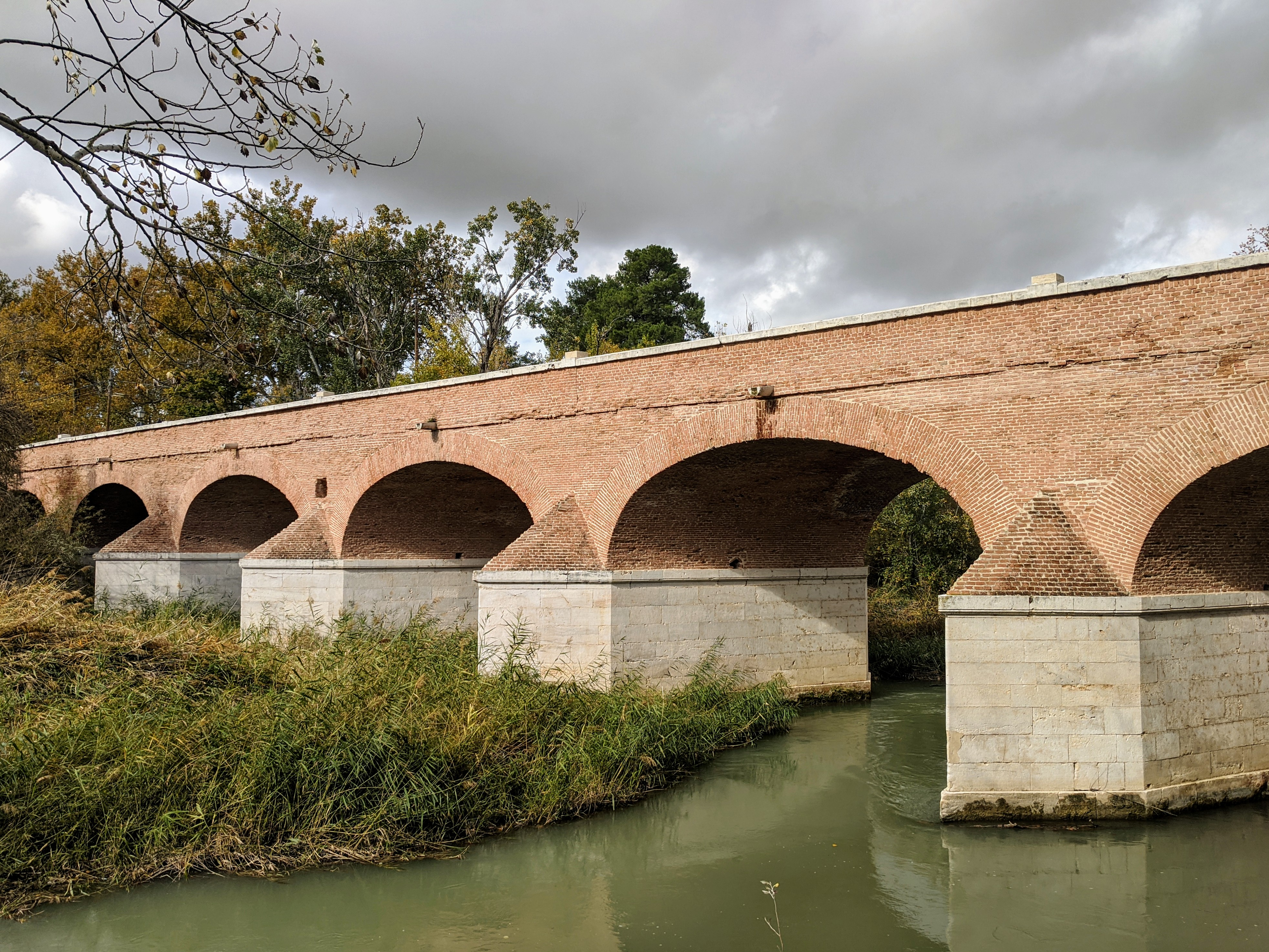
Ponte della Regina

Ponte dell'Isleta

Si trova alla fine della calle della Regina, tre chilometri a est dell'insieme del palazzo. Nello stesso luogo c'erano, in precedenza, altri ponti di legno, almeno dal XVI secolo, quando Luis de Vega tracciò la strada nel 1551. Nel 1774, Carlo III ordinò che si facessero dei lavori in pietra per garantire il passaggio del Tago nei periodi di piena del fiume, poiché a volte rendeva inutilizzabile il Ponte Verde, interrompendo le comunicazioni della Corte con il sud della penisola. Il progetto fu eseguito da Manuel Serrano, nel 1776, con contrafforti rifiniti con pietra di Colmenar. I lavori furono sospesi e fu installato un impalcato provvisorio in legno. Infine, e dopo i danni e le riparazioni subite dopo la Guerra d'Indipendenza, nel 1847 furono completati gli archi in laterizio, i parapetti e le spalle. È composto da sei campate, con archi di 8,5 metri di luce e tagli d'acqua triangolari di 6,2 metri.

#### Ponte dell'Isleta
L'accesso principale della Corte al Sito Reale, stabilito al momento della sua costituzione nel XVI secolo, avveniva attraverso un ponte sul Tago, all'estremità occidentale del giardino dell'Isola, e dopo aver attraversato questo e l'estuario proseguiva lungo via Madrid fino al Palazzo. Tuttavia, alla fine del XVII secolo era molto deteriorato, e nel 1728 fu costruito, a valle, il ponte Verde che consentiva di attraversare il fiume senza passare per l'isola. Per recuperare l'antica strada, Santiago Bonavía propose, nel 1748, un progetto di due ponti in legno sostenuti dall'Isola e terminali in muratura alle estremità. Questo progetto fu abbandonato ma nel 1750 fu eretta un'opera muraria all'accesso da via Madrid; realizzata in mattoni e pietra di Colmenar, era composta da due esedre affacciate, con lesene tuscaniche, decorata con vasi marmorei e chiusa da un cancello realizzato da Francisco Barranco. Allo stesso modo, l'anno successivo fu costruito il ponte sull'estuario, ancora in piedi, costruito in mattoni e con un solo arco in pietra di Colmenar.

### Tracciato urbano

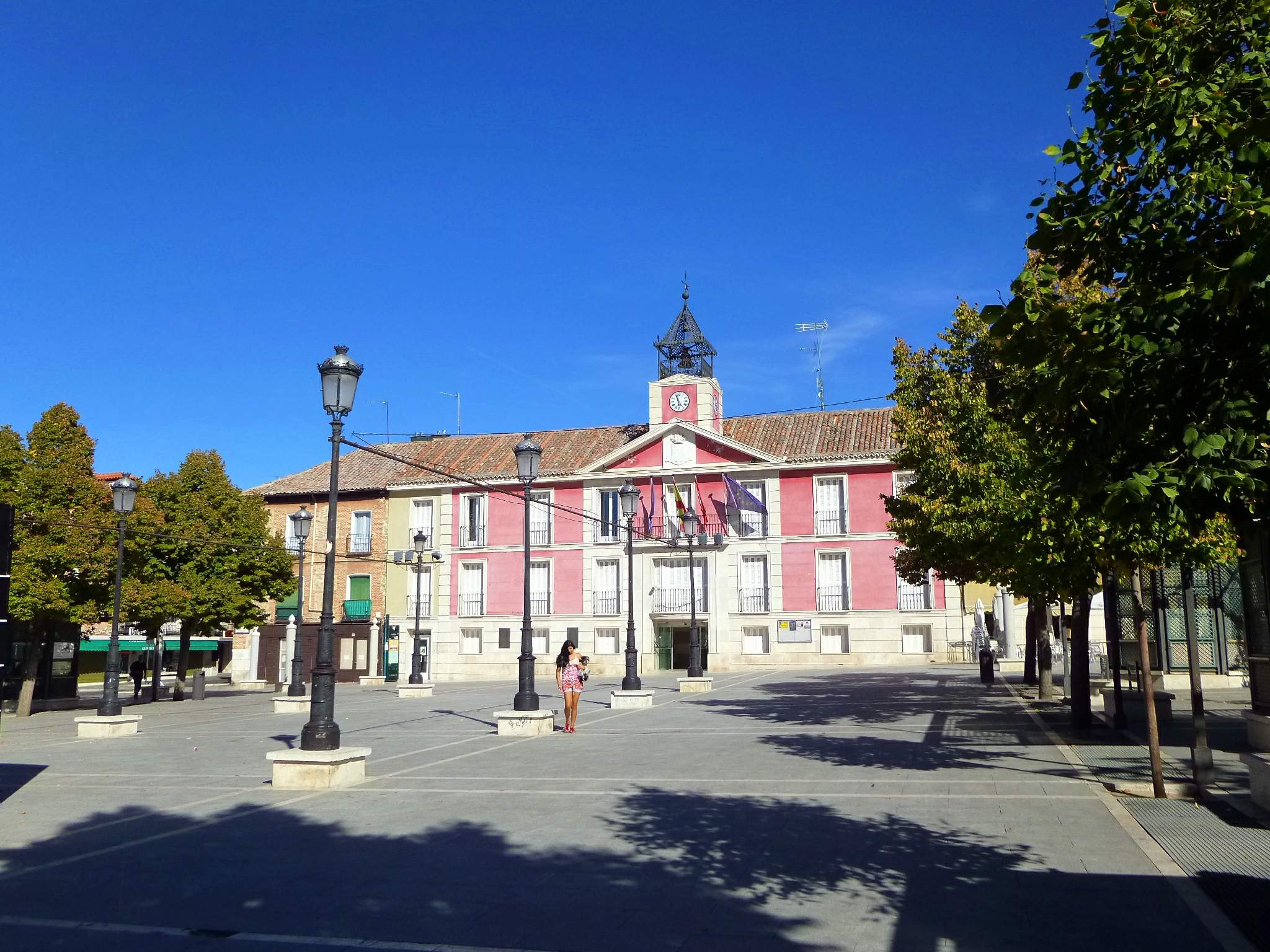
Piazza della Costituzione

Fino al XVIII secolo era proibito risiedere nel sito Reale, ad eccezione della Corte e dei suoi servitori; oltre al Palazzo e alla Casa dei Cavalieri e dei servizi, c'erano solo due spazi ordinati, il Raso de la Estrella e la Plaza de Parejas, e alcune case in quella che sarebbe diventata la Plaza de San Antonio. Tuttavia, a metà di quel secolo, Fernando VI prese l'iniziativa di creare una nuova città, la cui progettazione ed esecuzione venne affidata a Santiago Bonavía. Questi, da un lato, tracciò un tridente dal palazzo (ovest-est), formato dalle calle Reina, Príncipe e Infantas, a partire dall'unica via precedente. Perpendicolare a quell'asse, venne realizzata la Plaza de San Antonio, in linea con il ponte de Barcas e la strada per l'Andalusia (nord-sud). Ad ovest di quella piazza, Bonavía utilizzò il terreno per realizzare frutteti e giardini, mentre nella sua parte orientale venne disegnata la nuova città. Era costituita da una griglia di isolati centrati attorno a un'altra piazza, quella di Abastos.
Il consolidamento del nucleo urbano fu dovuto a Carlo III, che provvedete al completamento delle opere avviate dal suo predecessore e sotto il cui regno la città si sviluppò a sud del tracciato di Bonavía. I lavori avvennero sotto la direzione di Jacques Marquet, che succedette a Bonavía nel 1760, e di Manuel Serrano, che sostituì Marquet nel 1774. Durante il regno di Carlo IV, venne dedicata speciale attenzione ai giardini, e Juan de Villanueva fu incaricato di eseguire nuove opere in un momento di grande crescita costruttiva. Nel 1801 cominciò la numerazione degli isolati e la collocazione dei nomi delle strade. L'immagine dell'insediamento cambiò poco sotto Ferdinando VII. L'insieme era caratterizzato dalla sua regolarità e uniformità; l'altezza degli edifici variava tra uno e tre piani, con palazzi di grandi dimensioni, case unifamiliari e blocchi di due piani realizzati intorno a cortili. Nell XX secolo, la mancanza di manutenzione e la costruzione di edifici che non rispettavano le norme preesistenti portarono a un certo deterioramento del paesaggio urbano; questo cambiò alla fine del secolo con l'approvazione di progetti speciali che regolavano le nuove costruzioni.

### Piazza di Sant'Antonio

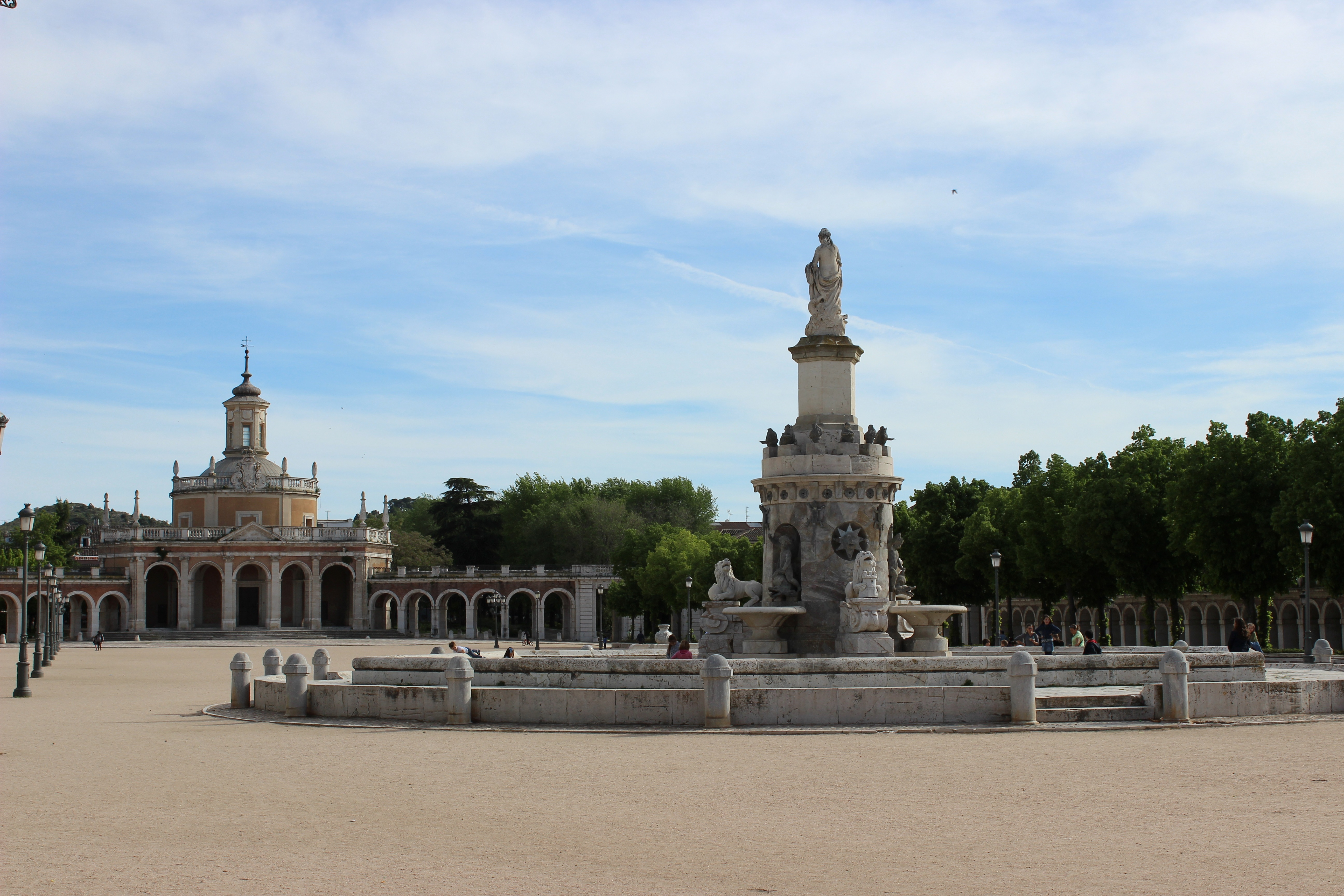
Veduta parziale della piazza di Sant'Antonio

Lo spazio, prima della sua realizzazione, era un'area sterrata e piuttosto irregolare, in cui sorgevano vecchi edifici, case e stabilimenti commerciali che servivano la gente che veniva ad Aranjuez in occasione delle feste reali. Tuttavia, intorno al 1745 era stata decisa una riorganizzazione degli ingressi ad Aranjuez e per il pubblico l'ingresso sarebbe avvenuto attraverso il ponte de Barcas, in modo che lo spazio fosse l'atrio d'ingresso alla città. Inoltre, per l'approvvigionamento idrico della popolazione, sarebbe stata installata una fontana al centro della piazza. Entrambi i motivi portarono alla creazione di una piazza principale che fungesse anche da elemento di collegamento tra il complesso del palazzo e la nuova città. Il progetto fu realizzato da Santiago Bonavía e la sua esecuzione ebbe luogo tra il 1750 e il 1752.

#### Casa dei Cavalieri e dei mestieri

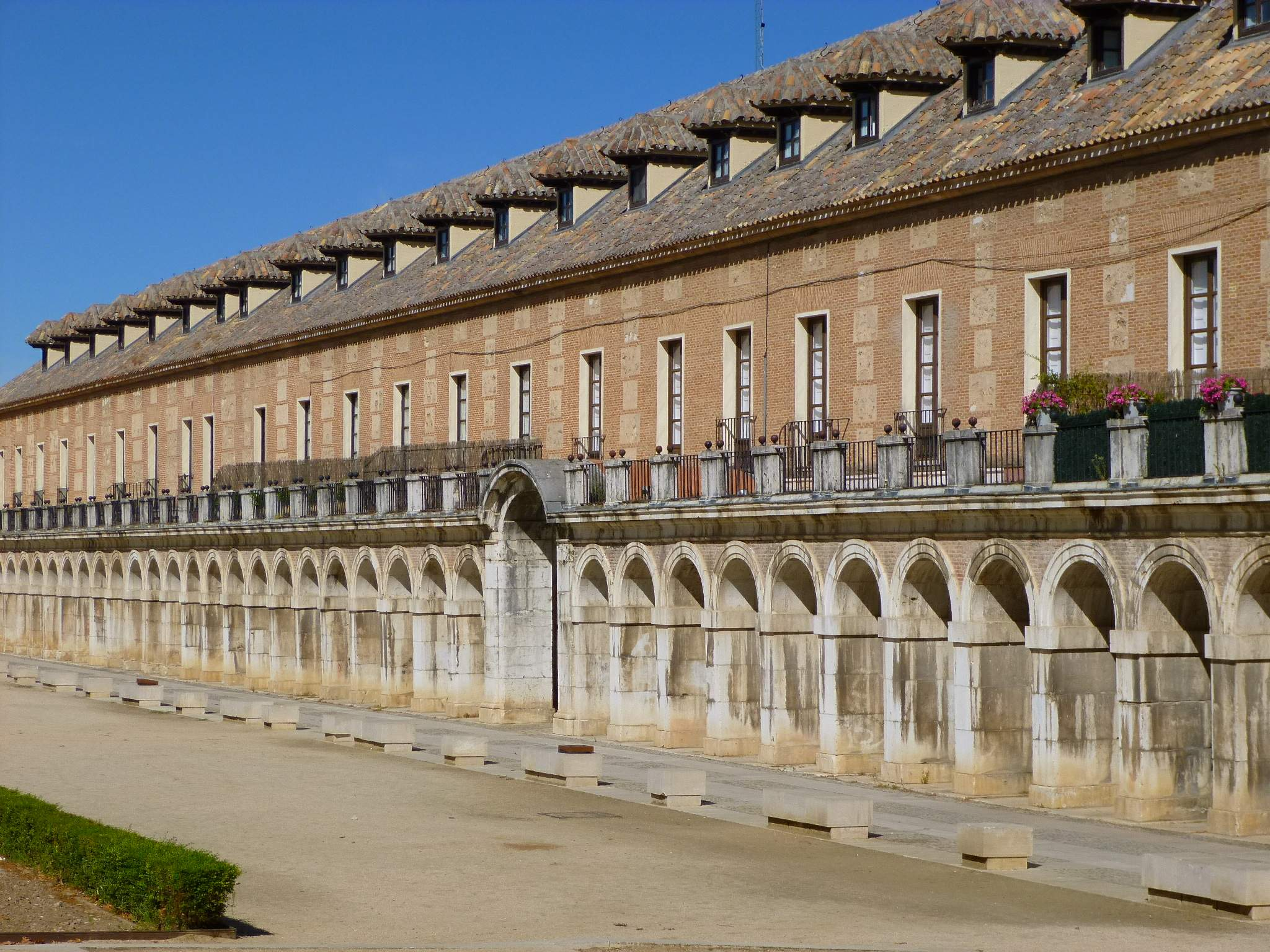
Facciata occidentale della Casa dei Cavalieri e dei mestieri

La sua costruzione risale a 1584. Si tratta di un insieme di dipendenze ausiliarie organizzate intorno a due cortili; quello situato a nord venne destinato alle necessità giornaliere di sua maestà: era costituito da piccoli patii terrazzati agli angoli: a nord-ovest il patio della cucina del re e quello della panetteria, a sud-ovest quello della farmacia e a sud-est quello della macelleria, pasticceria e del fioraio. Inoltre, le case erano occupate da servi e funzionari minori, come il parroco di palazzo, il medico di camera, i vetrai, gli scudieri e l'architetto del Sito Reale. Le opere di questo primo cortile vennero terminate agli inizi del XVII secolo da Juan Gómez de Mora che, in seguito, avviò la costruzione del nuovo cortile dei Cavalieri, destinato all'alloggio dei cavalieri con incarichi di corte, come il maggiordomo maggiore, il maggiordomo di settimana e i gentiluomini di camera. La nuova costruzione, di maggiore altezza, venne addossata alla prima e le sue opere progredirono notevolmente su impulso dell'architetto Santiago Bonavía, che seguì le tracce rinascimentali di Juan de Herrera. L'uso dell'arco herreriano, che delimita l'intero complesso, ne unifica lo stile con quello del palazzo, al quale contribuisce anche l'uso bicromatico del mattone e della pietra bianca. L'intero edificio fu terminato nel 1770.

#### Fontana di Mariblanca

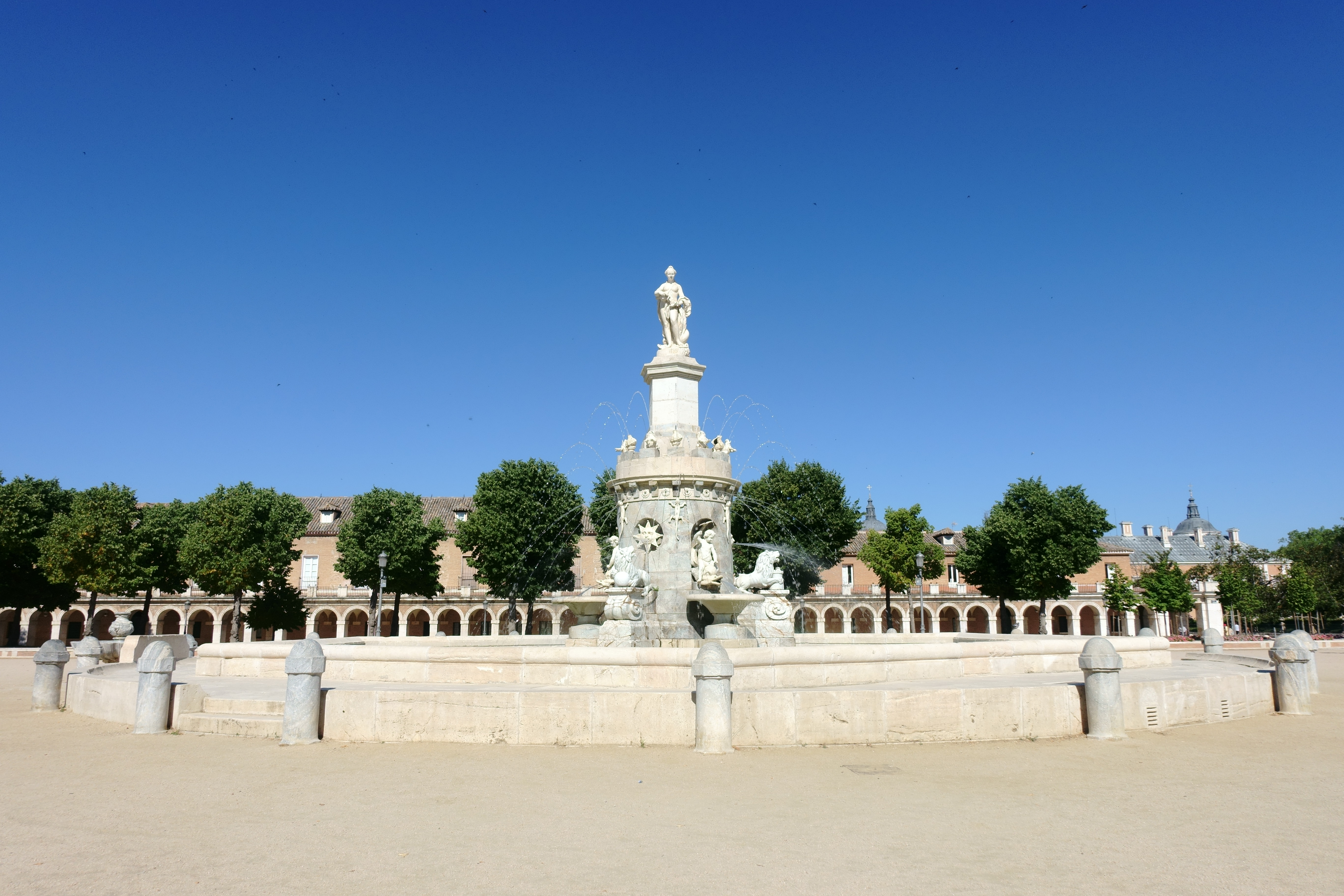
Fontana della Mariblanca

Progettata da Santiago Bonavía, in origine era stata concepita come un monumento a Ferdinando VI, con una statua del sovrano in cima ad una struttura triangolare, ai cui piedi c'erano tre leoni, opera di Juan Domenico Olivieri. Questa, non solo esprimeva il dominio del monarca sul sito, ma serviva quale ricevimento dei visitatori che entravano dal ponte de Barcas. Nel 1760 Carlo III ordinò di rimuovere la statua del re, posta successivamente nella plaza de París, a Madrid, e al suo posto fece collocare una Venere realizzata da Juan Martínez Regna tra il 1761 e il 1762, chiamata Mariblanca per via della similitudine con l'altra già esistente a Madrid. Presenta simboli che alludono all'acqua, come una brocca che fa cadere il liquido su una conchiglia, un delfino ai suoi piedi e l'acqua da cui emerge. L'ultima trasformazione avvenne tra il 1831 e il 1836 per mano di Isidro González Velázquez; il corpo triangolare divenne cilindrico e nel basamento circolare si aprirono tre nicchie, con bambini a cavallo di delfini. Successivamente lo sguardo della statua fu rivolto a sud, in contrappunto alla chiesa di Sant'Antonio.

#### Chiesa di Sant'Antonio

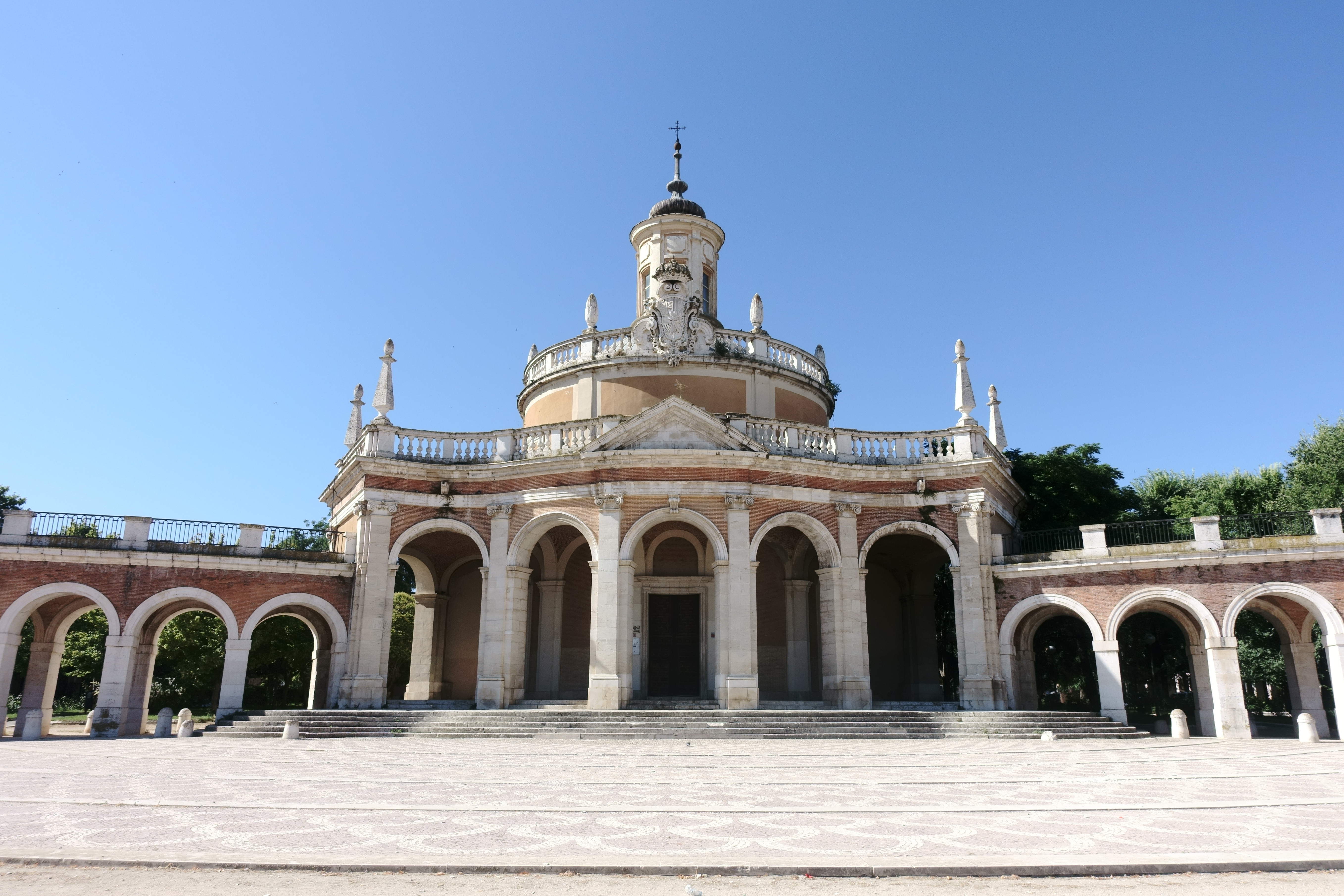
Vista esterna della chiesa

Configurata come chiusura a sud della piazza omonima, venne costruita tra il 1752 e il 1753, secondo un progetto di Santiago Bonavía, con l'obiettivo di soddisfare le necessità religiose della popolazione e della Corona. Si tratta di un tempio a pianta circolare, realizzato in mattoni e pietra di Colmenar, del quale spicca specialmente la facciata. Questa presenta una composizione a modo di arco di trionfo, con cinque archi a tutto sesto retti da colonne ioniche, e su di esse architravi in pietra, fregi in laterizio e cornici in pietra, su cui poggia una balaustra, e al centro un frontone. La sua linea è ondulata, con estremità concave e un centro convesso, che gli conferisce un senso di movimento. Sopra la facciata spicca il tamburo cilindrico, circondato da balaustra e decorato con ornamenti a forma di carciofo e stemma reale, e come finitura superiore una lanterna cilindrica che culmina in una cuspide bulbosa. Agli angoli della sua testata, e in connessione con le gallerie laterali della piazza, Jaime Marquet progettò, nel 1768, quattro portici, intitolati a Sebastiano Serlio, che consistono in una campata principale e un arco affiancato da due aperture minori.

#### Casa degli Infanti

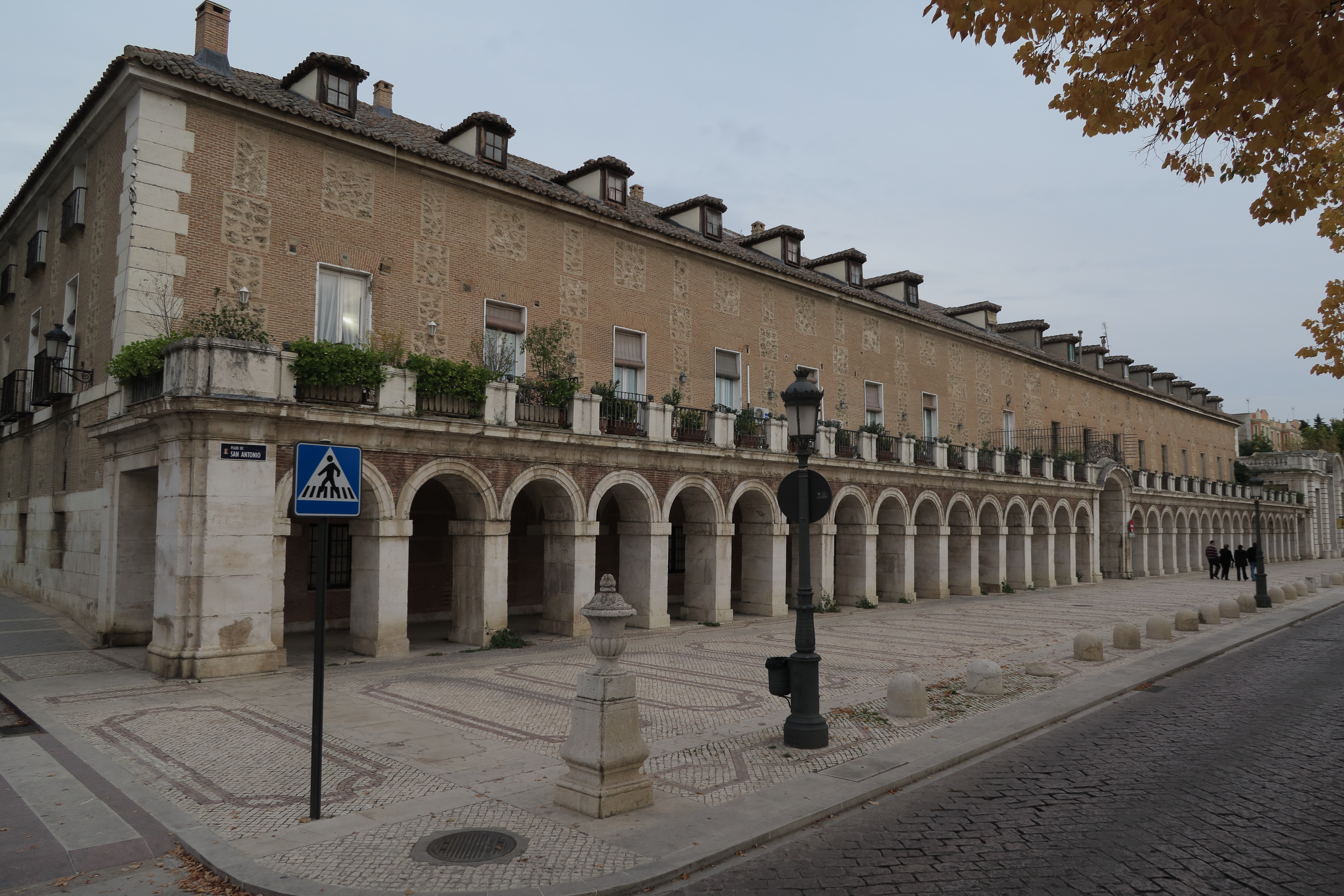
Facciata della casa degli Infanti sulla piazza di Sant'Antonio

La sua costruzione ebbe luogo tra il 1769 e il 1772 secondo un progetto di Manuel Serrano. Si tratta di un edificio a pianta quadrata, con cortile centrale porticato, e presenta un piano terra, un primo e secondo piano e un sottotetto (ad essi venne aggiunto un seminterrato sulle facciate nord e sud). La sua facciata occidentale, con vedute sulla piazza, presenta una galleria ad imitazione della Casa dei Cavalieri. È costruita in mattoni, con pietra negli zoccoli, angoli e cornici. L'edificio era destinato alla corte degli infanti Gabriele, Antonio Pasquale e Francesco Saverio; dopo la morte di quest'ultimo, nel 1771, e di Gabriele, nel 1788, Antonio Pasquale mantenne la casa fino al 1817. Sottratta dalla Corona ai suoi eredi (Carlos Isidro e Sebastián Gabriel), tra il 1834 e il 1859 divenne Collegio degli Orfani. In quell'ultimo anno la metà meridionale fu restituita a Gabriele, e da allora fino al 1979, anno in cui fu acquisita dal Comune, appartenne ai suoi discendenti, mentre la Corona mantenne da allora la metà settentrionale, entrambe separate da un muro e con accesso indipendente.

#### Giardino di Isabella II

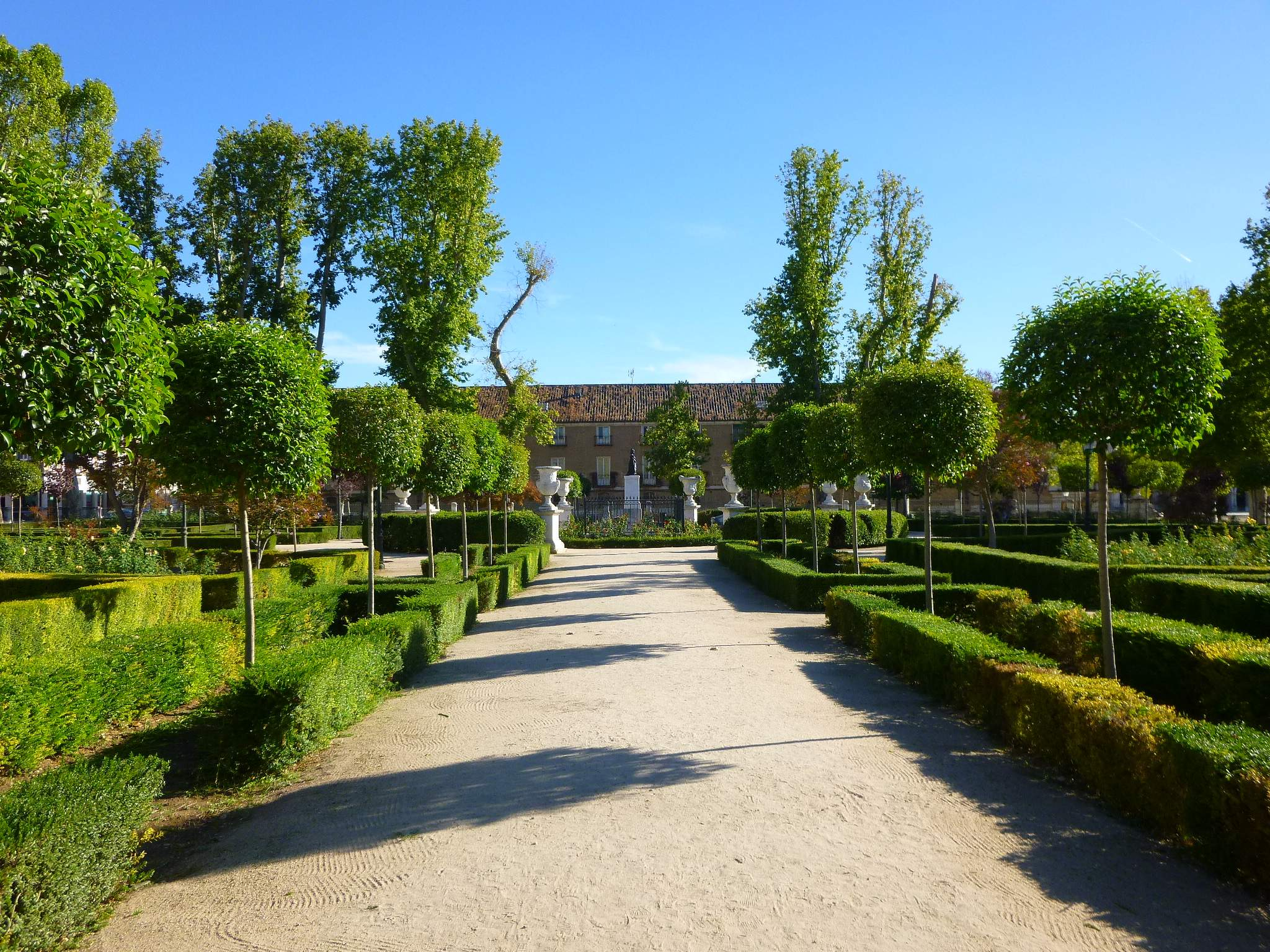
Giardino di Isabella II

Situato in un blocco del tessuto urbano, è stato il primo spazio paesaggistico ad uso pubblico di Aranjuez e forse uno dei primi in Spagna. In precedenza, il sito era utilizzato per le scuderie; tuttavia, all'inizio del XIX secolo si decise di abbellire lo spazio. Fu disegnato uno schema a croce, con due strade perpendicolari unite in una piazza circolare. Ogni zona risultante venne ulteriormente divisa in quattro. Sia i viali principali che la piazza erano contornati da platani e delimitati da siepi di mirto. Nella piazza ci sono otto panchine in pietra, opera di Sabatini, e otto vasi di Jean Thierry, e al centro, dietro una cancellata di ferro, una scultura in bronzo di Isabella II bambina su un piedistallo di marmo. L'opera venne ordinata dall'ambasciatore francese Juan Luis Brunet e realizzata da Desboeufs e L. Ravrio.

### Palazzi della nobiltà

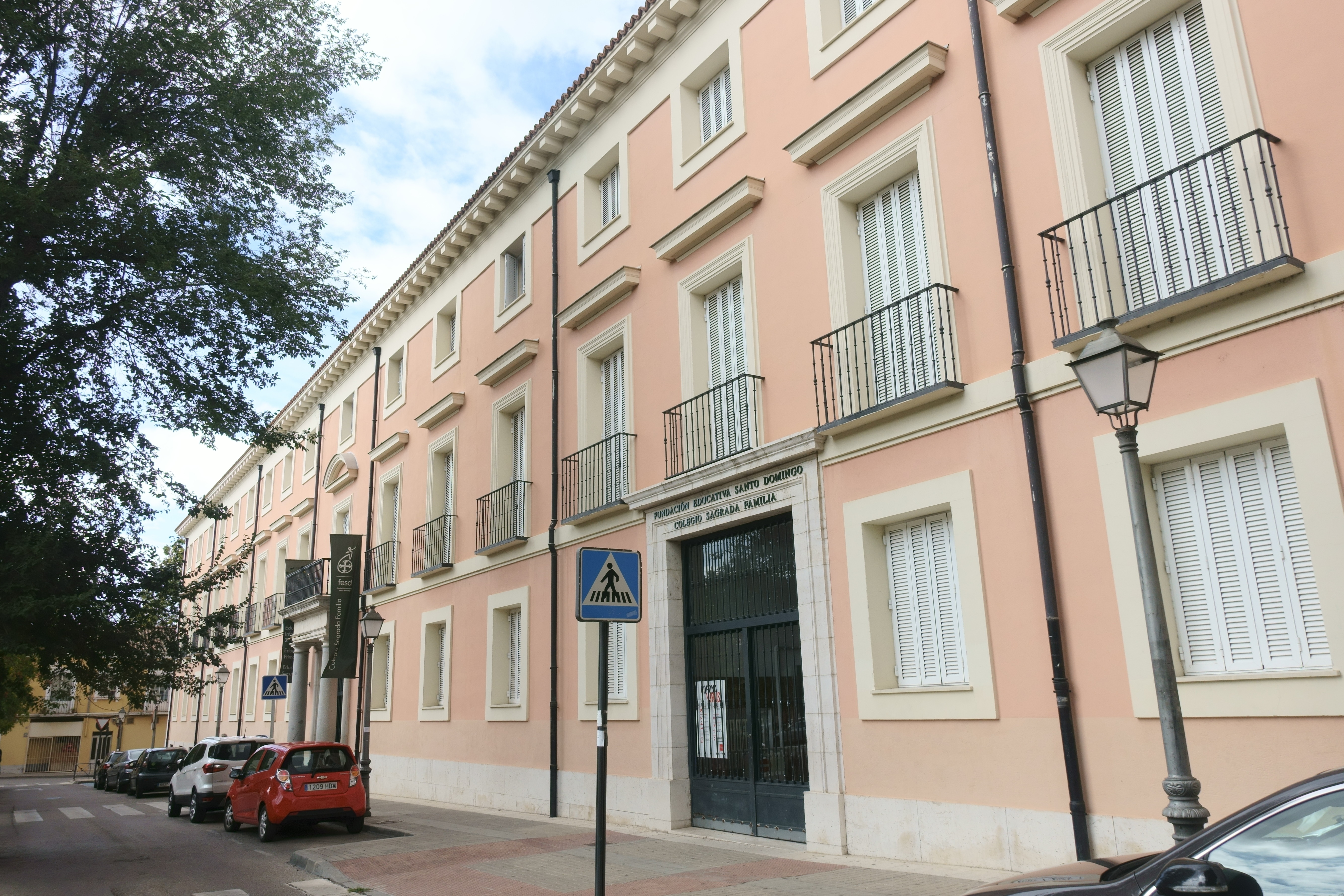
Facciata del palazzo di Godoy

#### Palazzo di Godoy
Fa parte del blocco 1° del piano generale del 1750. Il primo edificio, attribuito a Jaime Marquet, risale al 1761 ed era la Casa dei Cappellani, costruita per iniziativa reale per ospitare il cappellano di palazzo e il parroco di Alpajés. Consisteva in due corpi di fabbrica divisi, con ingressi indipendenti, ciascuno con il proprio patio. Nel 1781, Carlo III vendette le case al marchese de Llano, che riformò il complesso trasformandolo in un unico edificio. A quel tempo le parti esistenti furono ampliate secondo le linee neoclassiche di Juan de Villanueva. Nel 1792, il marchese vendette la casa a Manuel Godoy; questo ampliò l'edificio, in superficie e altezza, con un secondo piano e sottotetto, mentre al piano terra venne realizzato un caratteristico portico in antis. Nel 1800 Godoy vendette l'edificio a Carlo IV, e nel 1825 Ferdinando VII lo cedette a suo fratello Francisco di Paula, che lo conservò per tutta la vita e lo lasciò poi ai suoi figli. Nel 1902 venne trasformato nel Grande Hotel de Pastor, e tale rimase fino alla guerra civile. Nel 1952 venne acquistato dalle Sorelle della Sacra Famiglia di Burdeos, che lo dedicarono a scuola femminile, e da allora mantiene la sua funzione educativa.

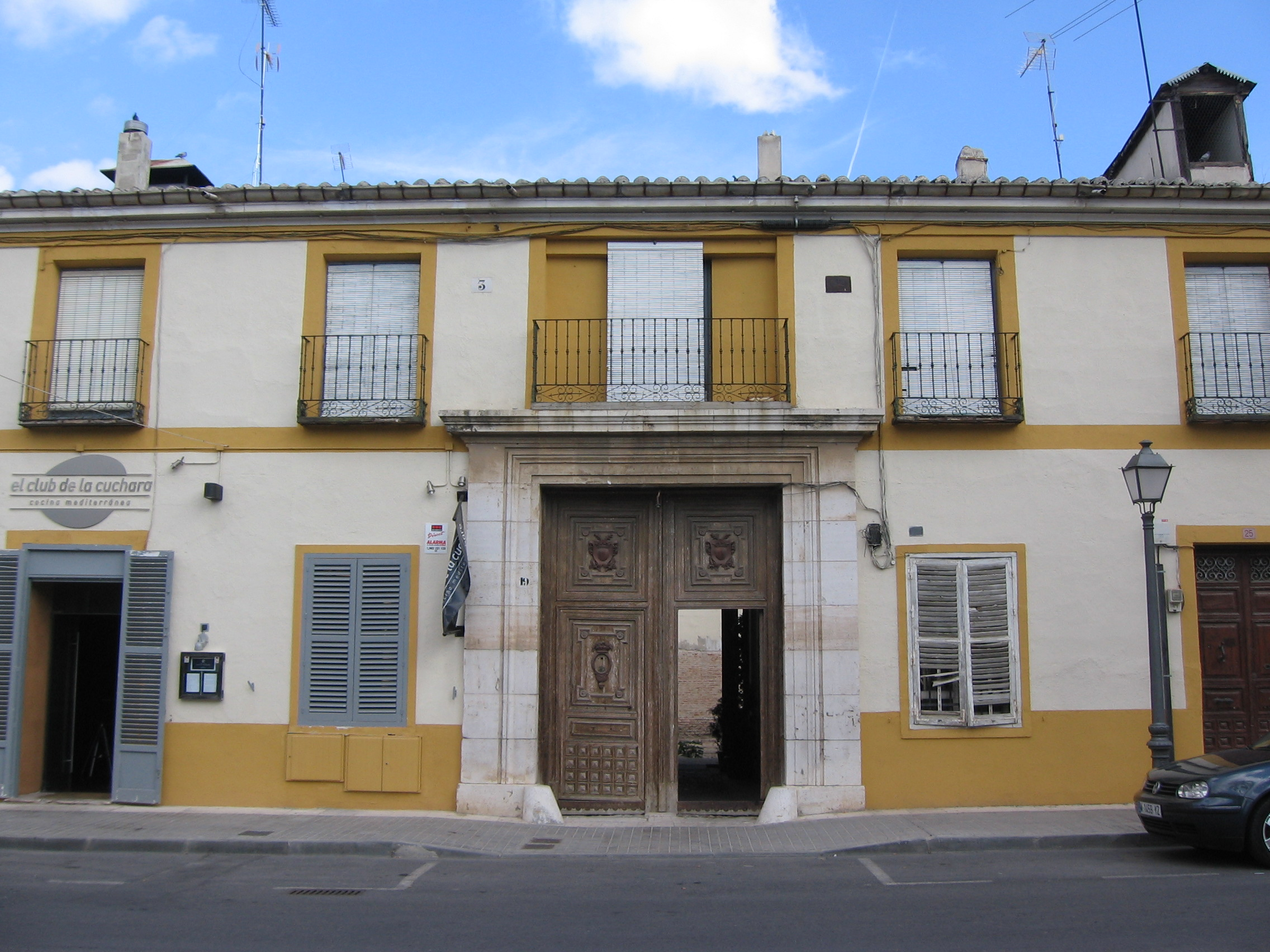
Facciata orientale del palazzo di Osuna nel 2006

#### Palazzo dei Duchi di Osuna
Si trova tra le vie della Regina e del Principe, adiacente al palazzo Godoy. Nel 1750, per iniziativa regia, fu ordinata la costruzione di una casa per Farinelli; la sua facciata, aperta ad est, era a due ordini, con finestre sbarrate in quella inferiore e balconi in quella superiore, e al centro dell'ingresso, un arco tra lesene doriche. Accanto alla casa fu eretto un altro edificio per le scuderie, e in entrambi furono seguite le tracce di Santiago Bonavía. Quando Carlo III salì al trono, Farinelli vendette la casa e tornò in Italia. Fu acquistata dalla Corona e sia la casa che quella adiacente furono vendute, nel 1787, ai duchi di Osuna, che riformarono e unificarono il complesso in un unico edificio sotto la direzione di Juan de Villanueva. L'ingresso principale fu spostato sulla facciata meridionale e fu costruita una nuova facciata verso Calle de la Reina, con alle estremità due garitte ottagonali. Il palazzo appartenne alla Casa de Osuna fino alla fine del XIX secolo, quando fu venduto. Lasciato in stato di abbandono, nel 2018 è stato distrutto da un incendio.

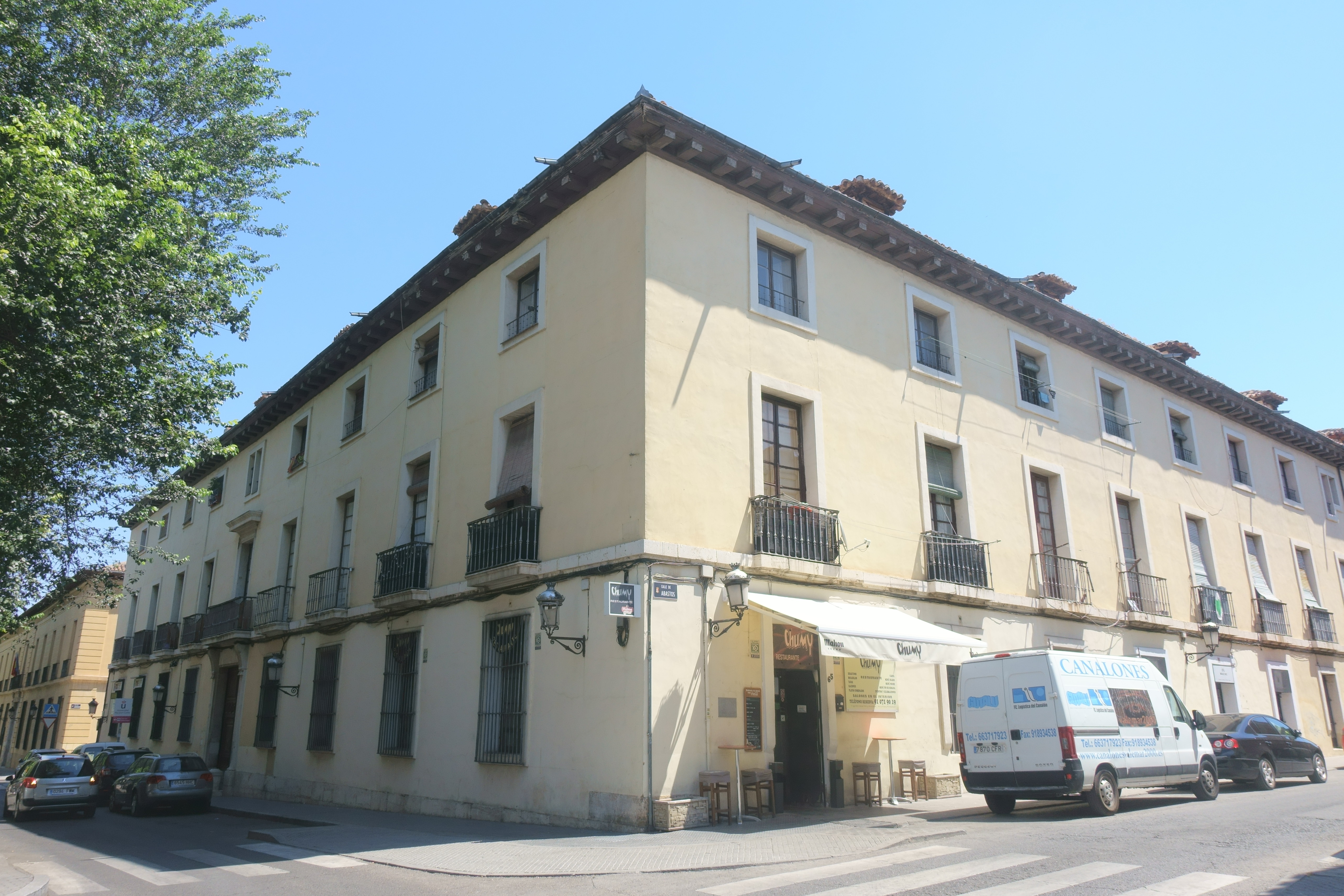
Veduta generale del palazzo di Medinaceli

#### Palazzo del duca di Medinaceli
Occupa un intero isolato tra le vie Abastos, Gobernador, del Rey e del Capitán. Fu costruito nell'ultimo decennio del XVIII secolo per i duchi di Medinaceli, Luis María Fernández de Córdoba y Gonzaga e Joaquina María de Benavides y Pacheco, che ricoprivano incarichi di corte e avevano bisogno di un alloggio per la loro famiglia e la servitù. La sua paternità è attribuita a Juan de Villanueva. Si tratta di un complesso rettangolare diviso in due settori, quello residenziale a ovest e quello ausiliario a est. Il primo ha tre piani più soppalchi, mentre il secondo è formato da due padiglioni agli angoli. La facciata principale, rivolta verso Calle del Capitán, è disposta simmetricamente rispetto a un portale, con lesene ai lati e beccatelli che reggono balcone, finestra e campata. Come elementi decorativi ci sono la fascia tra i piani, le cornici delle aperture e lo zoccolo, tutti in pietra di Colmenar. Dall'ingresso si accede ad un patio, con al centro una fontana.

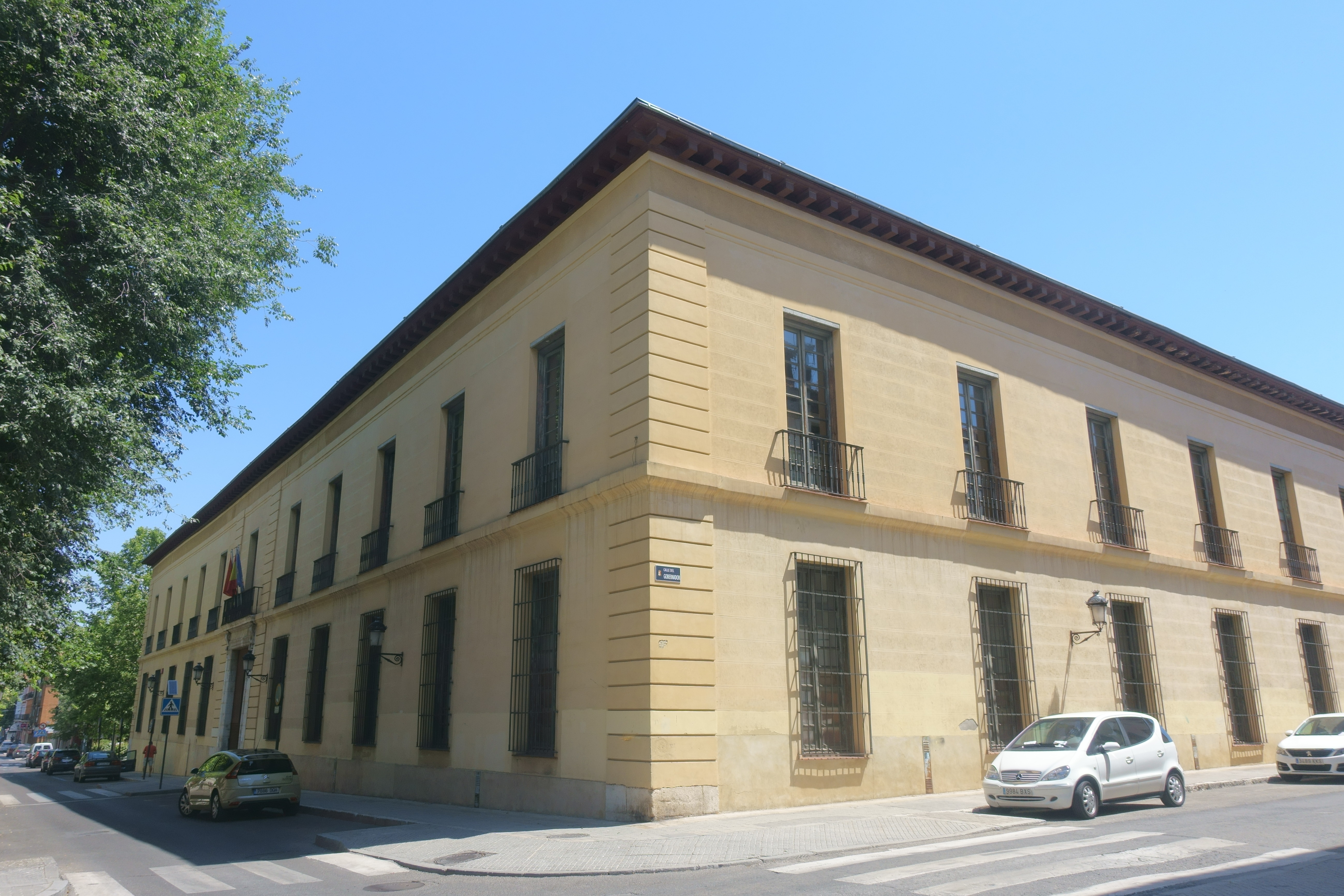
Facciata degli antichi depositi delle carrozze della Regina Madre

#### Deposito delle carrozze della Regina Madre
Situato tra le calle del Rey, del Gobernador, del Capitán e Plaza de Abastos, è un edificio rettangolare, a due piani, con facciata in bugnato e architrave a conca. Al piano inferiore ha finestre sbarrate e al piano superiore dei balconi. Fu costruito, sotto la direzione di Jaime Marquet, tra il 1758 e il 1765, come deposito di carrozze, stalle e stanze per i servi di Bárbara de Braganza. Dopo la sua morte, Carlo III finì per affidarlo al servizio di sua madre Elisabetta Farnese. Nel 1811 subì un incendio, nel contesto della Guerra d'Indipendenza, e non fu ricostruito fino al 1832-1833 per mano di Isidro González Velázquez. Nel 1886, la regina Maria Cristina lo donò alla scuola degli orfani del Corpo di Fanteria. Nel 1985 passò alla Comunità autonoma di Madrid e tra il 1986 e il 1992 fu eseguita una ristrutturazione, secondo il progetto di Juan José Echeverría Jiménez ed Enrique de Teresa Trilla, per la sua conversione nel Centro Culturale Isabel de Farnesio; l'interno fu svuotato, conservando facciate e tetto, e la parte intermedia fu sostituita da una nuova costruzione che avrebbe ospitato un auditorium e un'aula magna.

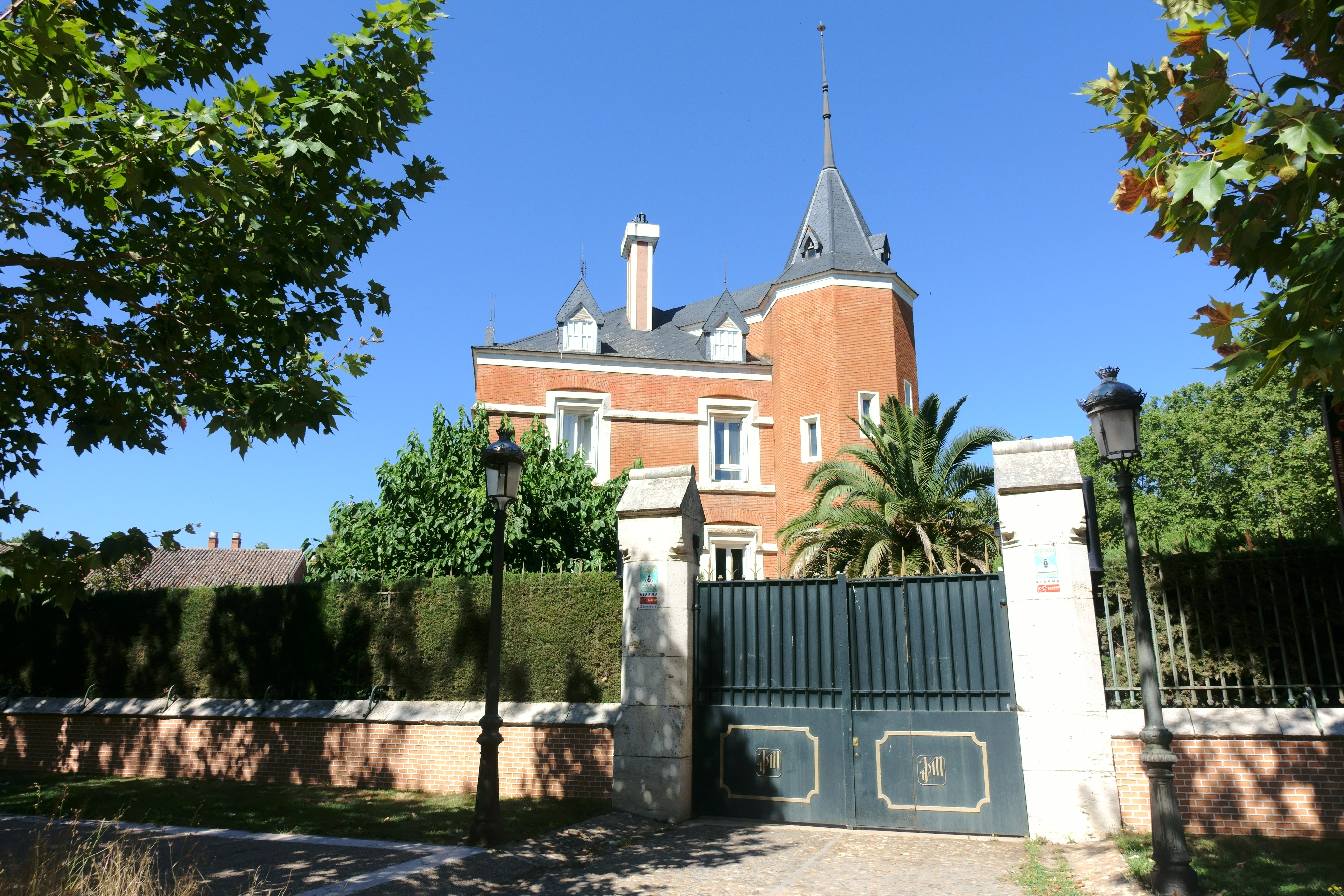
Vista generale del palazzo Silvela

#### Palazzo Silvela
Situato a sud-ovest del palazzo, nel luogo che in precedenza era occupato da un padiglione dell'Infante Luigi di Borbone, la sua costruzione fu voluta da Francisco de Asís a metà dell'Ottocento come residenza del cugino Adalberto di Baviera. Nel 1902 fu occupato da Francisco Silvela e successivamente subì un progressivo abbandono e degrado, fino a quando, nel 1987, fu restaurato. Opera di José Secondo de Lema, fa parte del cosiddetto razionalismo neogotico. Rettangolare, a tre piani più un attico, presenta tre aperture sui lati maggiori e due su quelli minori, e torri in tre degli angoli, la maggiore nell'angolo nord-ovest, dove si trova l'ingresso principale e l'incavo delle scale. L'esterno presenta una facciata in mattoni a vista abbinati a pietra di Colmenar, mentre il tetto è in ardesia con comignoli in mattoni.

### Edifici civili

#### Casa de Fogones

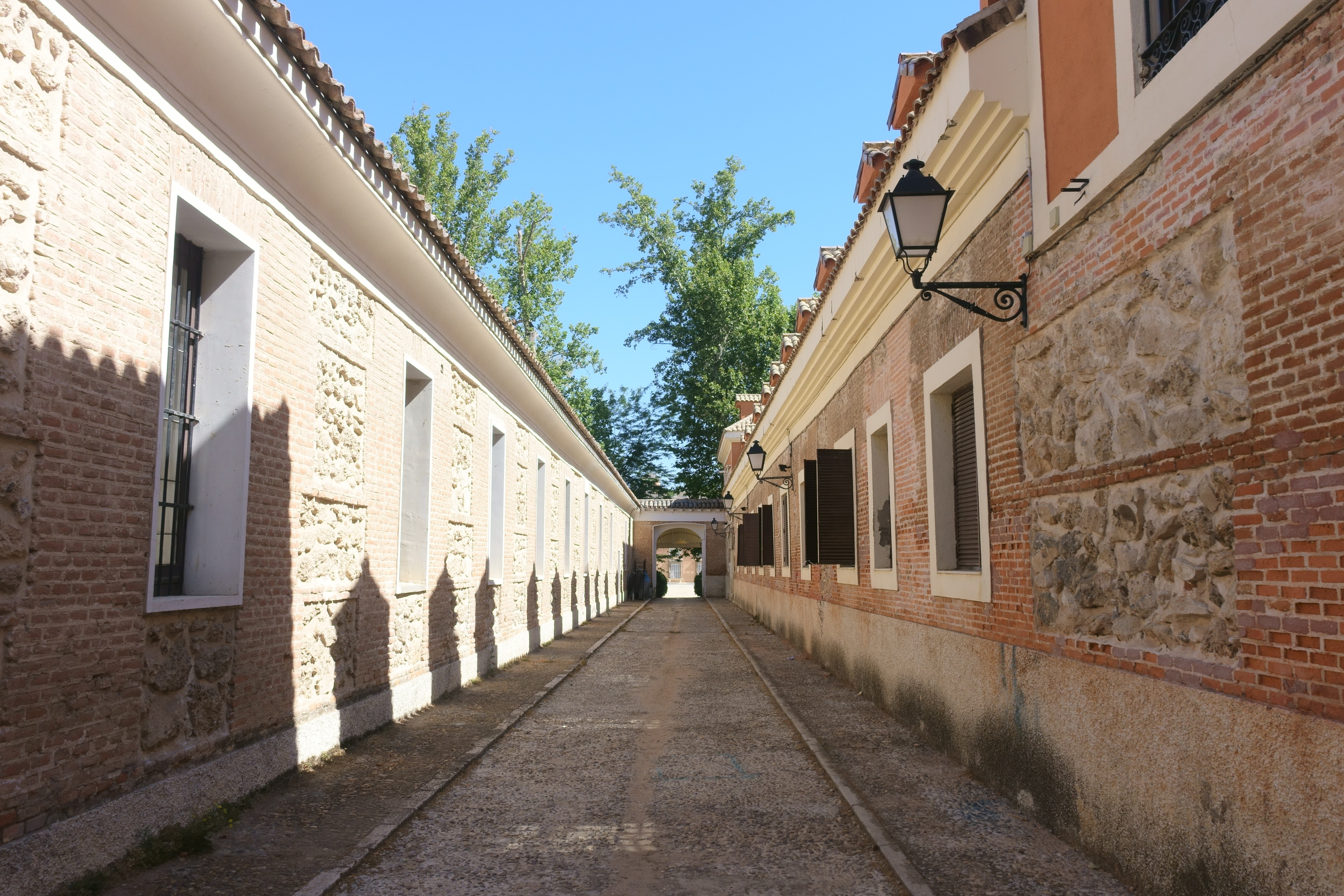
Casa di Fogones

Con l'arrivo dei Borboni in Spagna fu introdotto il galateo di corte francese, che significò un aumento del numero di incarichi e mestieri. Ciò impedì che tutto il personale di servizio potesse essere ospitato all'interno del palazzo. A ciò si aggiunse l'interesse a spostare le cucine lontano dal palazzo per evitare il pericolo di incendi. Pertanto, nel 1758, Santiago Bonavía diresse l'esecuzione dei lavori del nuovo edificio, che si trovava a sud della Plaza de Parejas. È una costruzione rettangolare intorno a un patio;  è realizzata in mattoni e muratura su un basamento in pietra e l'accesso principale avviene attraverso Calle del Lucero. Dopo la confisca, del 1869, metà della casa passò in mani private, mentre l'altra metà fu trasformata in magazzino dalla Real Casa. La parte privata venne ampliata di un livello per la sua trasformazione in abitazione.

#### Casa del Governatore

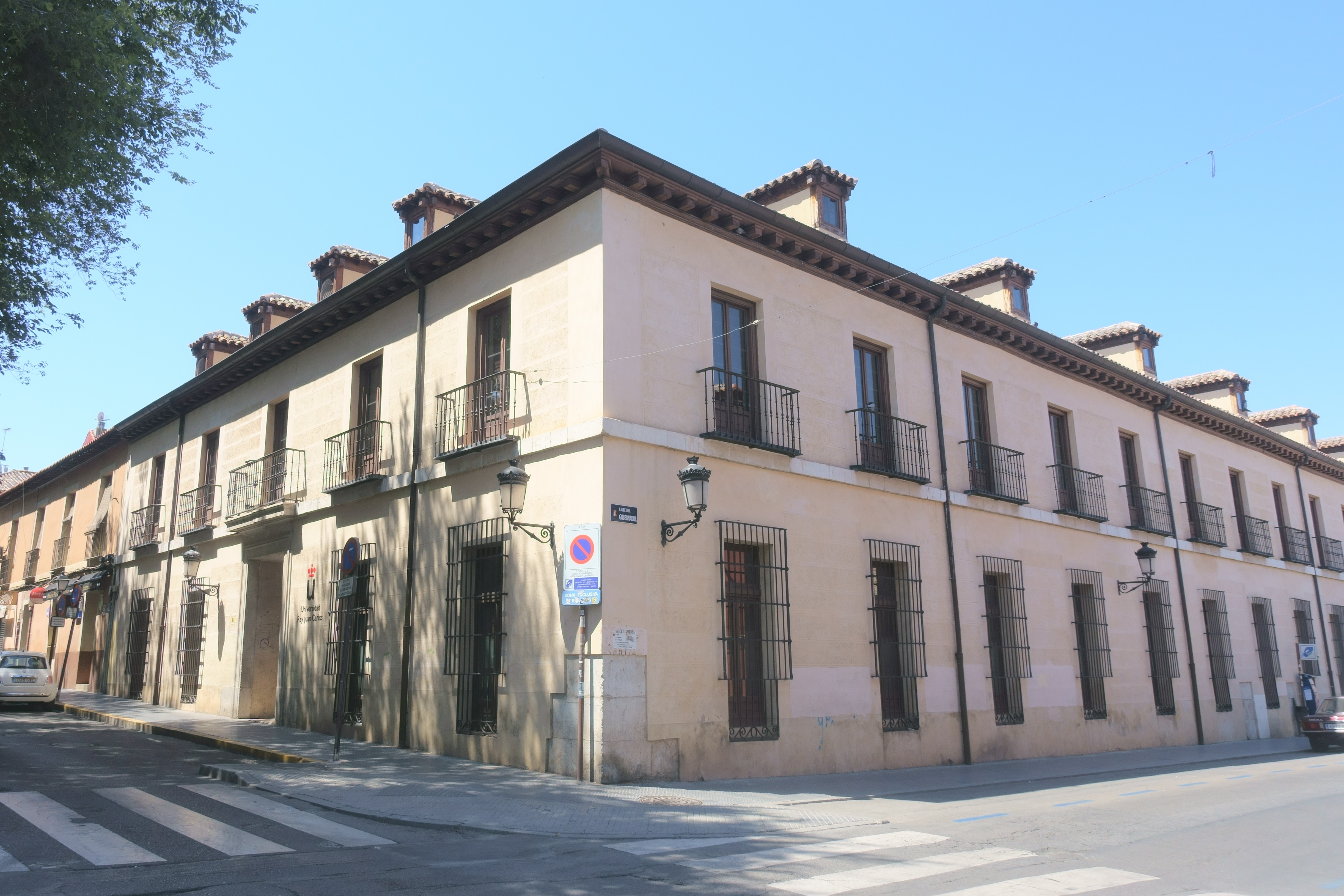
Casa del Governatore. Facciata sulla calle del Capitan

Alla fine del XVIII secolo, Juan de Villanueva fu incaricato di costruire una casa per l'alloggio del governatore e gli uffici di contabilità, tesoreria e notariato. La sua costruzione fu realizzata tra il 1799 e il 1802 e occupava metà di uno degli isolati, tra le calle Almíbar e del Capitán. Ha una pianta a "U" attorno a un patio divisorio e presenta un piano terra e un piaro nobile, oltre a un seminterrato e un sottotetto. All'esterno la sua composizione è semplice, con un portale incorniciato in pietra di Colmenar, finestre con inferriate al piano inferiore e balconi al piano superiore. Nel 1836, dopo l'istituzione del municipio, perse la sua funzione con la scomparsa della carica di governatore e fu ribattezzata Casa de Administración del Real Patrimonio. Nel 1873 fu trasferitaa al Comune, che la trasformò in una scuola pubblica, e tale rimase fino alla fine degli anni 1980. Nel 1998, il Comune, la Comunità di Madrid e l'Università Complutense di Madrid raggiunsero un accordo per riabilitarla e incorporarla nel Centro di Studi Superiori Filippo II.

#### Casa degli impiegati

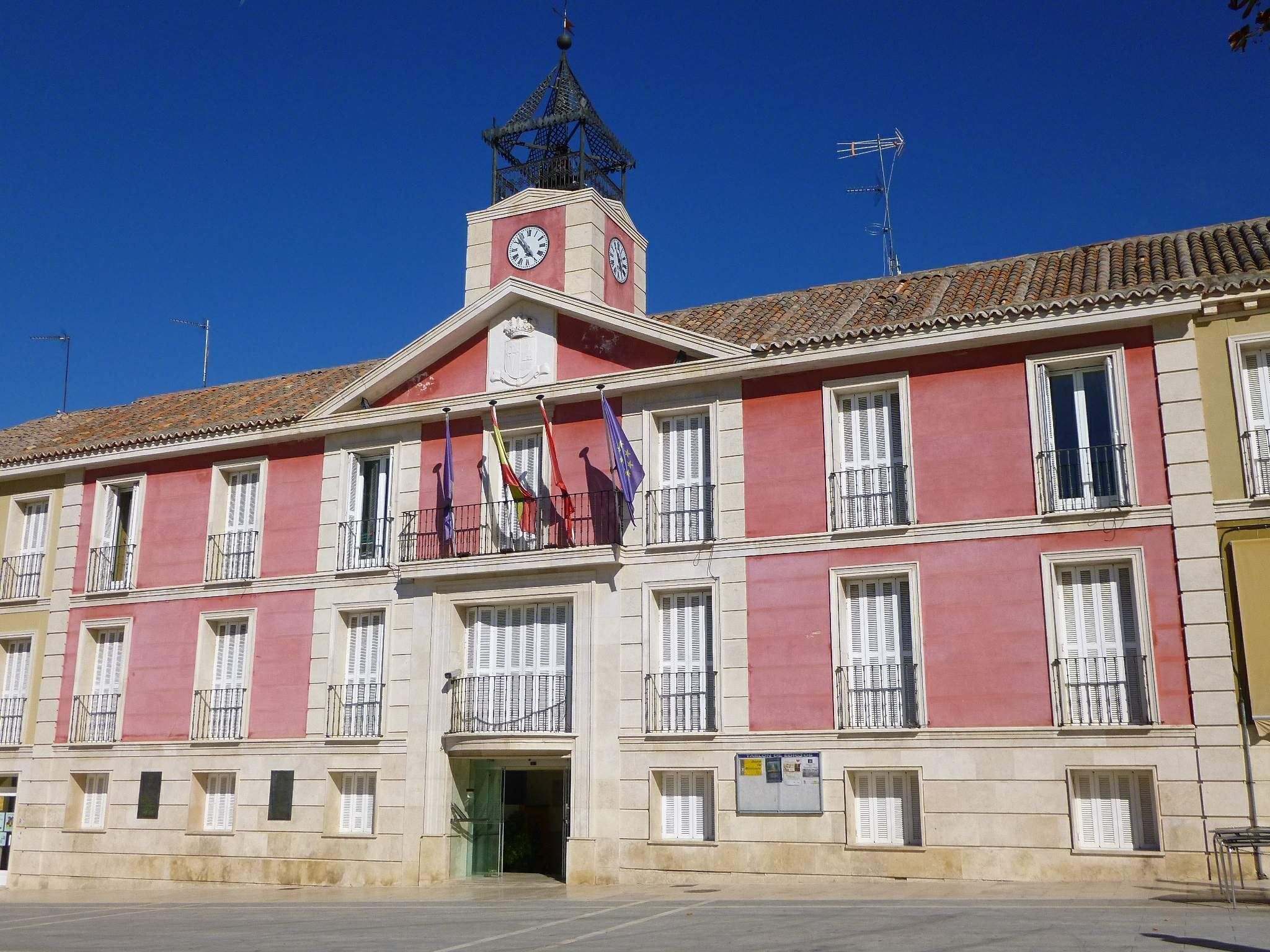
Dettaglio della casa degli Impiegati, odierna sede comunale

È un edificio che occupa un intero isolato e la cui facciata centrale si apre su Plaza de la Constitución. Fu costruito nel 1792 per le abitazioni dei servi anziani di Sua Maestà e aveva un piano nobile e un secondo piano con mansarda, fatta eccezione per la facciata sulla piazza dove per la pendenza si aggiunse un piano terra. Sebbene all'esterno sembri un complesso unitario, comprende nove diverse divisioni residenziali con autonomia nel loro accesso. La sua facciata è realizzata con pareti in laterizio e muratura, con pietra negli zoccoli e negli spigoli. Nel 1836, quando fu costituito il primo Consiglio comunale di Aranjuez, furono richieste come sede le case che si affacciavano sulla Plaza de la Constitución. Nel 1881 fu realizzata una ristrutturazione della facciata, con la sostituzione di balconi e finestre e con la sistemazione di un frontone e della torre dell'orologio, ispirata alla Real Casa de Correos de Madrid.

#### Ospedale di Santo Carlo
Fu costruito nel 1775-1776 sotto la direzione di Manuel Serrano, per offrire assistenza sanitaria ai dipendenti reali e ai residenti del Sito Reale. È organizzato in campate intorno a un patio, come il modello a blocchi del tracciato urbano. La facciata principale, realizzata in mattoni a vista e muratura, si apre sulla Plaza de San Pascual; la sua facciata presenta due contrafforti che sorreggono un arco a tutto sesto, coronato da una croce; l'arco ospita un frontone triangolare e un cartiglio con l'iscrizione Hospital Municipal de San Carlo.Per problemi economici, nel 1840 ne fu ordinata la chiusura; tuttavia, durante il regno di Isabella II, fu realizzato un ampliamento, da parte di José Secondo de Lema, con l'incorporazione di un patio posteriore verso via Capitán e loggiati sui lati, e fu messo al servizio delle Suore della Carità. In seguito fu adibito a ospedale militare, carcere e asilo per anziani delle Suore di San Vincenzo de' Paoli. Nel 1990 divenne di proprietà del Comune e, dopo diversi tentativi di riabilitazione, finalmente l'Università Rey Juan Carlos ne prese possesso, dopo averlo ottenuto in prestito pe 75 anni.

#### Teatro Reale Carlo III

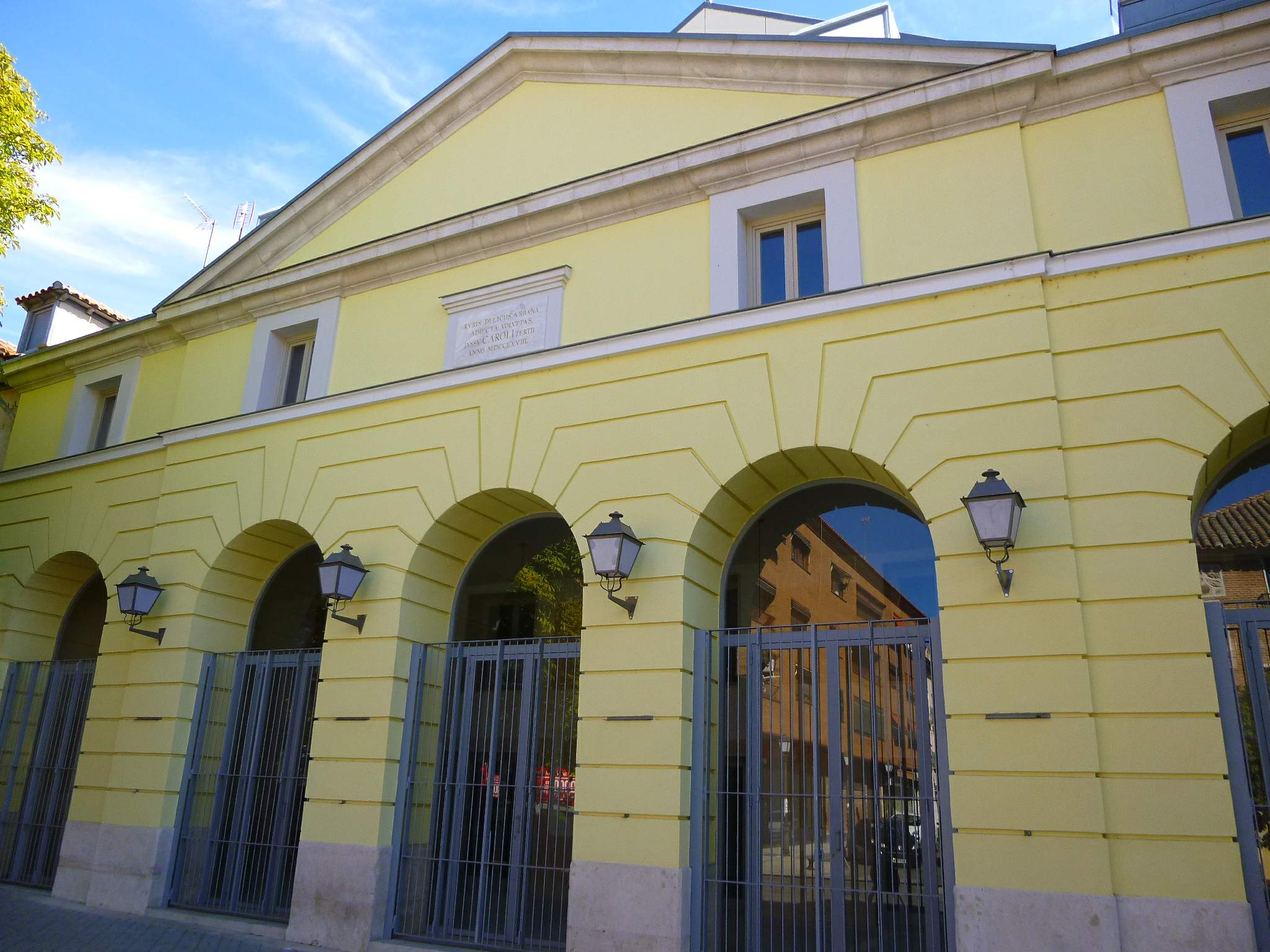
Facciata del teatro Reale

Quando Carlo III salì al trono, nel 1759, smantellò uno spazio del palazzo, chiamato Coliseo, che veniva utilizzato per le rappresentazioni teatrali. Due anni dopo propose di costruire un nuovo Coliseo indipendente e commissionò il progetto a Jaime Marquet. L'edificio originario aveva quattro piani, comprendenti platea, palchi, anfiteatro e galleria, e la sua capienza era di circa 500 spettatori. La sua facciata è disposta ad immagine di un arco trionfale; al piano terra ha cinque archi semicircolari e al piano superiore quattro finestre e una targa con la scritta "Las delicias campestres aumentan los placeres urbanos/por orden de Carlos III, Año de 1768" ("Le delizie della campagna aumentano i piaceri urbani/per ordine di Carlo III, anno 1768"), scritta da Juan de Iriarte. Il tutto è completato da un frontone triangolare, con cornice bugnata e timpano in laterizio.
Durante i primi anni furono rappresentate opere italiane, tragedie e commedie spagnole, ma per tutto il XIX secolo, a causa di varie vicissitudini, la sua attività declinò. Nel 1933, l'imprenditore che lo prese in affitto decise di adibirlo a cinema e, per ampliare il numero dei locali, attuò una serie di ristrutturazioni che ne modificarono l'aspetto originario. Venne chiuso nel 1988 e nel 1990 la Comunità di Madrid propose di riportarlo alla sua forma originale. Nel 1994 iniziarono i lavori, su progetto di Mariano Bayón Álvarez, ma si fermarono nel 1996. Infine, furono ripresi nel 2008 e vennero completati nel 2011.

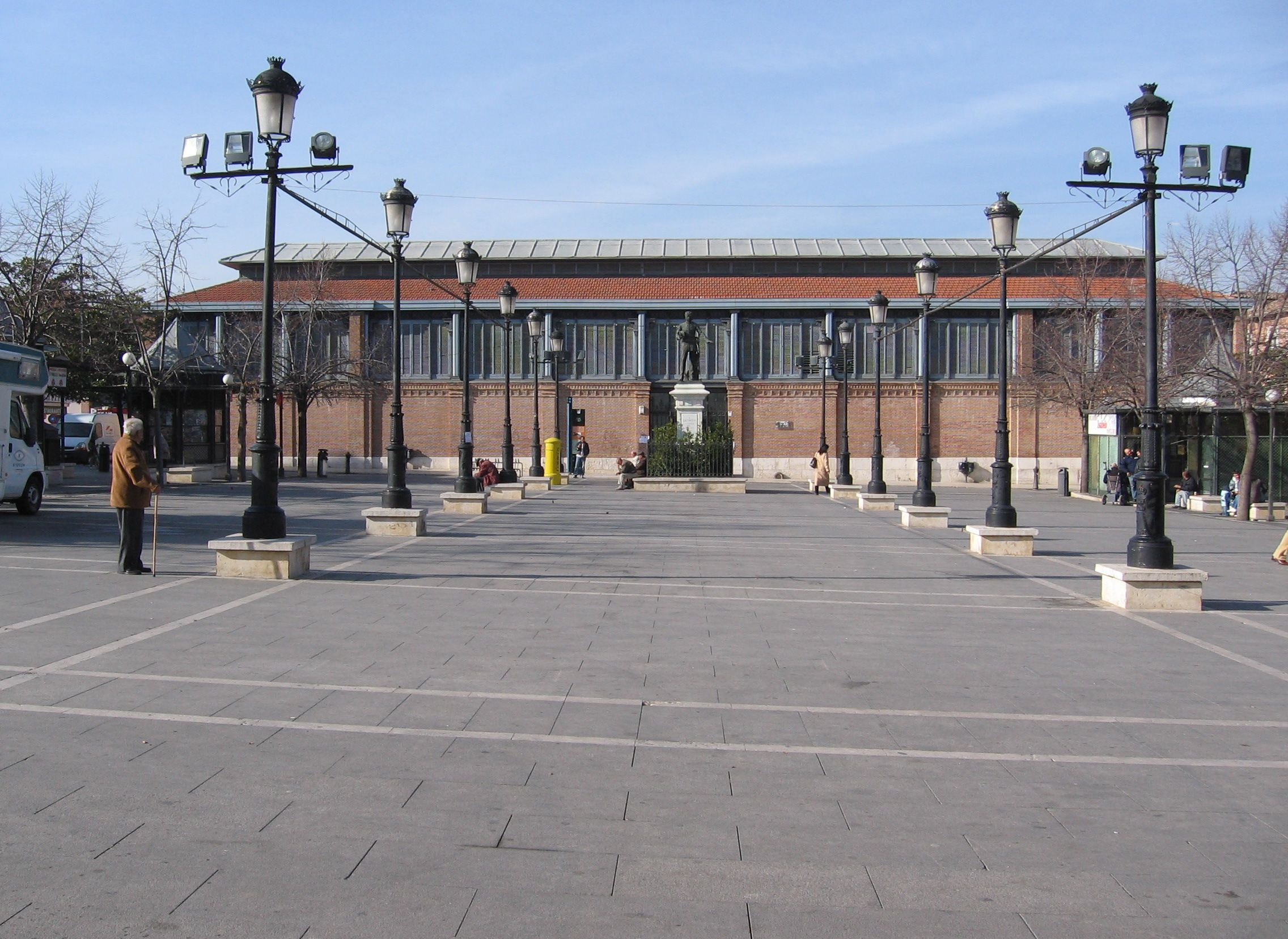
Mercato di Abastos

#### Mercato di Abastos
Situato in Plaza de la Constitución, fu costruito nel 1893-1894 sotto la direzione di Enrique Sánchez Sedeño. Ha una pianta rettangolare intorno a un cortile centrale, con tetto a due falde spioventi. Il suo design segue i modelli dell'architettura industriale in ferro e vetro della fine del XIX secolo in combinazione con l'architettura tradizionale di Aranjuez. Presenta quindi un basamento in pietra di Colmenar, un primo corpo in laterizio con lesene intervallate, e un secondo corpo in vetro e tralicci lignei tra le colonne. Nel 1986-1987 il mercato ha subito un ampliamento e restauro, per mano di Enrique de Teresa Trilla e Juan José Echeverría Jiménez, in cui sono stati rinnovati gli elementi esterni e il patio è stato coperto.

#### Cuarteles della Guardia Reale

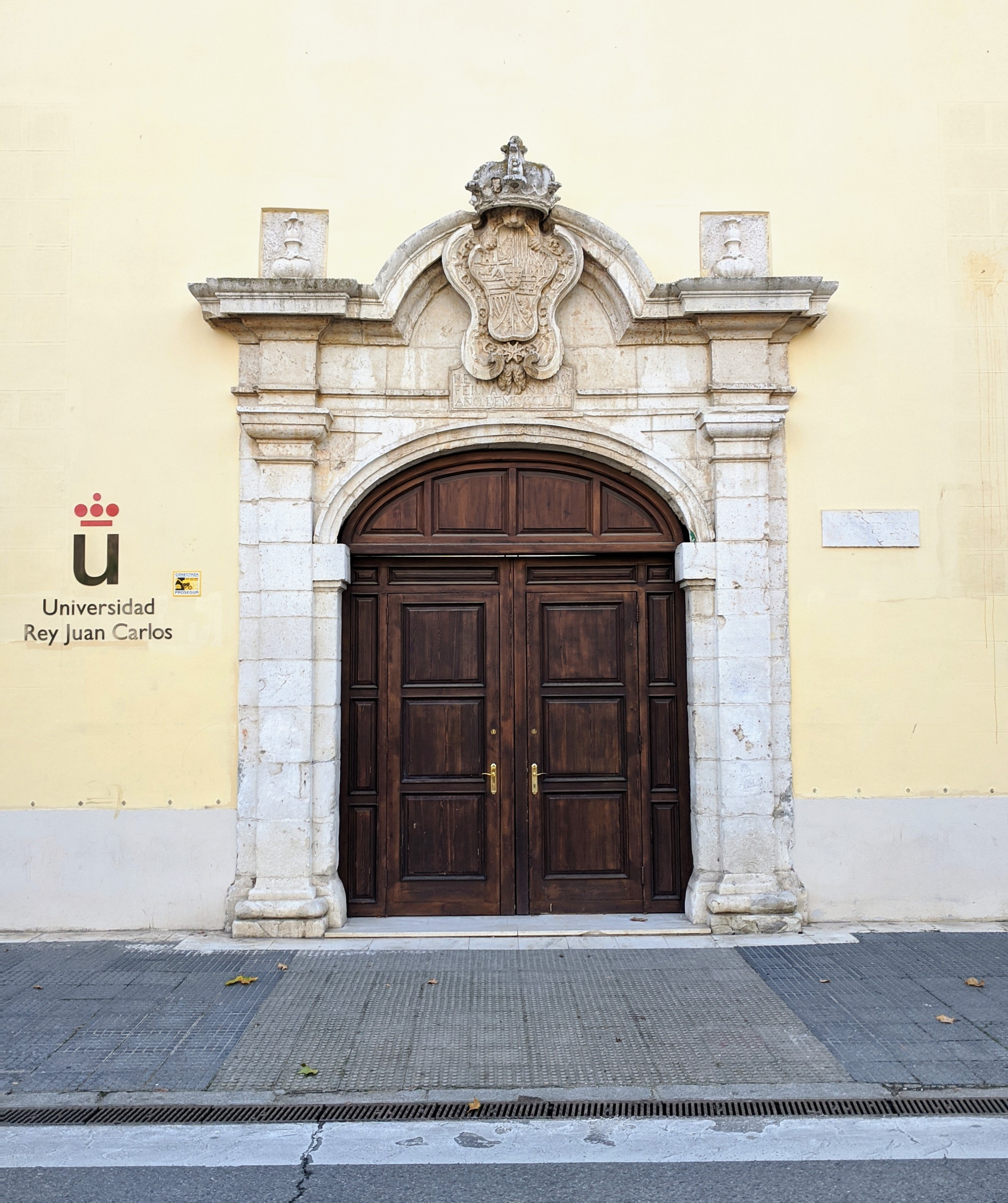
Portale del cuartel della Guardia Reale

La permanenza della Corte ad Aranjuez rese necessaria la costruzione di caserme per ospitare la guardia reale. Nel 1751 Santiago Bonavía fu incaricato di costruire una caserma per le guardie del corpo. L'edificio, posto all'esterno del primo impianto urbano, ha pianta rettangolare ed è suddiviso in due settori organizzati attorno a due cortili. La facciata principale presenta un portale in pietra di Colmenar, composto da un arco tra lesene tuscaniche, architrave, fregio e cornice, nel quale compaiono lo stemma reale e l'iscrizione Reynando Fernando VI - Año de MDCCLII. Nel 1866 fu ceduto al Ministero della Guerra e vi fu istituito il Reggimento Pavia fino al suo trasferimento nel 1994. Infine, fu trasferito al Comune e questo lo trasferì alla Comunità di Madrid e all'Università Complutense di Madrid, che, dopo la ristrutturazione, nel 2000-2002, lo incorporò nel Centro di studi superiori Filippo II.
Per quanto riguarda le guardie spagnole e vallone, le loro caserme furono costruite nel 1770, sotto la direzione di Jaime Marquet, su entrambi i lati dell'asse centrale del tridente occidentale, a ovest del palazzo. Si trattava di edifici ad un piano la cui facciata orientale era costituita da un corpo in laterizio a vista, con tamponature agli angoli, parte centrale coronata da timpano e tetto a capanna. Dopo la detronizzazione di Isabella II, nel 1868, entrambi gli edifici caddero in disuso e si trovano in stato di rovina.

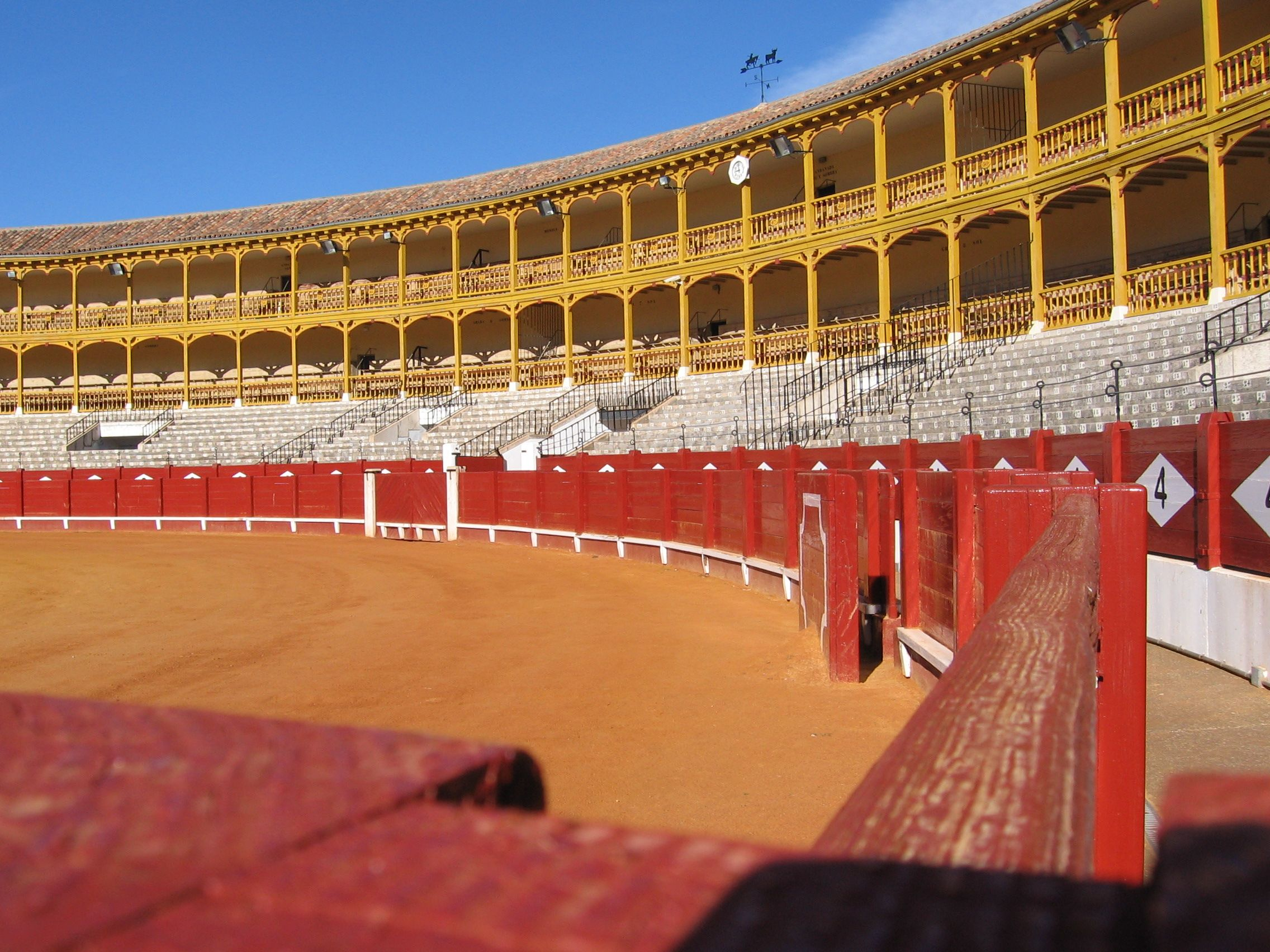
Interno de la Plaza de toros

#### Plaza de toros
Sotto l'influenza dell'Illuminismo, a partire dal XVIII secolo, gli spettacoli di corrida cominciarono a svolgersi in luoghi esclusivi. Ad Aranjuez, fino ad allora, si svolgevano in Plaza de Parejas. Tuttavia, nel 1761 fu costruito un primo recinto per iniziativa privata; si trovava nello spazio tra le vie Almíbar, Calandria, Stuart e Rosa, e il suo perimetro era in mattoni mentre gli elementi interni erano in legno. Dopo il divieto di Carlo III di uccidere i tori, nel 1785, ebbe luogo la chiusura e la demolizione. Nel 1796 Carlo IV propose di costruire, a spese del tesoro pubblico, un nuovo recinto, che fu inaugurato l'anno successivo. Sorse a sud della città, di fronte alla via Almíbar, sotto la direzione di José de la Riva. Fu costruito in laterizio, con copertura, ed è costituito da un portico in corrispondenza della porta di accesso al palco reale. Nel 1809 subì un incendio e da allora fu assoggettato a diversi restauri, l'ultimo dei quali nel 1998 ad opera di Juan José Echeverría ed Enrique de Teresa.

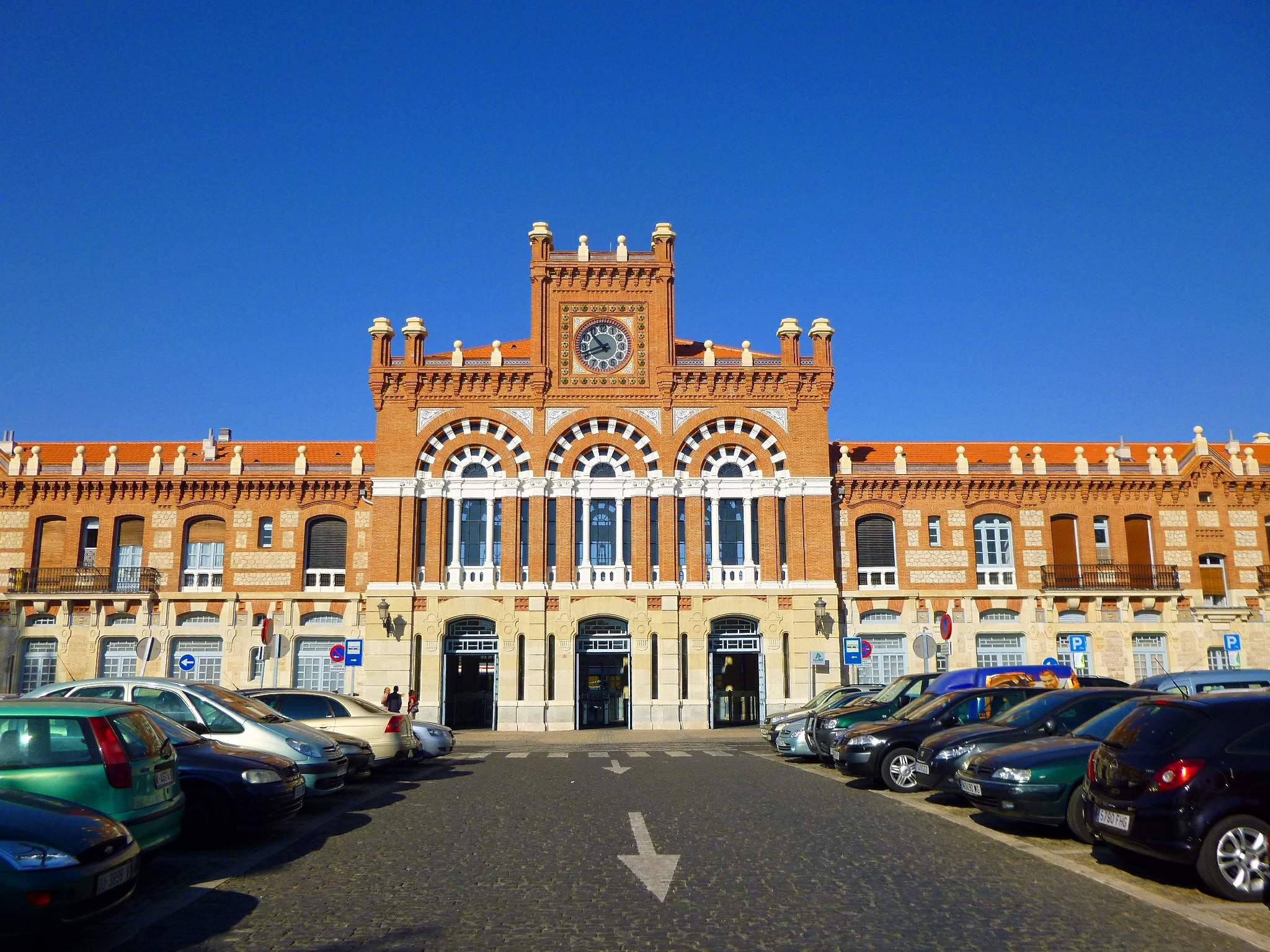
Stazione ferroviaria

#### Stazione ferroviaria
Quando, nel 1851, fu inaugurata la linea ferroviaria da Madrid ad Aranjuez, i passeggeri sbarcavano ai piedi del palazzo, in una stazione con una banchina coperta, un grande salone e una facciata ornata di nove archi, quello centrale più grande degli altri. Inoltre c'era una diramazione esclusiva per la Corte che raggiungeva la Porta delle Dame del palazzo. Tra il 1922 e il 1927 furono eseguiti i lavori di una nuova stazione in stile neomudéjar, ad ovest della precedente. Si trattava di un edificio rettangolare nella cui zona centrale sorgeva un salone a due piani, luminoso e decorato con archi a tutto sesto, mosaici e soffitto a cassettoni. La facciata principale presentava un piano inferiore come un grande plinto in pietra e un piano superiore in cui il mattone si alternava alla pietra ed era rifinita da un frontespizio quadrato che ospitava un orologio. Si completava con tre banchine coperte, unite da un sottopasso in cui, durante i lavori di ristrutturazione effettuati nel 1989-1990, sono stati rinvenuti diversi mosaici della decorazione originaria della stazione, opera di Mario Maragliano.

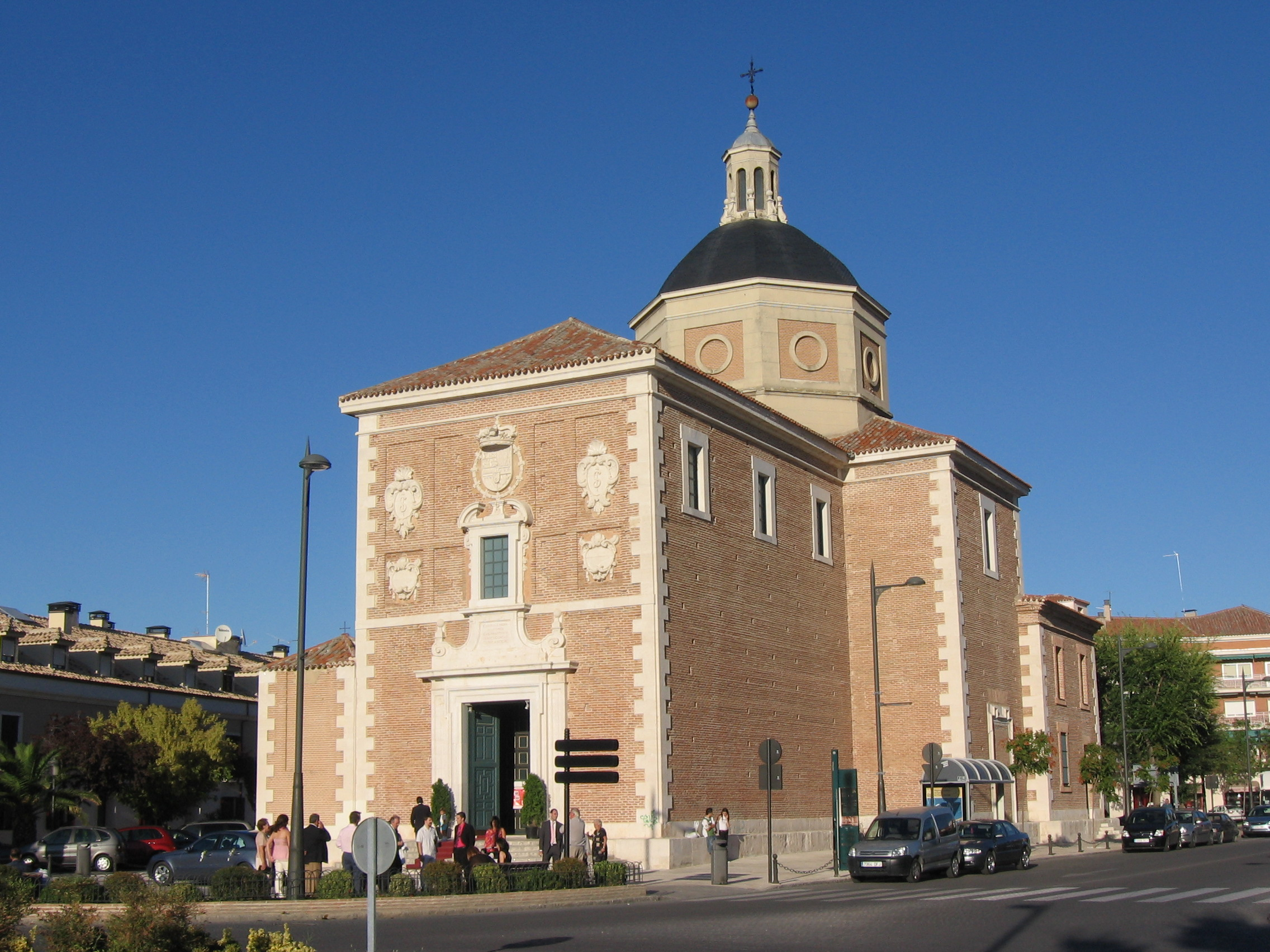
Veduta esterna della chiesa

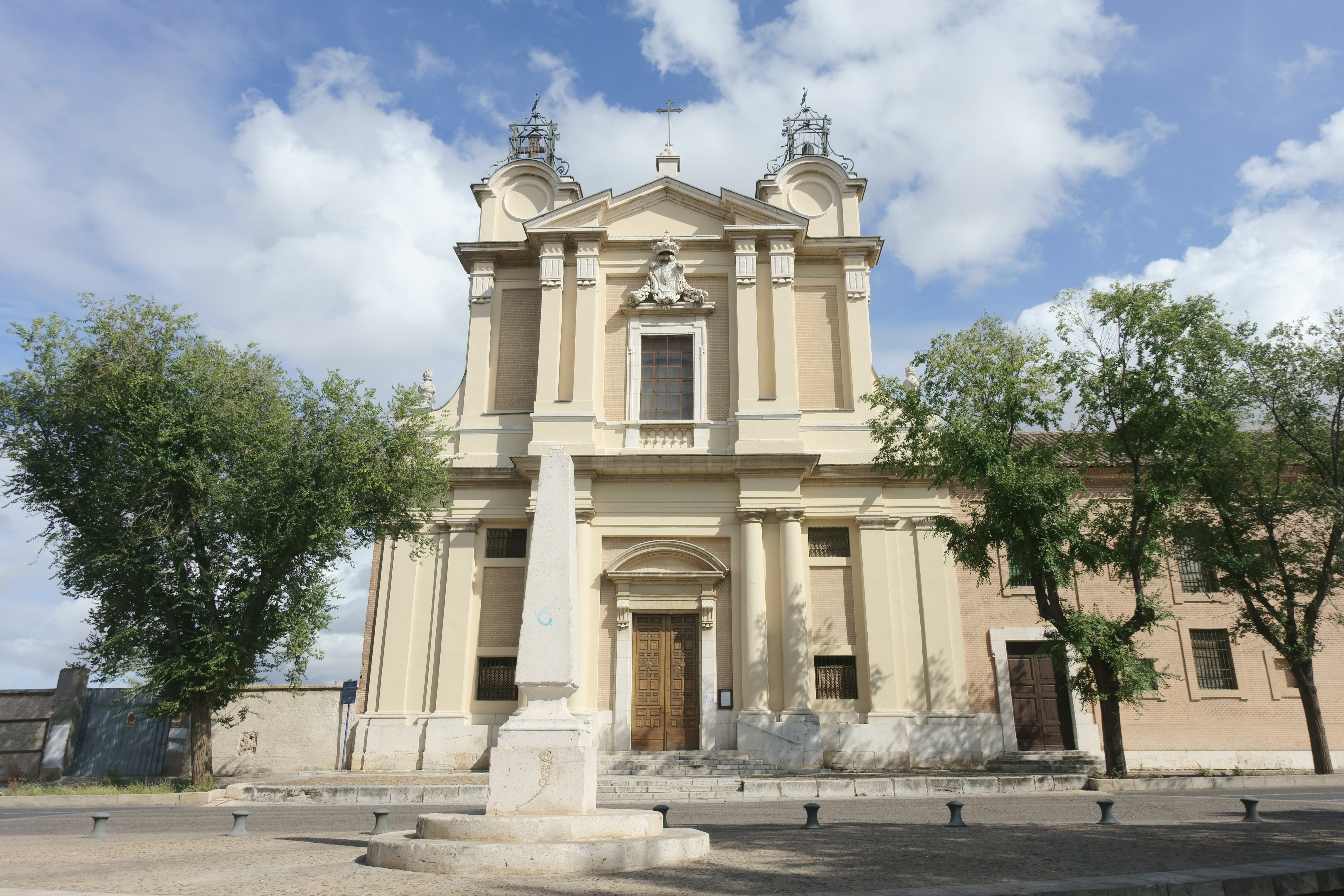
Facciata del convento

### Edifici religiosi

#### Chiesa di Alpajés
In origine era un eremo dedicato a San Marco, situato vicino alle vecchie case di Alpajés. Nel 1680 i fratelli di Nuestra Señora de las Angustias chiesero il permesso di costruire un nuovo tempio e di non dover andare a Ontígola, e l'anno successivo iniziarono i lavori nell'ambito del progetto Cristóbal Rodríguez de Jarama. Ha pianta a croce latina, con ai piedi il corpo incompiuto di una torre e in testa la canonica e l'ufficio parrocchiale. Nel 1744 Santiago Bonavía eresse sul transetto una cupola ottagonale, ricostruita dopo la guerra civile, coronata da una cupola ottagonale con lanterna. La sua facciata alterna mattoni a pietra calcarea di Colmenar. Sopra la porta inizia la finestra del coro e intorno ad essa compaiono quattro cartigli, i due inferiori con testi delle litanie lauretane e i due superiori con lo stemma dell'Ordine di Santiago e quello reale di Carlo II..

#### Convento di San Pascual
Situato in Calle del Rey, ai margini della città vecchia, la sua costruzione avvenne tra il 1765 e il 1770, sebbene subì trasformazioni e ampliamenti durante il regno di Isabella II. Il complesso è costituito da una chiesa, edifici conventuali, organizzati in patii, e un orto. La chiesa è opera di Marcelo Fontón. Ha pianta a croce latina, con cappelle laterali nella navata e bracci del transetto poco sviluppati. All'esterno il transetto è sormontato da una cupola su tamburo. Nella sua facciata neoclassica spiccano la simmetria e l'accostamento cromatico tra la pietra di Colmenar e l'intonaco. È divisa su due piani e tre strisce verticali; il corpo centrale presenta, al piano terra, la porta d'ingresso sormontata da un frontone ricurvo e fiancheggiata da colonne tuscaniche, e al piano superiore una finestra, sormontata dallo scudo reale e fiancheggiata da lesene. Termina con un frontone interrotto. Le zone laterali mostrano lesene al piano inferiore e falde al piano superiore, e sono coronate da torrette su cui sono posti campanili in ferro.

## Elementi singolari dentro la zona di protezione

### Passeggi e foreste a galleria
La rete dei passeggi alberati, il cui tracciato venne avviato nel XVI secolo, venne ampliata ai tempi di Carlo III. Dentro la zona di protezione si trovano:
| Calle          | Lunghezza (m) | Specie                             | Anno | Calle                             | Lunghezza (m) | Specie                   | Anno |
| -------------- | ------------- | ---------------------------------- | ---- | --------------------------------- | ------------- | ------------------------ | ---- |
| De la Escuadra | 634           | platano ispanico                   |      | De la Barca                       | 1500          | pioppo nero e olmo rosso |      |
| De San Isidro  | 590           | tiglio nostrano                    | 1772 | De Camellos (Joaquín Rodrigo)     | 618           | platano ispanico         |      |
| Juan Prados    | 1130          | platano ispanico                   | 1564 | Mariano el Artillero              | 620           | platano ispanico         | 1882 |
| De las Aves    | 1540          | quercia, olmo, castagno e guaiacum |      | Trinquete de la Casa del Labrador | 120           | platano ispanico         |      |
| Confesores     | 1490          | platano ispanico                   | 1747 | Del Rey                           | 877           |                          |      |
| Del Mediodía   | 285           | platano ispanico                   | 1858 | Del Embocador                     | 2350          | platano ispanico         | 1747 |

Inoltre, nella zona di protezione spicca un altro gruppo di boschetti, tra cui El Embocador, La Pavera, La Flamenca, Matalonguilla, Las Infantas, Sotomayor, Castillejo, Villamejor e Algodor, di interesse per i loro valori ambientali come rifugio per la fauna e come elemento che contribuisce ad addolcire gli effetti del clima.

### Aree di interesse naturale

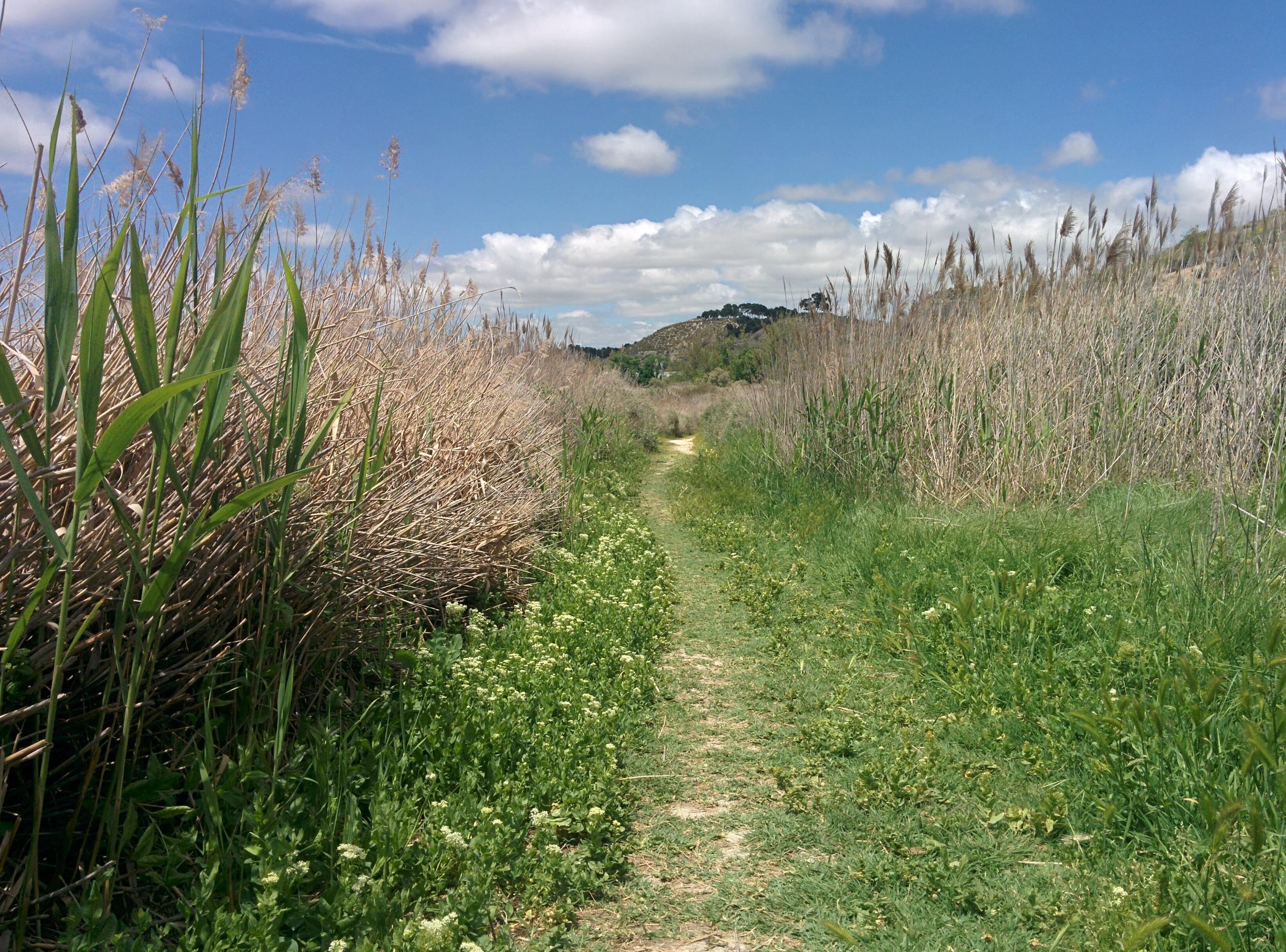
Vegetazione accanto al Mar de Ontígola

All'interno della zona di protezione sono presenti diverse aree che si distinguono per il loro interesse naturalistico. Una di queste è la riserva Regajal-Mar de Ontígola, creata il 30 giugno 1994 e composta da due aree, la storica zona umida di Mar de Ontígola e la fattoria El Regajal. Ospita 72 diverse specie vegetali, tra cui numerose endemiche. A livello faunistico, si distingue per la sua importanza entomologica, principalmente per la sua ricchezza di farfalle, poiché sono presenti 75 delle 225 specie della penisola iberica, molte delle quali endemiche. Un'altra zona è il Carrizal de Villamejor, che comprende una barena salata in cui la specie più emblematica è la sapina, e in cui si trovano altre specie come canne e tamerici; fa parte di una zona di protezione speciale per gli uccelli per la presenza di specie come il falco di palude e il gufo reale. Spiccano inoltre le zone umide e i canneti di Soto del Lugar, La Flamenca-Arroyo del Corralejo, Las Infantas, La Flamenca-Arroyo de la Cavina e le isole del Tago, e la parte della zona che coincide con il Parco Regionale di sud-est.

### Zone agricole e di allevamento

#### Real Cortijo di San Isidro

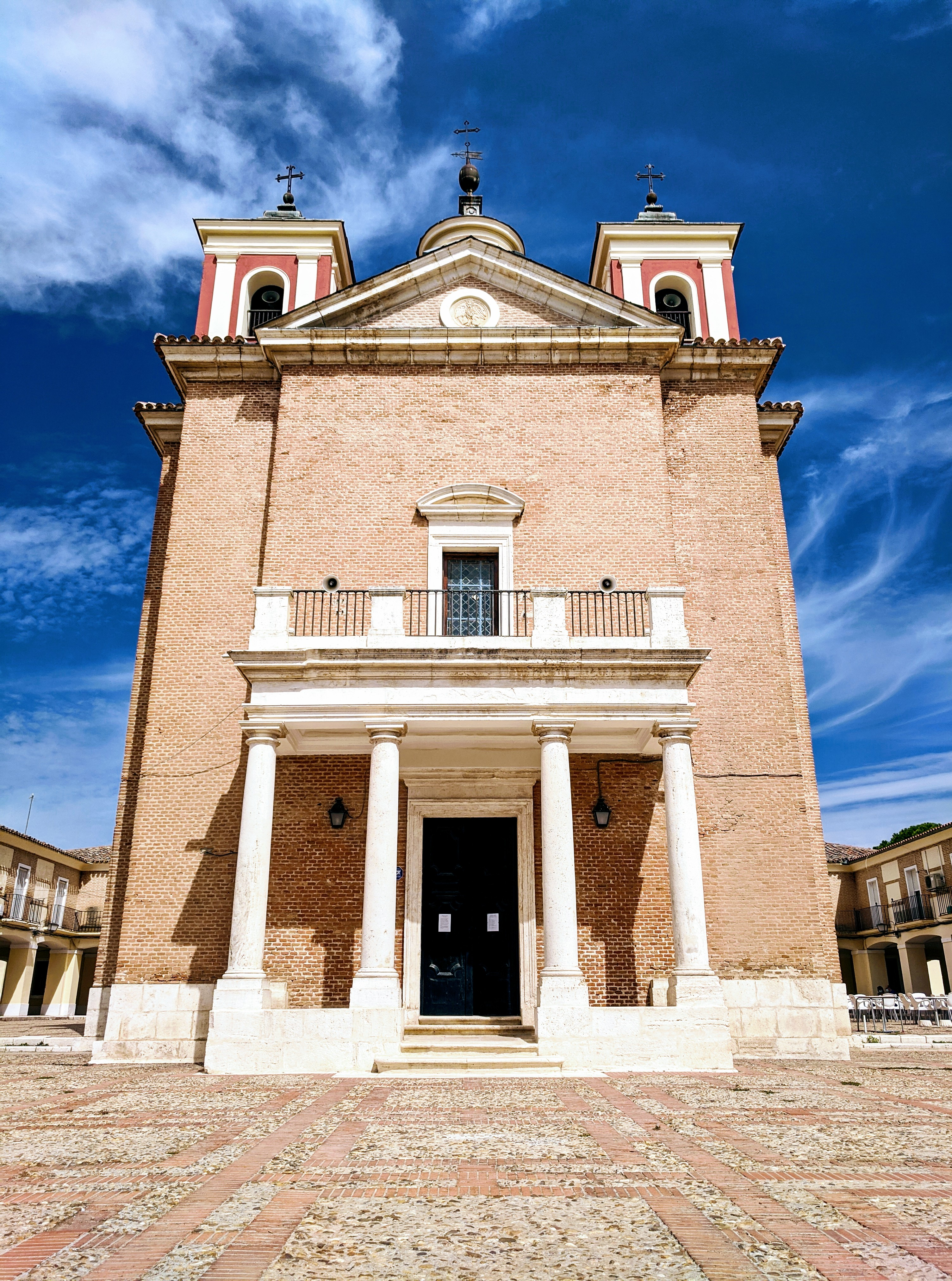
Eremo del Real Cortijo di San Isidro

Situato a cinque chilometri a nord-est di Aranjuez, la sua creazione come centro di sfruttamento agricolo fu ordinata da Carlo III nel 1761. Cinque anni dopo, 534 staia di terra furono coltivati a cereali, vigneti e ulivi, e nel 1770 fu costruita la Casa Grande, che sarebbe il nucleo della casa colonica. La progettazione di questa, in cui intervenne Jaime Marquet, venne eseguita da Manuel Serrano, su un asse centrale in cui si susseguono la cappella, la piazza porticata e un camminamento paesaggistico, che divide il nucleo in due parti simmetriche. La Casa Grande ha pianta rettangolare, con patio centrale a due piani, e aveva, tra gli altri spazi, una stanza per il re, la casa del governatore, stanze per le guardie e gli impiegati e un oratorio. Nel 1782 furono costruiti un torchio e una cantina, quest'ultima interrata, con due zone con volte in mattoni, una per il vino e l'altra per l'olio, e nel 1788 fu completato l'eremo, dedicato a San Isidro Labrador. Dopo la confisca, il podere passò nelle mani di diversi proprietari, finché, nel 1944, tornò allo Stato. Nel 1948, attraverso l'Istituto Nazionale di Colonizzazione, fu costruita una città intorno all'antica fattoria secondo un progetto di Manuel Giménez Varea.

#### La Flamenca

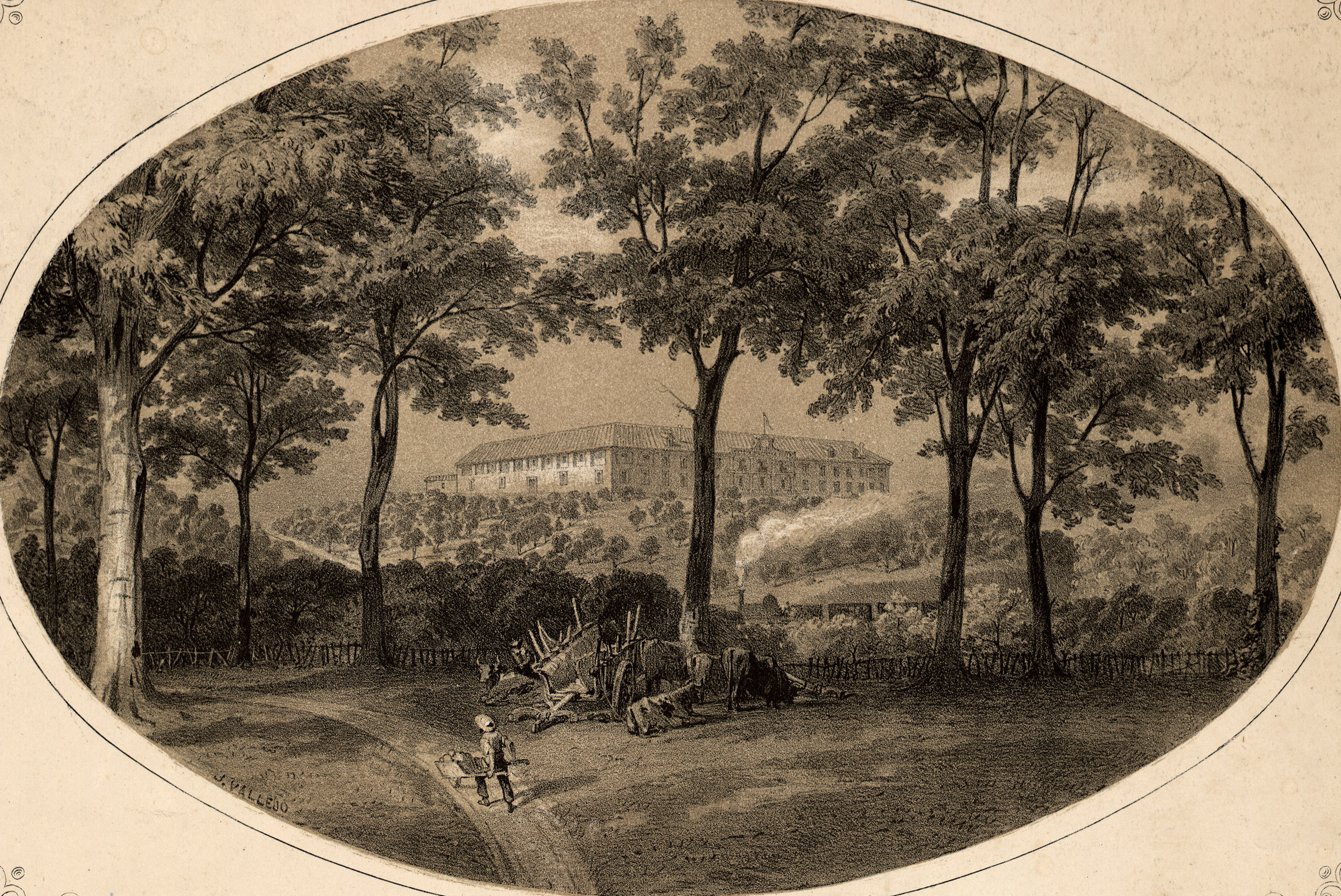
Veduta della Flamenca nel 1856

Situata vicino alla vecchia strada per Toledo, a sud-ovest di Aranjuez, la fattoria comprendeva due parti: i campi irrigati per la caccia agli uccelli e la collina, a 40 metri sopra il livello del fiume Tago. Fu istituita nel 1775, sul modello delle Fiandre, con la creazione di prati artificiali, e nello stesso anno venne costruita una casa sulla parte più alta accanto all'antico cammino di Toledo. Questa è costituita da un corpo centrale e da due ali laterali collegate da un portico, al piano superiore del quale si trova un terrazzo scoperto. É realizzata in mattoni a vista ad eccezione del piano terra, che è intonacato. Il suo accesso avveniva attraverso un viale alberato, con un ingresso monumentale costituito da due lesene in laterizio con falde. Nella fattoria si coltivavano erba medica, alberi da frutto, vigneti e ulivi. Nel 1855 divenne Scuola di Agraria e nel 1870, dopo la confisca, proprietà del Duca di Fernán Núñez.

#### Pascolo di Sotomayor

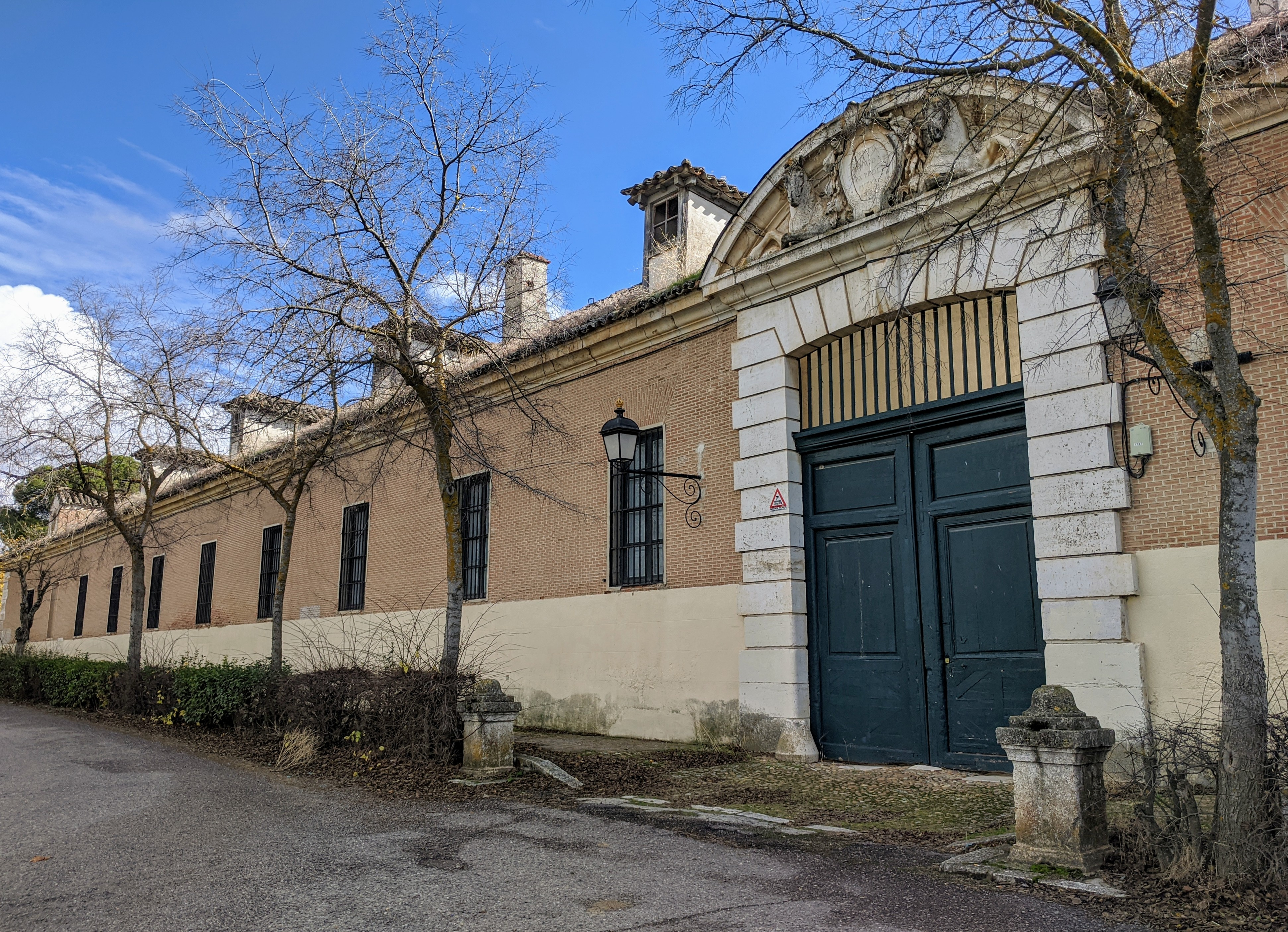
Veduta esterna della Casa della Monta

Questo spazio, situato ad est dell'area urbana, era legato all'allevamento dei cavalli. Al suo ingresso, Carlo III ordinò la costruzione della Casa de la Monta per ospitare la scuderia reale, oltre a servire come residenza per i suoi custodi. I lavori furono eseguiti tra il 1761 e il 1765 su progetto di Jaime Marquet. Si compone di un edificio rettangolare, ad un piano, con due patii, realizzato in mattoni, con muratura alla base e pietra di Colmenar sul cornicione. La sua facciata è completata da un frontone curvo in cui sono incluse le figure di un cavallo e di una cavalla, opera di Juan Reina. Gli accessi erano organizzati con viali alberati e un ponte.

#### Insieme agricolo degli Infanti
Situato sulla vecchia strada per Toledo, a sud-ovest di Aranjuez, il suo terreno fu messo in funzione al tempo di Carlo III. Tra il 1814-1815, l'Infante Don Carlos lo ricevette da Ferdinando VII e formò la sua scuderia. In quel periodo fu costruito l'edificio, nel quale spiccavano la cappella e la casa delle guardie. A causa delle guerre carliste, i beni del pretendente furono espropriati, così il feudo tornò nelle mani della Corona. Nel 1848 si dedicò alla scuderia inglese e nel 1870 si disamorò, e divenne proprietà dei duchi di Fernán-Núñez.

#### Podere reale di Villamejor
La tenuta di 323 ettari si estende tra i comuni di Yepes e Añover de Tajo, a sud-ovest di Aranjuez. Al centro di essa Jaime Marquet costruì una casa a pianta rettangolare, che aveva due piani, organizzati in due settori: il nord per l'abitazione reale e la latteria e il sud per le stalle, gli alloggi dei dipendenti e gli annessi. L'intero insieme è stato utilizzato per l'allevamento di muli e, successivamente, bufali.

### Opere idrauliche

#### Diga di Ontígola
Si trova a un chilometro a sud di Aranjuez. Si tratta di una diga di 140 metri di lunghezza, 10 di larghezza e 6 di altezza, che permetteva la conservazione di un massimo di 400.000 m³ d'acqua. La prima idea di creare un grande stagno venne ipotizzata nel 1552 e nel 1560 Juan Bautista de Toledo e Pietre Jansen iniziarono a lavorare al progetto. La sua costruzione iniziò nel 1563, con due muraglie in pietra separate da un terrapieno; tuttavia, nel 1565, venne danneggiato il muro anteriore, e pertanto vennero realizzati lavori di consolidamento completati, nel 1572, da Jerónimo Gili e Juan di Herrera. Il bacino o «mare», nel quale erano abbondanti i pesci e i volatili acquatici, aveva un isolotto dal quale la Corte assisteva agli spettacoli acquatici che venivano organizzati; oltre all'uso ludico, l'acqua veniva utilizzata per l'irrigazione dei giardini di Aranjuez.

#### Ponte Lungo

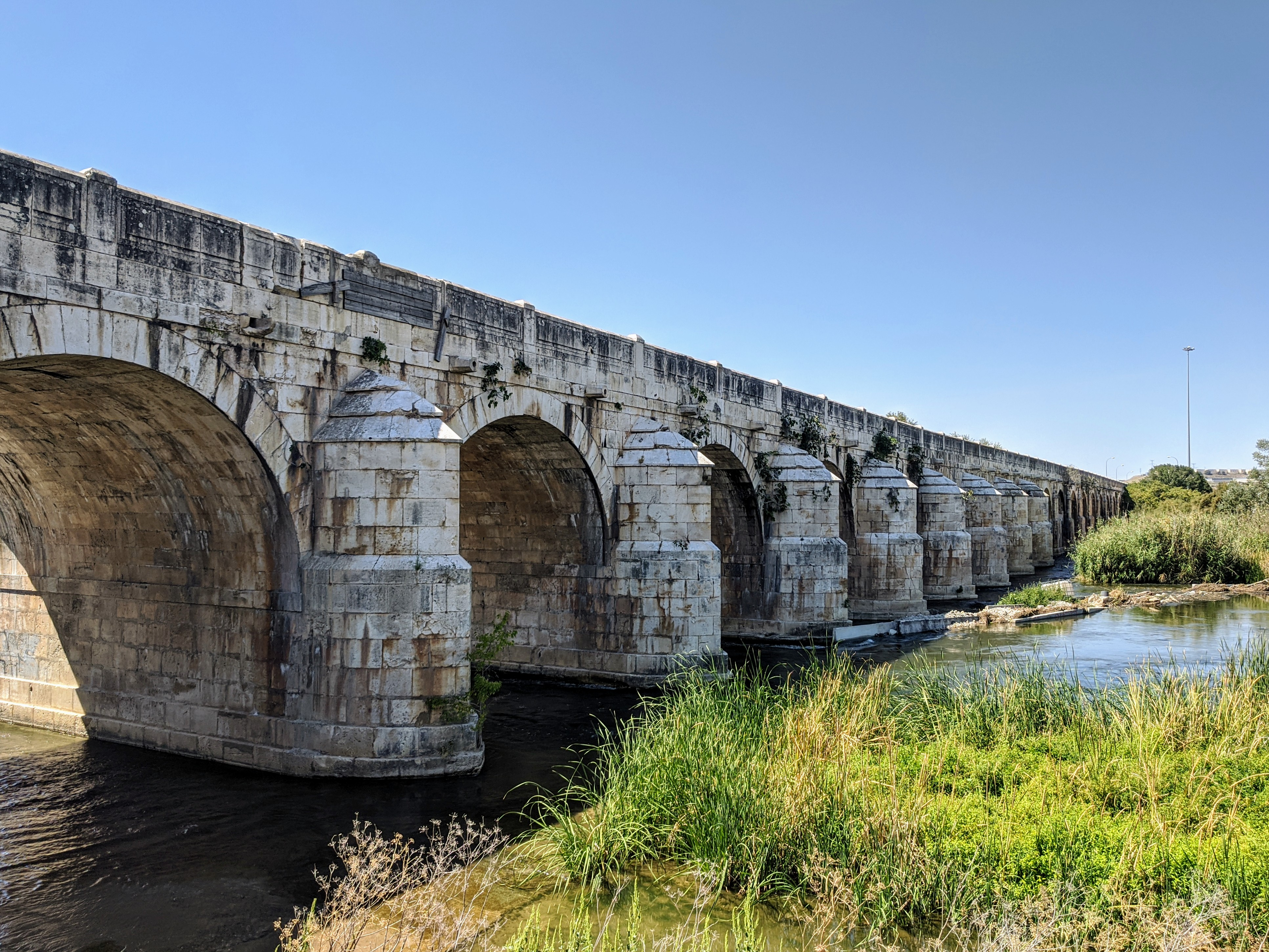
Ponte Lungo, sul fiume Jarama

È situato sulla strada M-305, a cinque chilometri a nord di Aranjuez. In occasione della costruzione delle sei autostrade radiali, una delle quali da Madrid a Cadice, che attraversava Aranjuez, fu promossa la costruzione di un ponte che sarebbe servito a consolidare l'attraversamento del Jarama e l'accesso al Sito Reale, che sarebbe stato realizzato attraverso la via Nueva o Larga, completata nel 1751; fu quindi costruito, tra il 1757 e il 1761, con pietra di Colmenar, su progetto di Marcos de Vierna, e misura 500 metri di lunghezza, 8,5 di larghezza e 11 di altezza. Si compone di 25 campate uguali, con luci di 8,36 metri ciascuna, sorrette tramite archi semicircolari. Alle sue estremità erano poste quattro statue di leoni con scudi.

#### Diga dell'Embocador

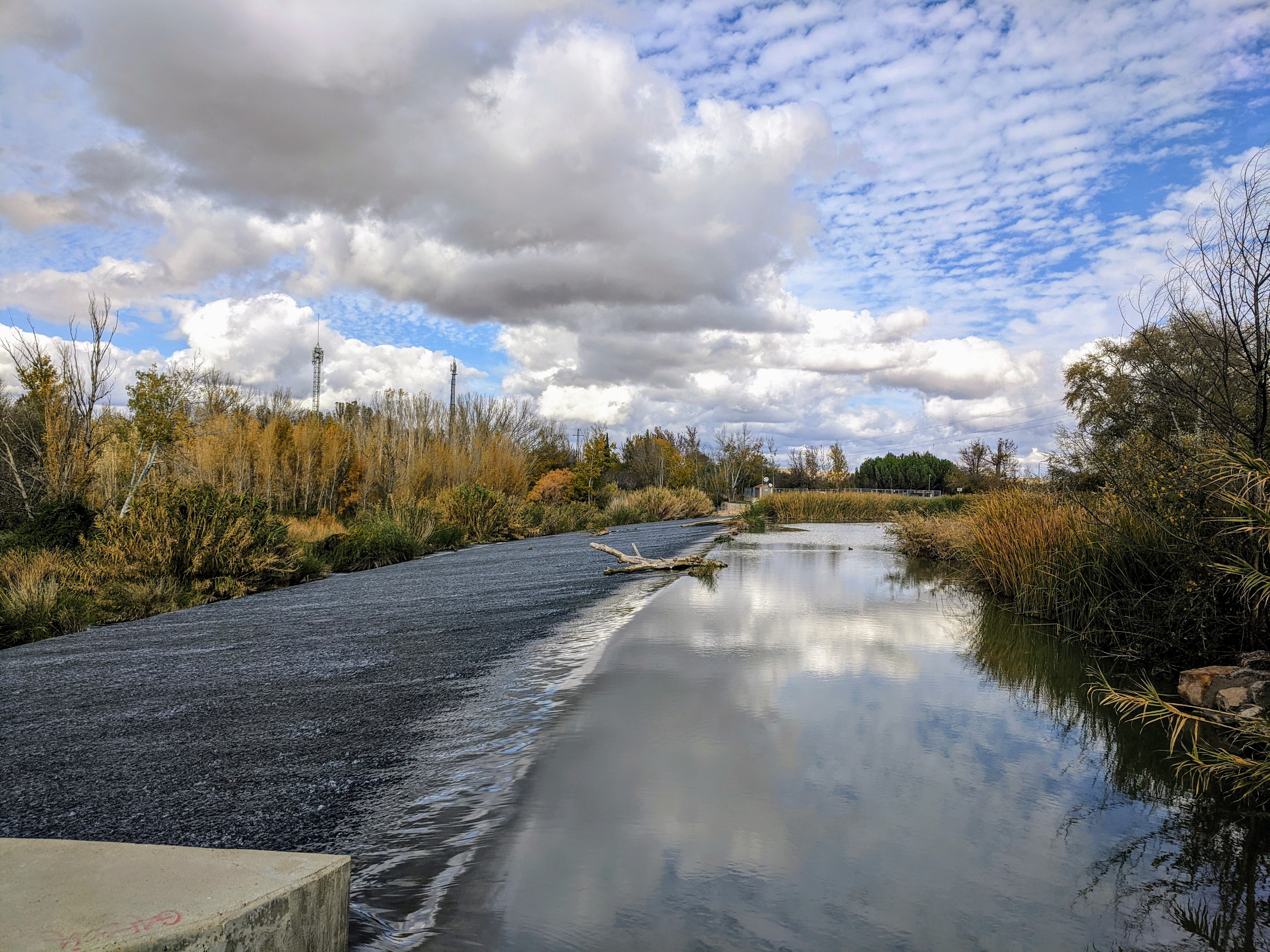
Diga dell'Embocador

Si trova nel pascolo di Sotomayor, sei chilometri a est di Aranjuez. Fu costruita, tra il 1530 e il 1534, nello stesso luogo in cui si trovava una diga che riforniva i mulini Gonzalo Chacón e ai lavori partecipò l'architetto Luis de Vega. Fu il primo dei lavori dell'impianto di irrigazione del Real Sitio e diede origine a due canali, quello degli uccelli o di Sotomayor, sulla riva sinistra del Tago, e quello dell'Azuda o dell'Embocador, sulla riva destra; entrambi vennero realizzati per ordine di Carlo I e completati dan Filippo II. Presentano sezione triangolare e pianta concava, e lungo i secoli hanno subito numerose riparazioni dovute ai danni prodotti dalle piene del fiume.

#### Centrale dell'acqua
È una delle centrali di controllo del trasporto dell'acqua dalle sorgenti di Ocaña. Si trovava all'ingresso dell'area urbana, alla confluenza del Paseo del Deleite con la Carrera de Andalucía, ma fu spostata vicino all'arena. La sua struttura ricorda quella di un tempio ed è costruita con pietra di Colmenar.

#### Azuda della Montagna

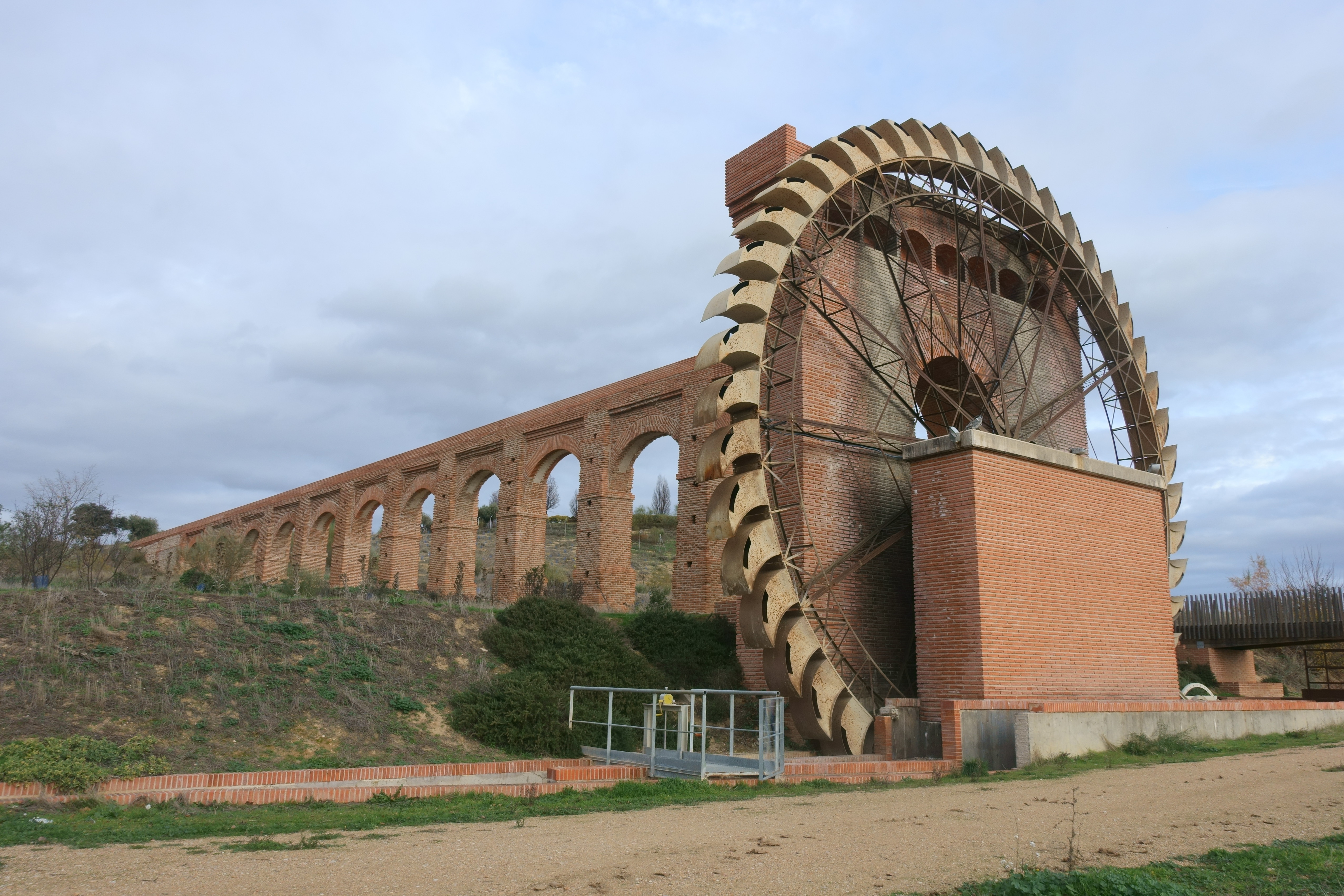
Azuda della Montagna

Costruita nella seconda metà del XVIII secolo, questa diga o ruota idraulica serviva a portare l'acqua dal canale di Azuda al terreno della Casa de la Montaña. Ha una ruota di 12 metri di diametro che include 48 coclee per raccogliere l'acqua; inizialmente era in legno ma, a causa dei danni che presentava, nel 1845 fu rifatta per lo più in ferro. Una volta sollevata, l'acqua veniva condotta alla masseria attraverso un acquedotto in muratura, lungo 87 metri, che aveva dodici arcate. La struttura rimase in uso fino al secondo decennio del XX secolo; dopo il suo abbandono ha perso il suo macchinario. Tra il 2011 e il 2012 è stata ristrutturata e musealizzata.

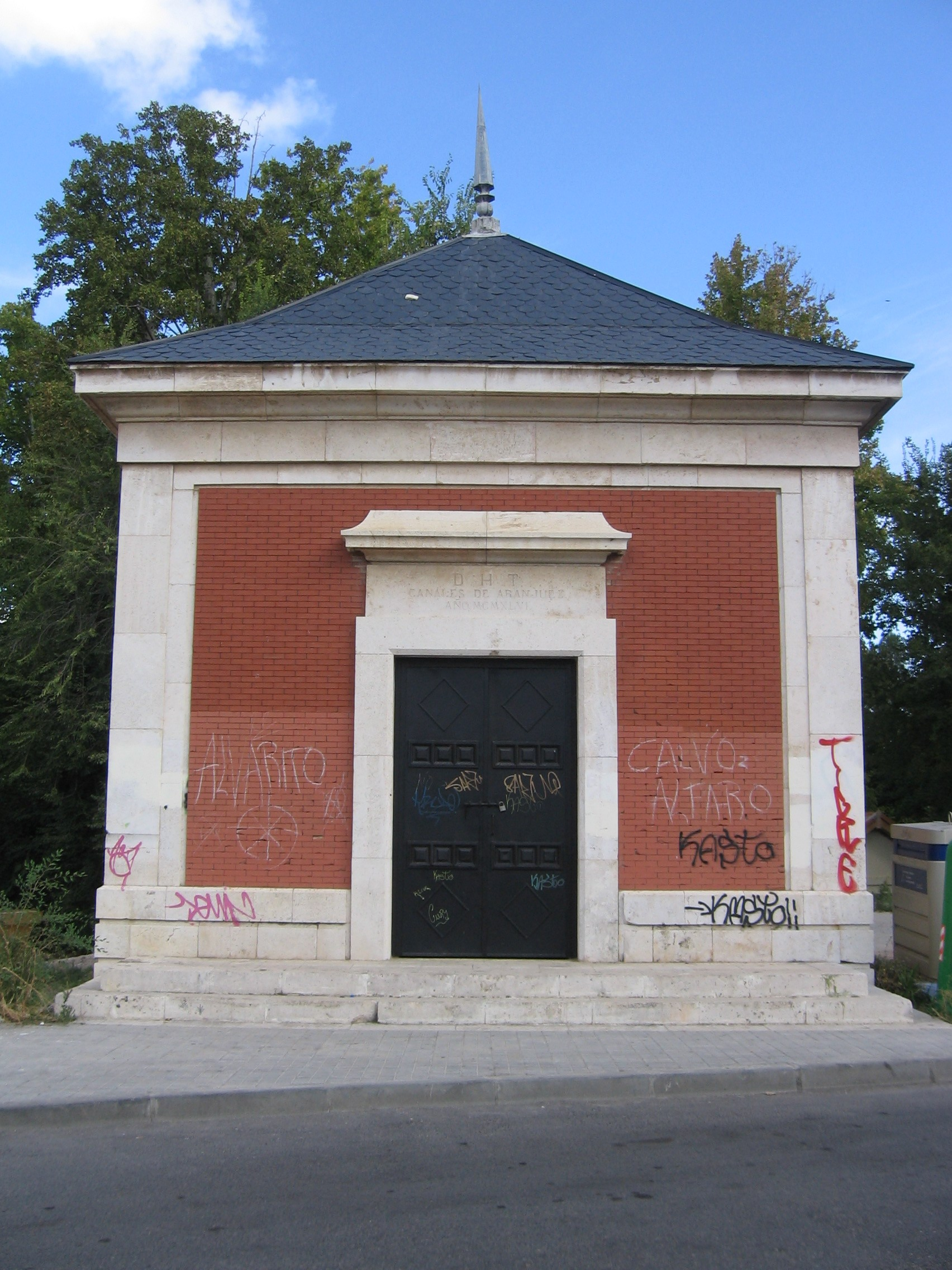
Rifugio della caccia agli uccelli sulla calle del Capitan

#### Zona di caccia agli uccelli
Tracciata lungo la riva sinistra del Tago per 15 km, fu costruita da Carlo I nel 1535 per irrigare i giardini e gli alberi del Sito Reale. Parte dalla diga dell'Embocador e da lì il canale corre seguendo il rilievo del terreno, con sottopassaggi quando attraversa ostacoli naturali. Raggiunta l'area urbana, fino all'inizio dell'Ottocento, la attraversava in superficie, ma per i problemi sanitari collegati venne interrata attraverso la costruzione di un tunnel a volta, con stazioni ogni 830 metri. Riemerge in prossimità del vecchio mattatoio e prosegue il suo percorso verso sud-ovest, parallela alla ferrovia di Toledo, fino a La Madre, a Castillejo, dove terminava. Nella seconda metà del XX secolo continuava per diversi chilometri, fino all'ingresso della città di Toledo, dove le sue acque tornavano al Tago.

#### Trasporto dell'acqua da Ocaña ad Aranjuez

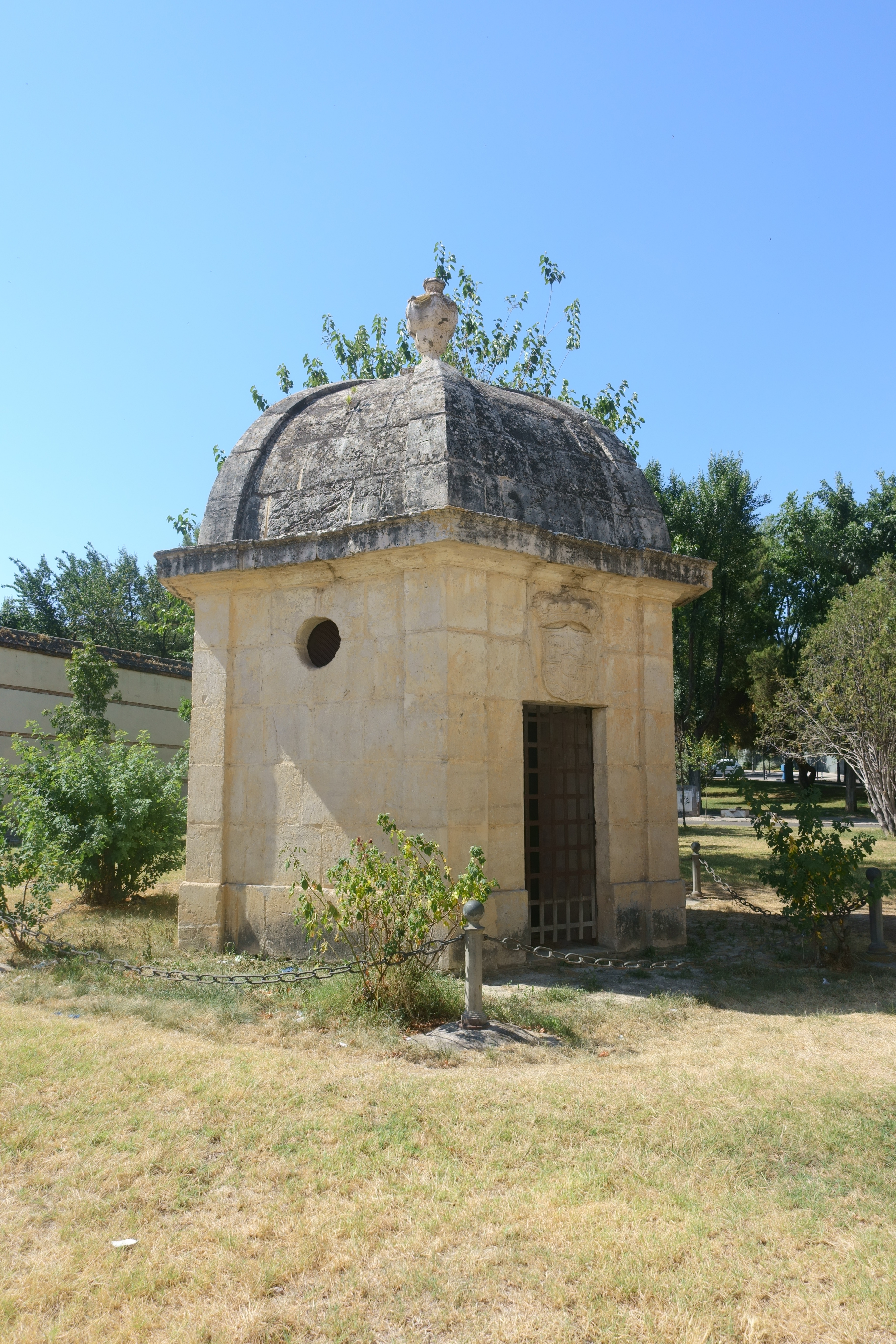
Stazione dell'acqua accanto alla Plaza de toros

Aranjuez non aveva acqua dolce adatta al consumo così, in vista della pianificazione della nuova città, Santiago Bonavía realizzò un progetto per migliorare l'approvvigionamento idrico e la costruzione di diverse fontane (tra cui quella della Plaza de San Antonio), che fu approvato da Ferdinando VI nel 1750. Per la sua esecuzione furono acquistate le terre dove si trovavano le sorgenti prescelte, Aldehuela, Algivejo, Menalgavia e Valhondo, nei canyon che scorrevano verso la Valle Mayor, a nord di Ocaña, e da esse l'acqua veniva canalizzata fino al centro urbano mediante otto chilometri di canalizzazioni e acquedotti, con le loro stazioni per la revisione e pulizia. L'ultima di esse, all'ingresso di Aranjuez (ubicata dal 2002, accanto alla Plaza de toros), venne progettata da Jacques Marquet nel 1762; si tratta di un tempietto in pietra di Colmenar, a pianta esagonale e con cupola a spicchi su cui poggia un vaso.

### Altri elementi
Vie pecuarias
Queste sono le vie di dominio pubblico per la circolazione del bestiame. Sono regolate dalla Legge 3/1995, del 23 marzo 1995, sui tratturi zootecnici, e nella zona di protezione:
- Cammino Galiana
- Cañada dei Pastori
- Cañada di Ontígola
- Cañada del Regajal

Pietre miliari
Delizia reale e palazzo

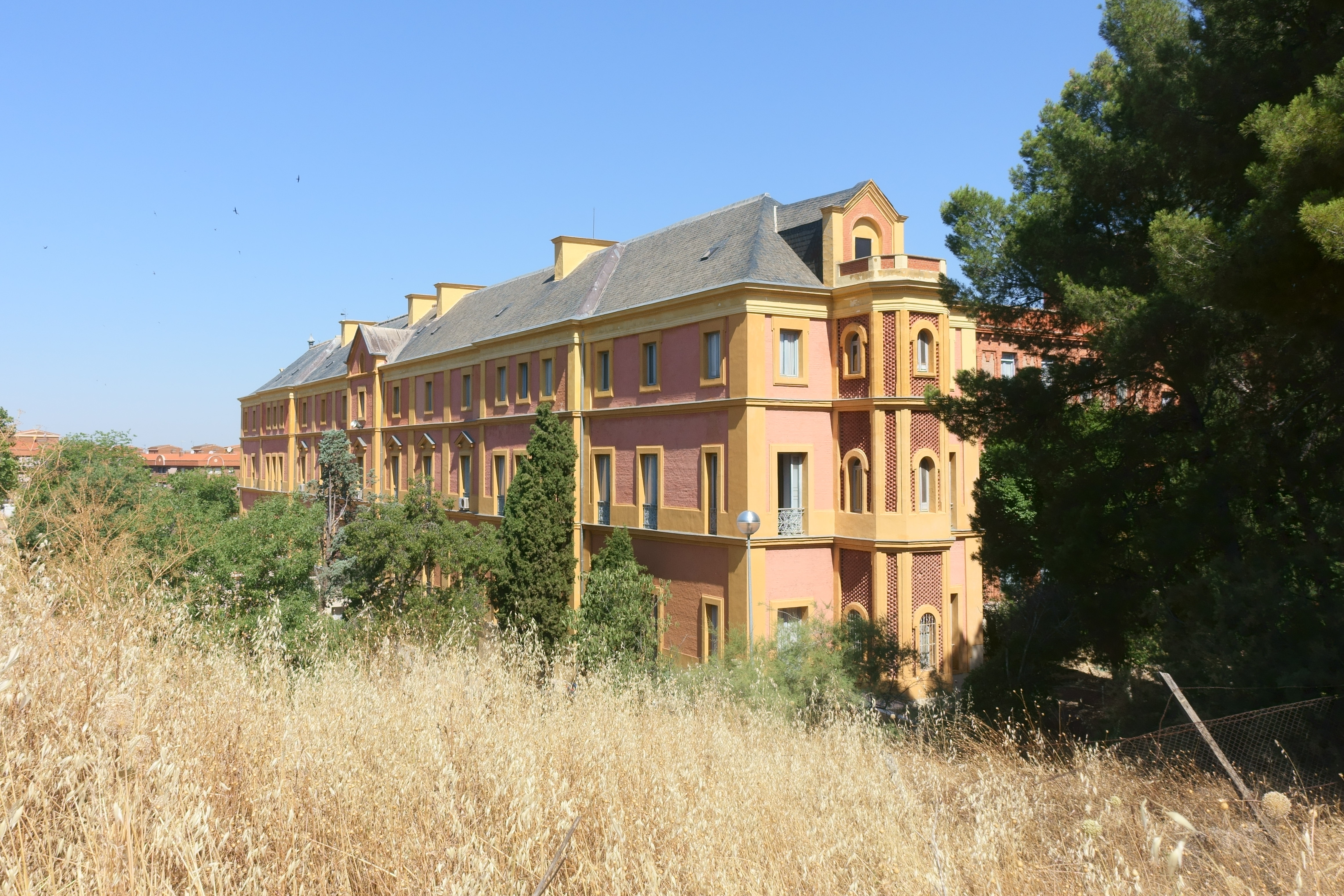
Palazzo delle Delizie

Il recinto delle Delizie reali fu fondato nel 1755 e ebbe la sua massima espansione sotto Carlo III, dieci anni dopo. Vi furono piantati lecci, ulivi e vigneti e, nel 1778, fu aggiunto un orto o frutteto in cui furono piantati piante da frutto e fiori. L'obiettivo era quello di creare un modello di coltivazione la cui vegetazione rendesse gradevole la vista a sud dell'area urbana. A causa della sua disposizione e del suo disegno, potrebbe essere stato opera di Pablo Boutelou. Nel 1851 queste terre furono cedute a Maria Cristina di Borbone-Due Sicilie che, l'anno successivo, ordinò la costruzione di un palazzo su progetto di Alejandro Sureda. Completato nel 1854, è costruito in mattoni, con tetto in ardesia, finiture in pietra e finto intonaco sul cornicione. Successivamente venne venduto alla Compagnia di Gesù, che lo ampliò, alterando la pianta originale, e lo utilizzò come noviziato. Passò poi in mani private e da allora è una residenza di persone facoltose.
Gruppo scultoreo delle Delizie

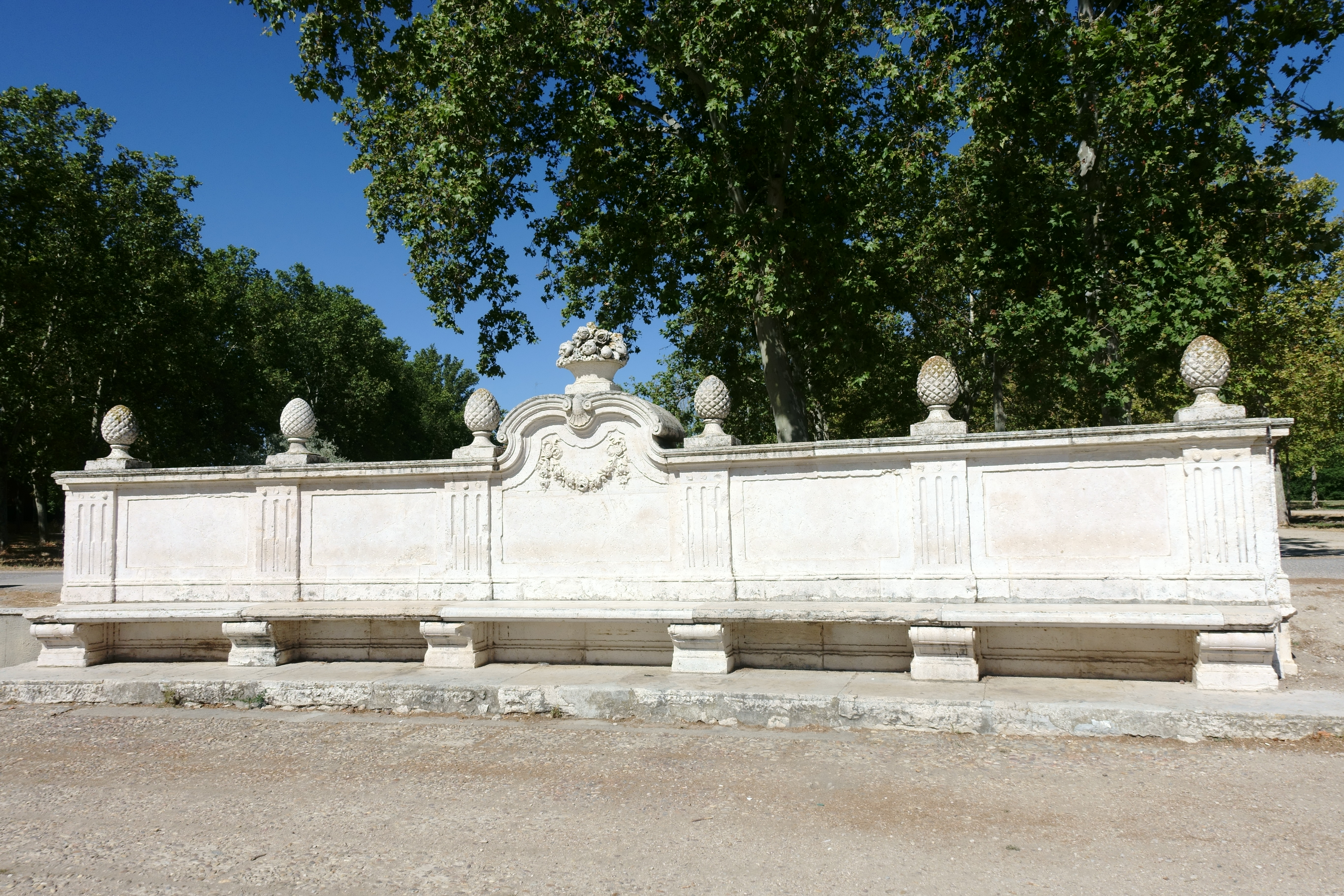
Uno dei canapé della plaza de Parada

Situate sul Paseo delle Delizie, sono due sculture su piedistallo, realizzate in pietra di Colmenar, che rappresentano un cervo e un cinghiale aggrediti da cani.
Canapé della plaza de Parada
Progettati da Sabatini, servono a delimitare la Plaza de Parada, situata di fronte alla facciata principale del palazzo. Ci sono un totale di dodici panchine, dieci delle quali rimangono nella piazza e due sono state spostate in plaza Rusiñol, di fronte al giardino del Parterre. Sono realizzate in pietra di Colmenar e la parte superiore è dominata da elementi decorativi tipici del barocco, come vasi o ananas, mentre quella posteriore presenta elementi neoclassici, come le fasce verticali di lesene scanalate.